# Konstsamlingarna vid National Gallery i London

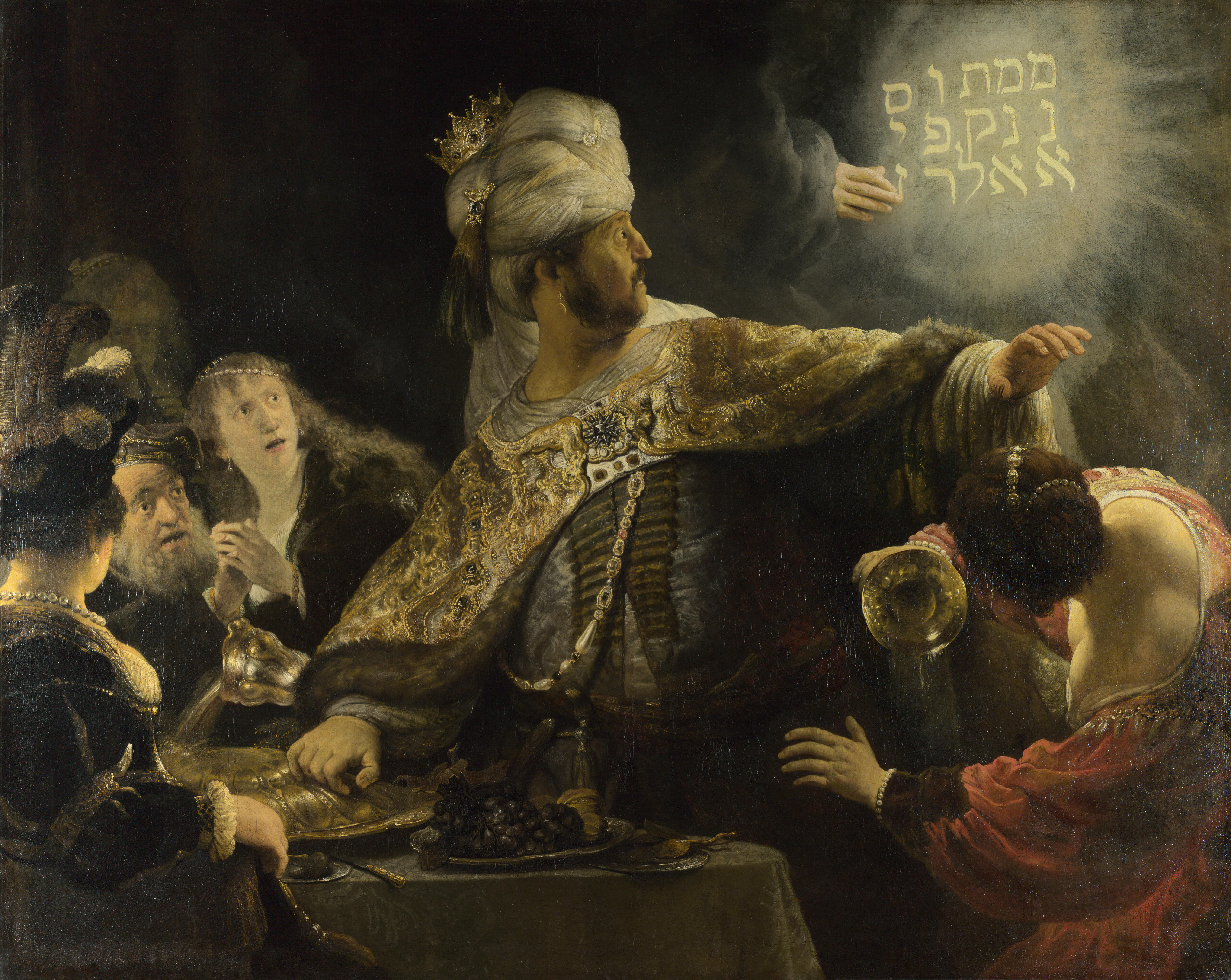
Rembrandt, Belsassars gästabud (1635).

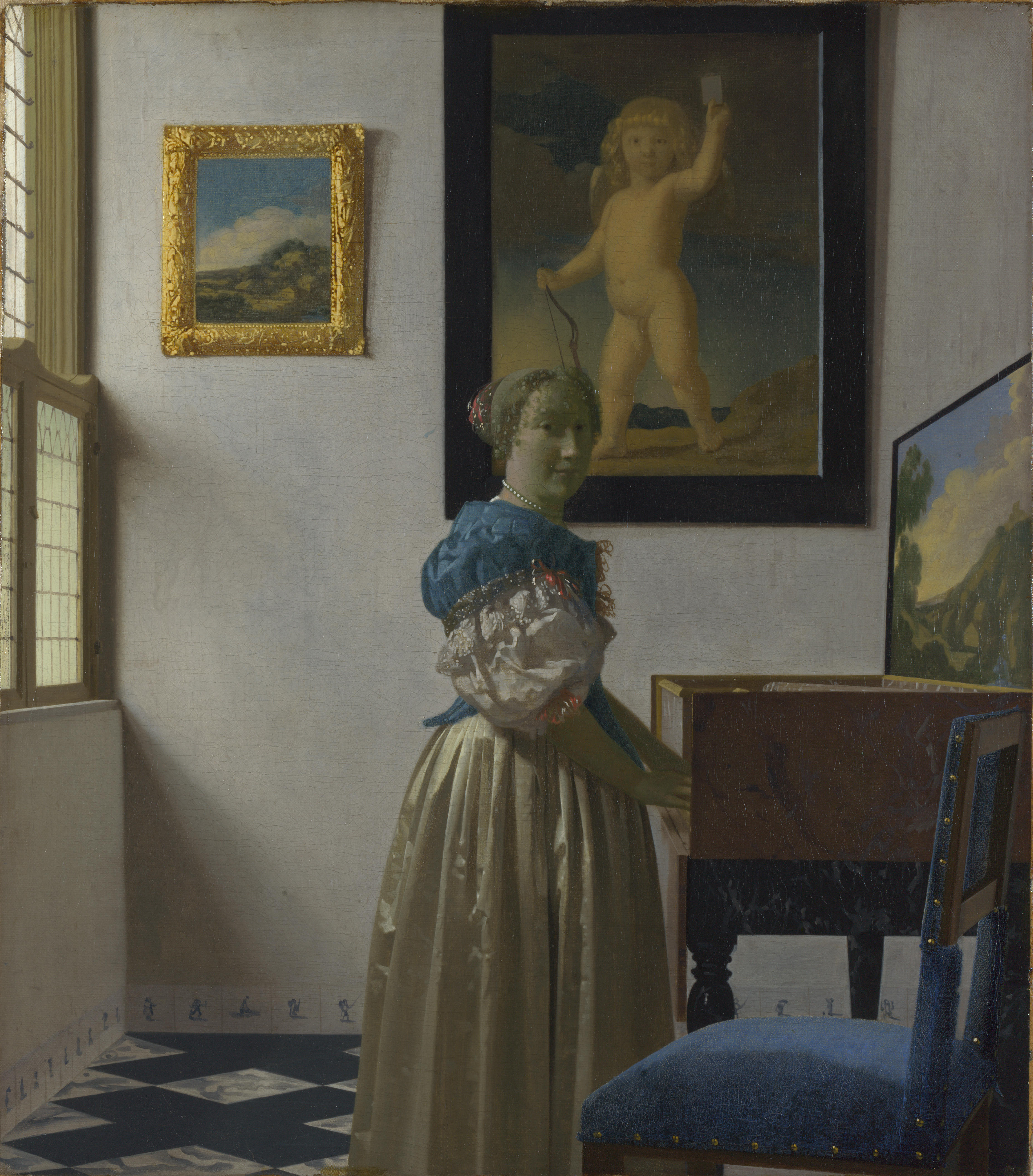
Johannes Vermeer -Dam som står vid en cembalo (1670–1672).

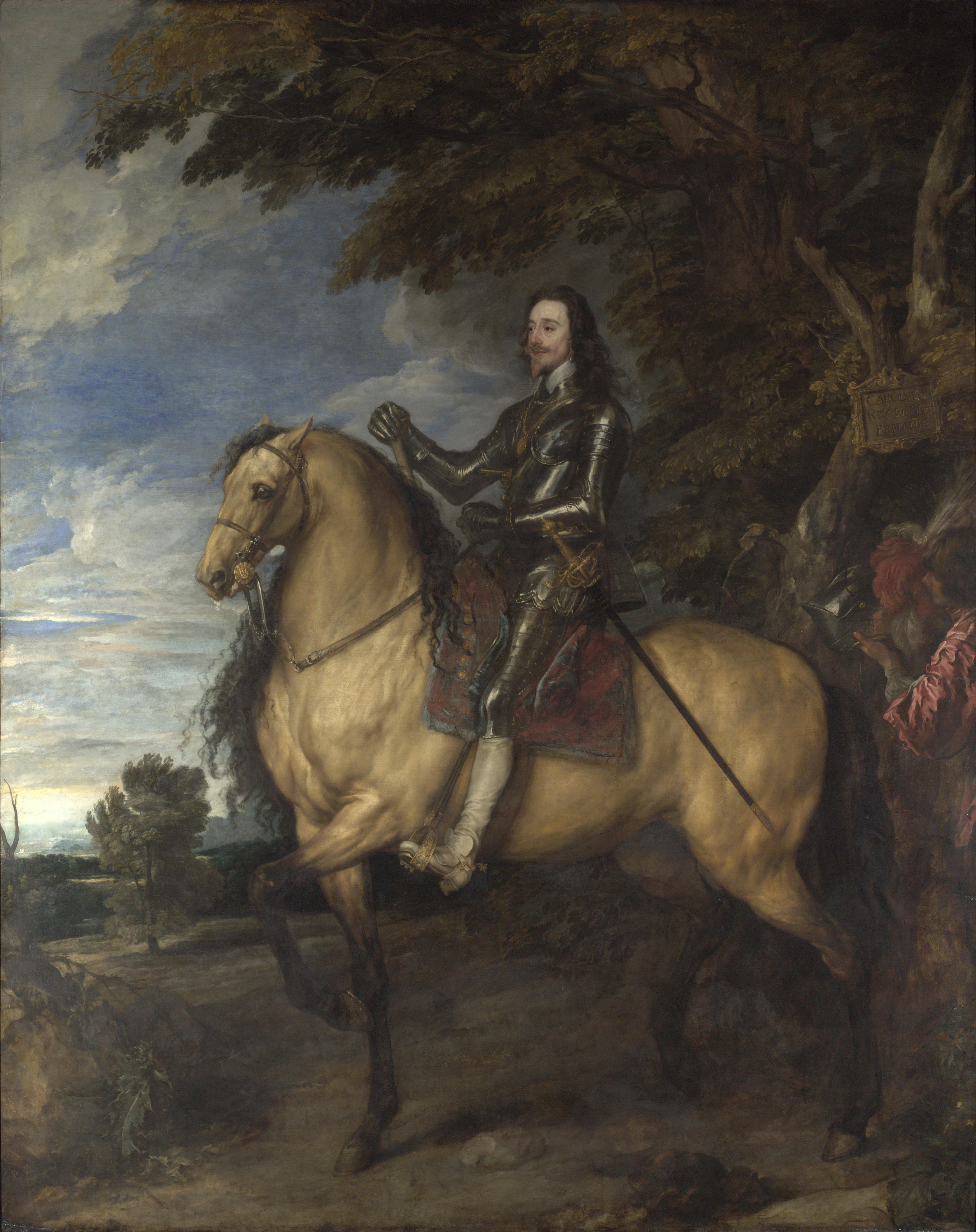
Anthony van Dyck, Ryttarporträtt av Karl I (1637–1638).

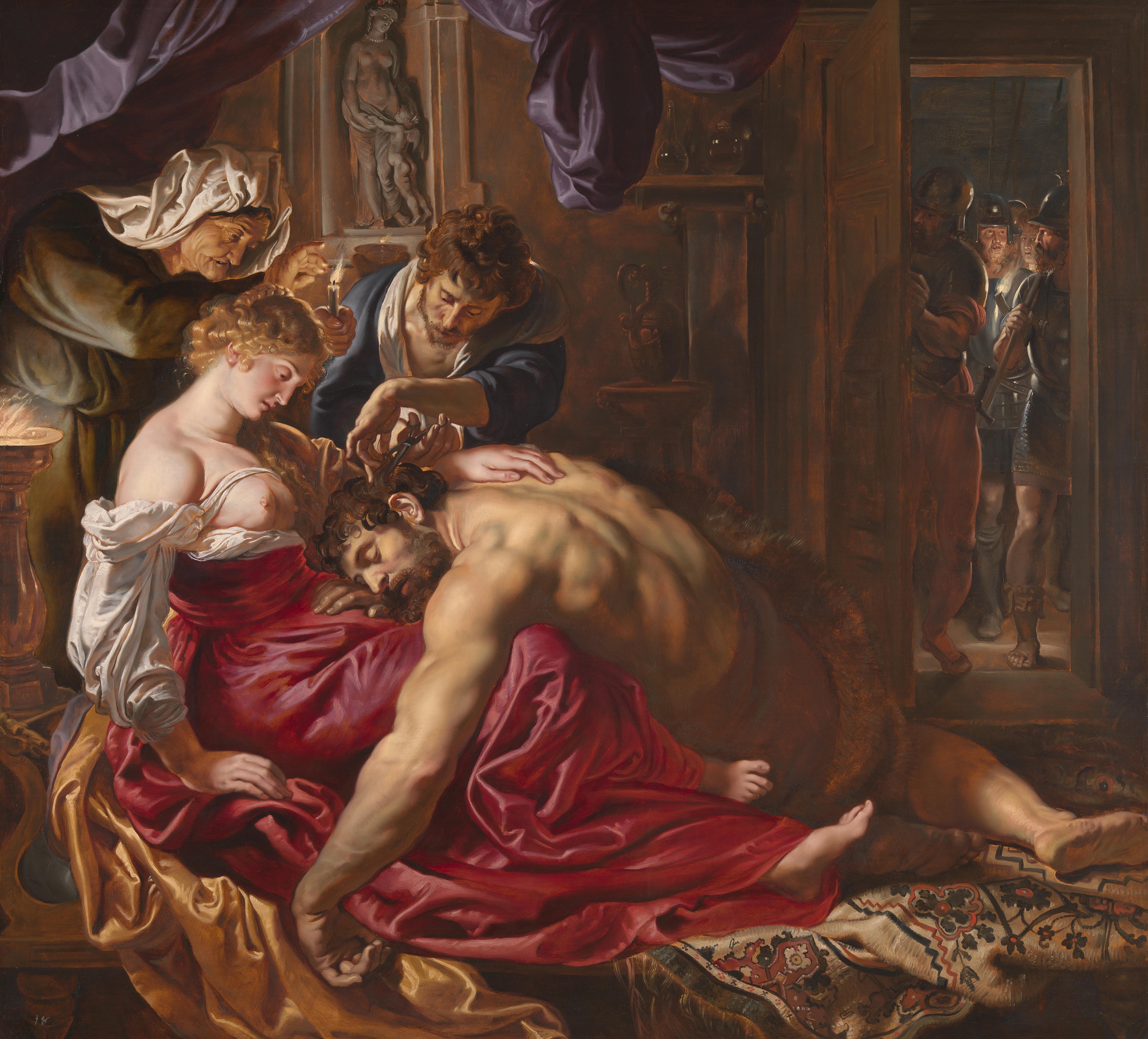
Peter Paul Rubens, Simson och Delila (1609–1610).

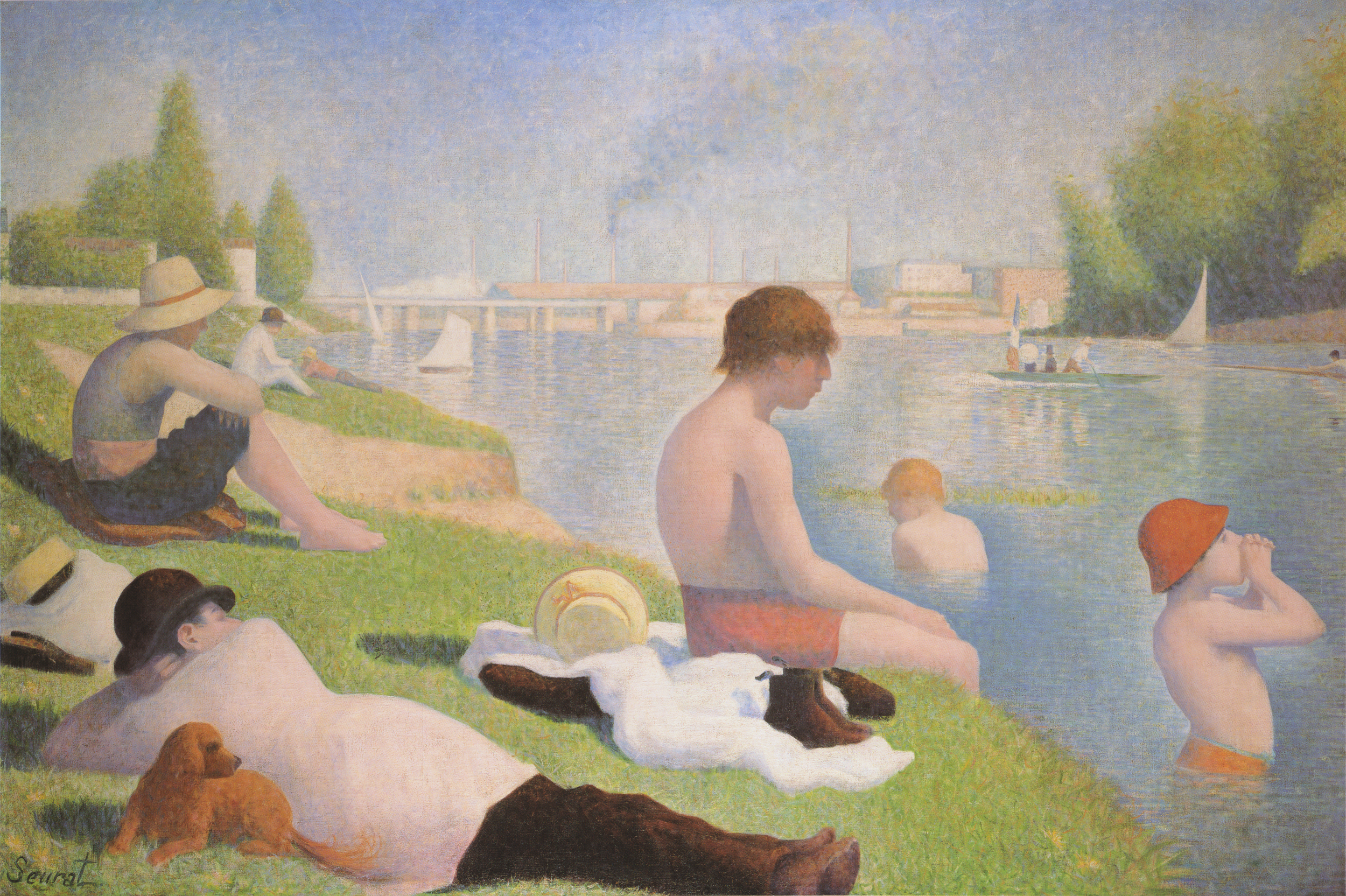
Georges-Pierre Seurat, Badarna i Asnières (1884).

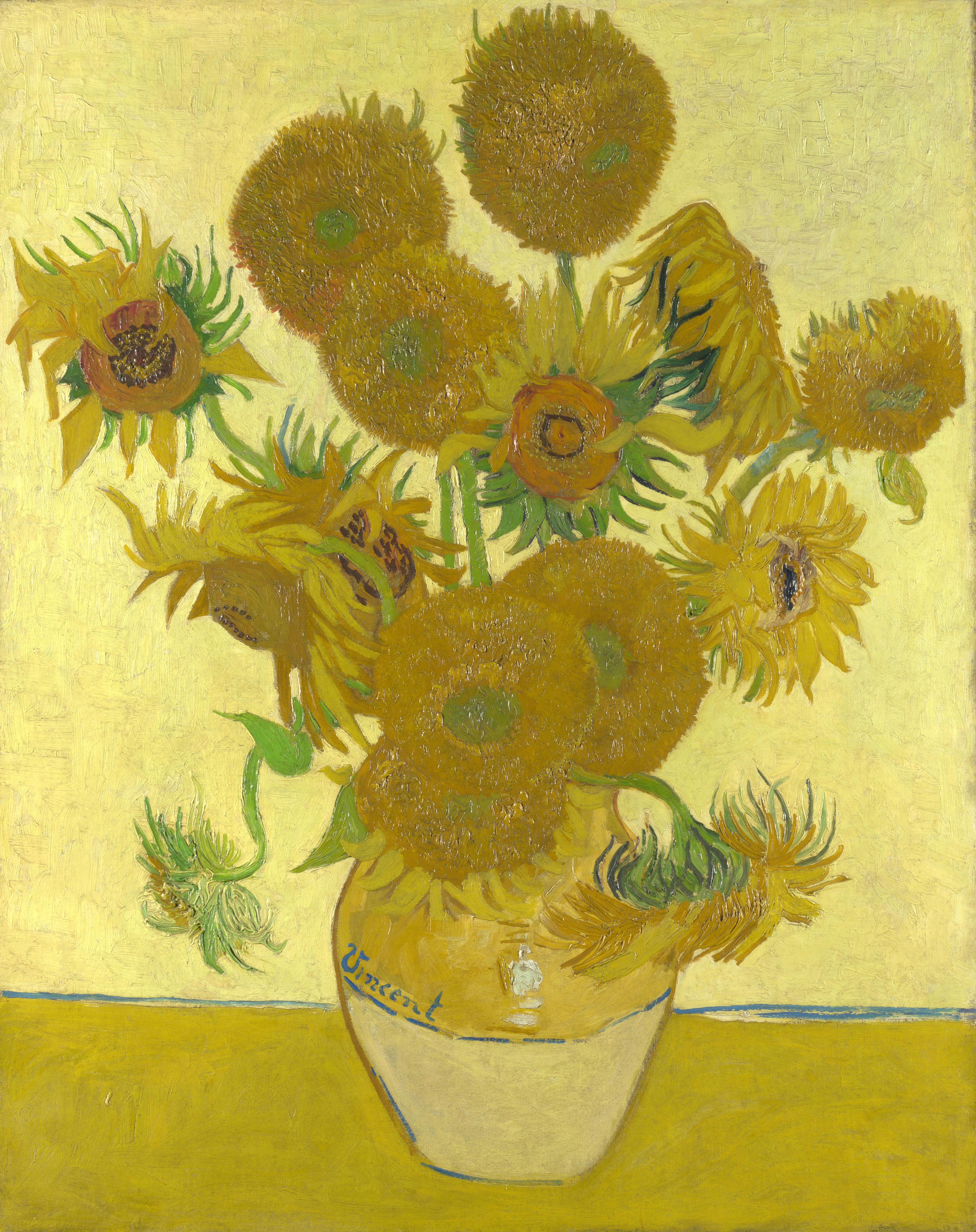
Vincent van Gogh, Solrosor (1888).

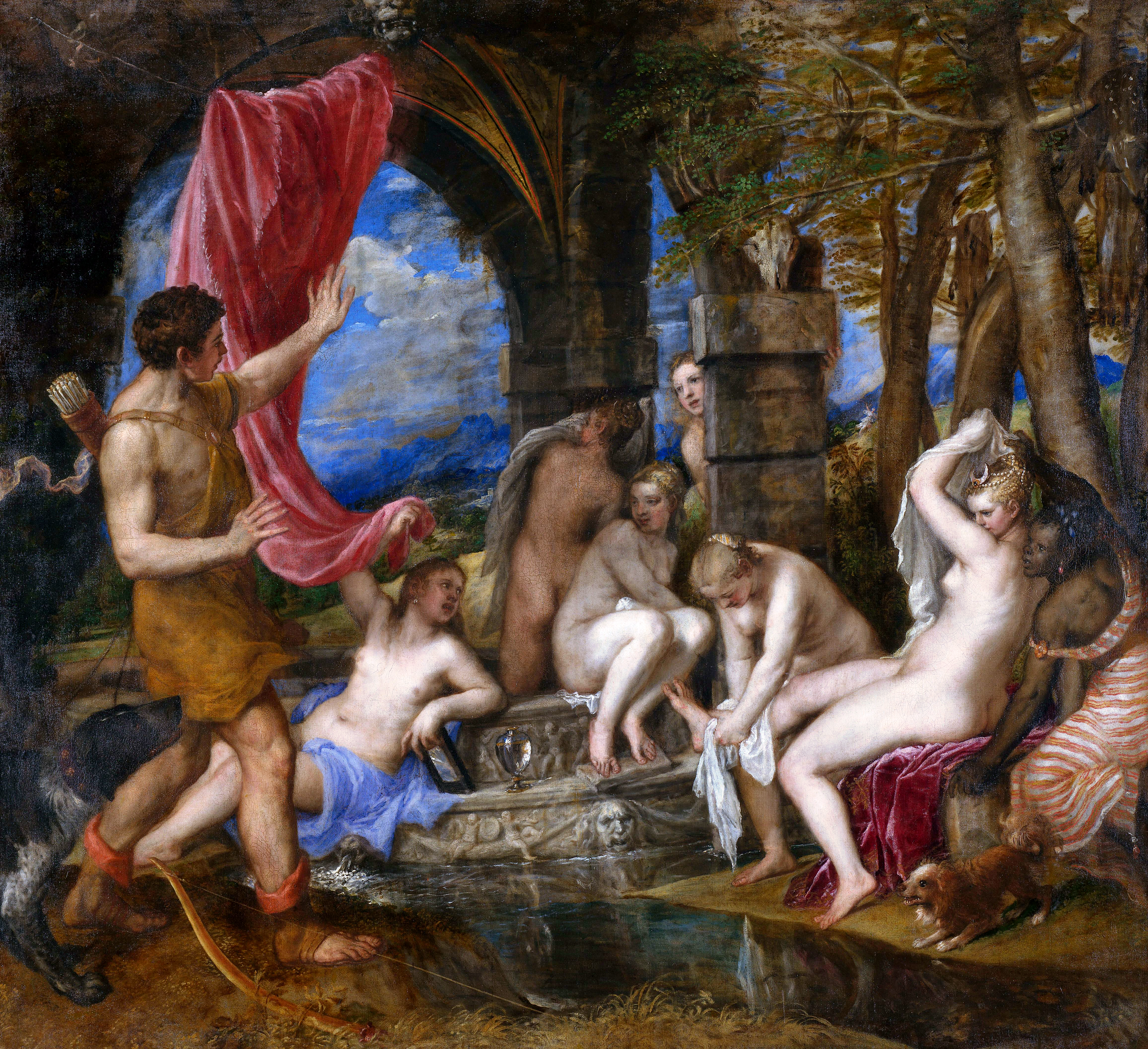
Tizian, Diana och Aktaion (1556), gemensamt med Scottish National Gallery.

Hans Holbein d.y, Ambassadörerna (1533).

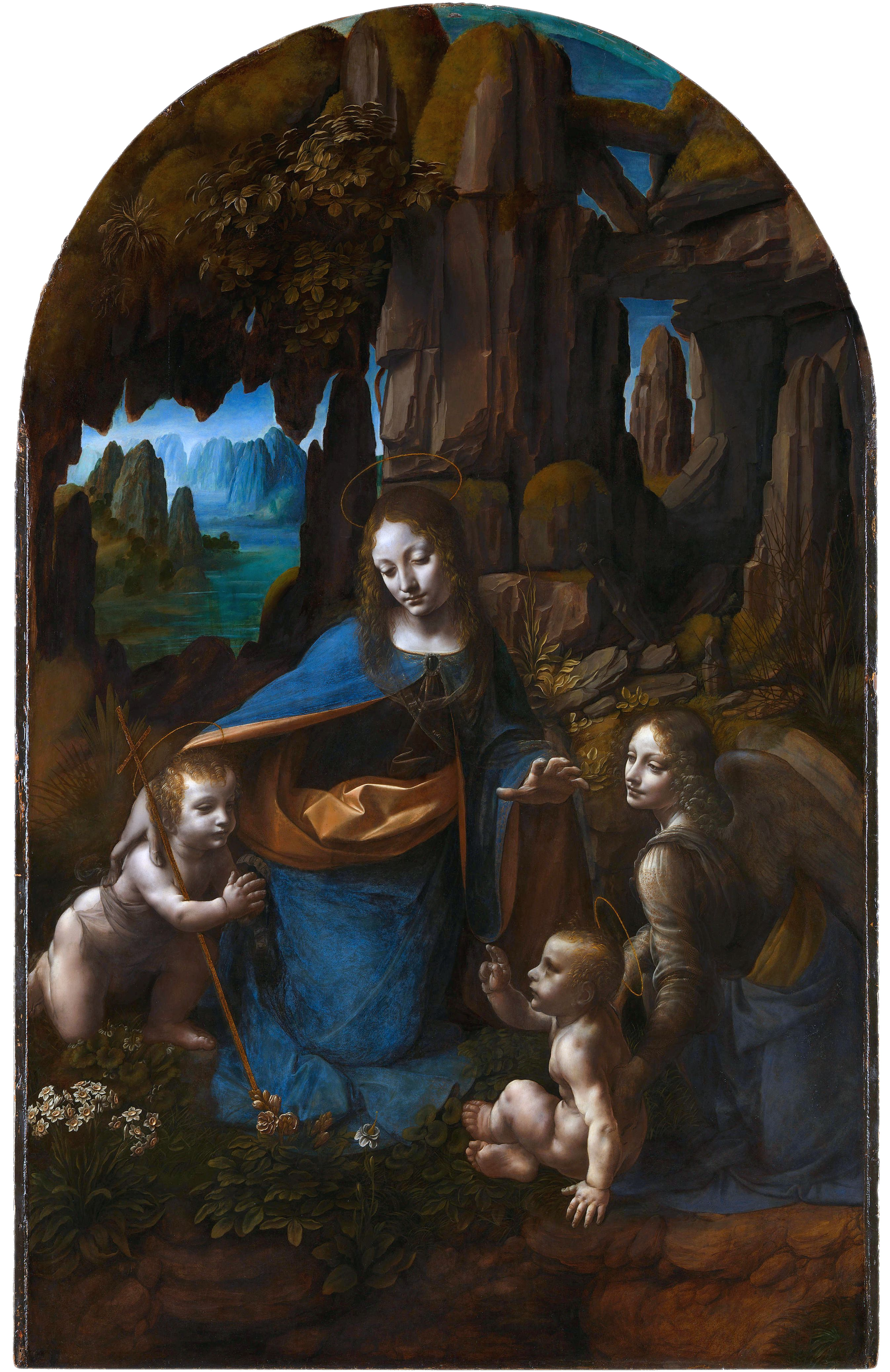
Leonardo da Vinci - Madonnan i grottan (1495–1508).

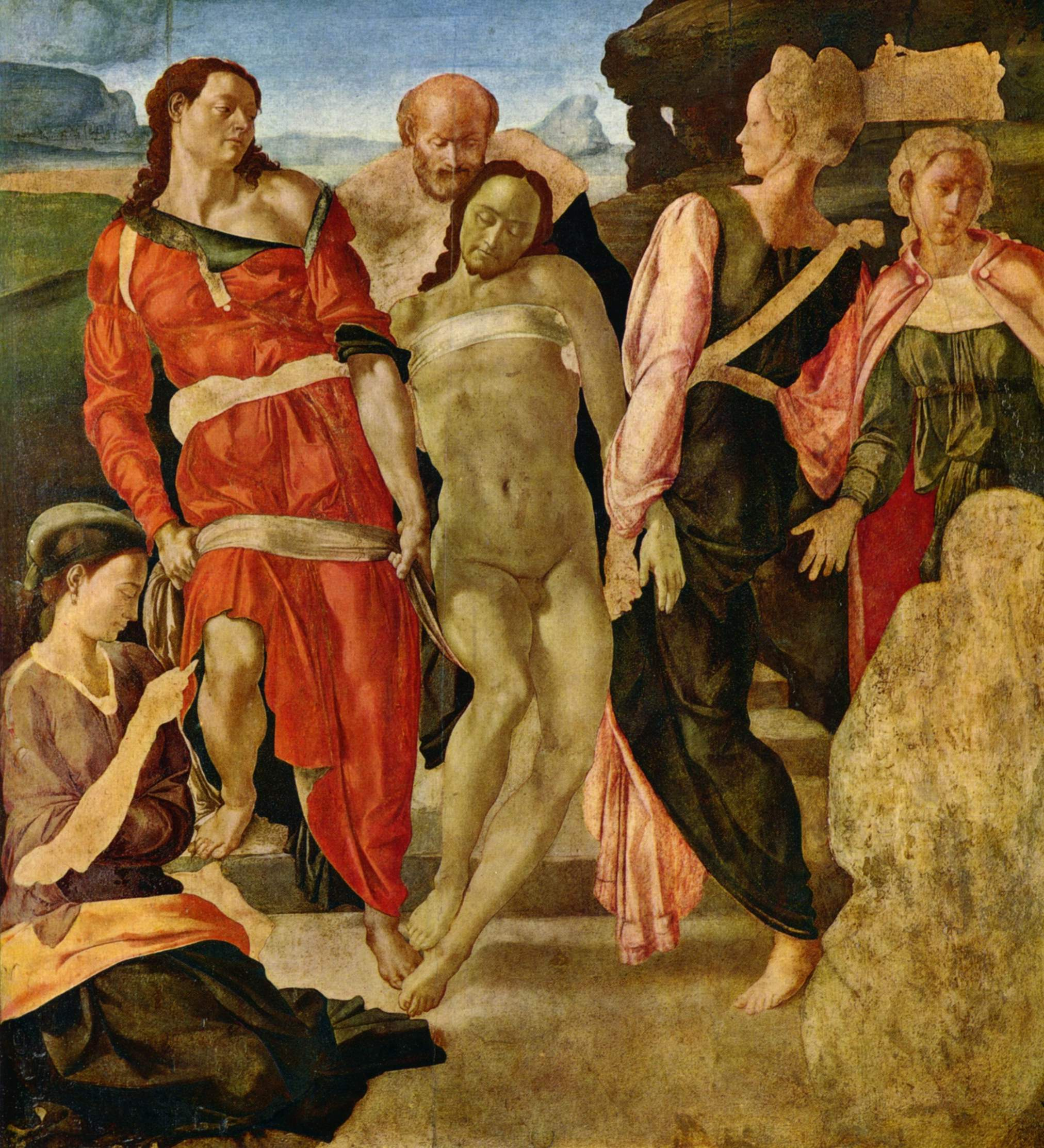
Michelangelo, Kristi gravläggning (1500–1501).

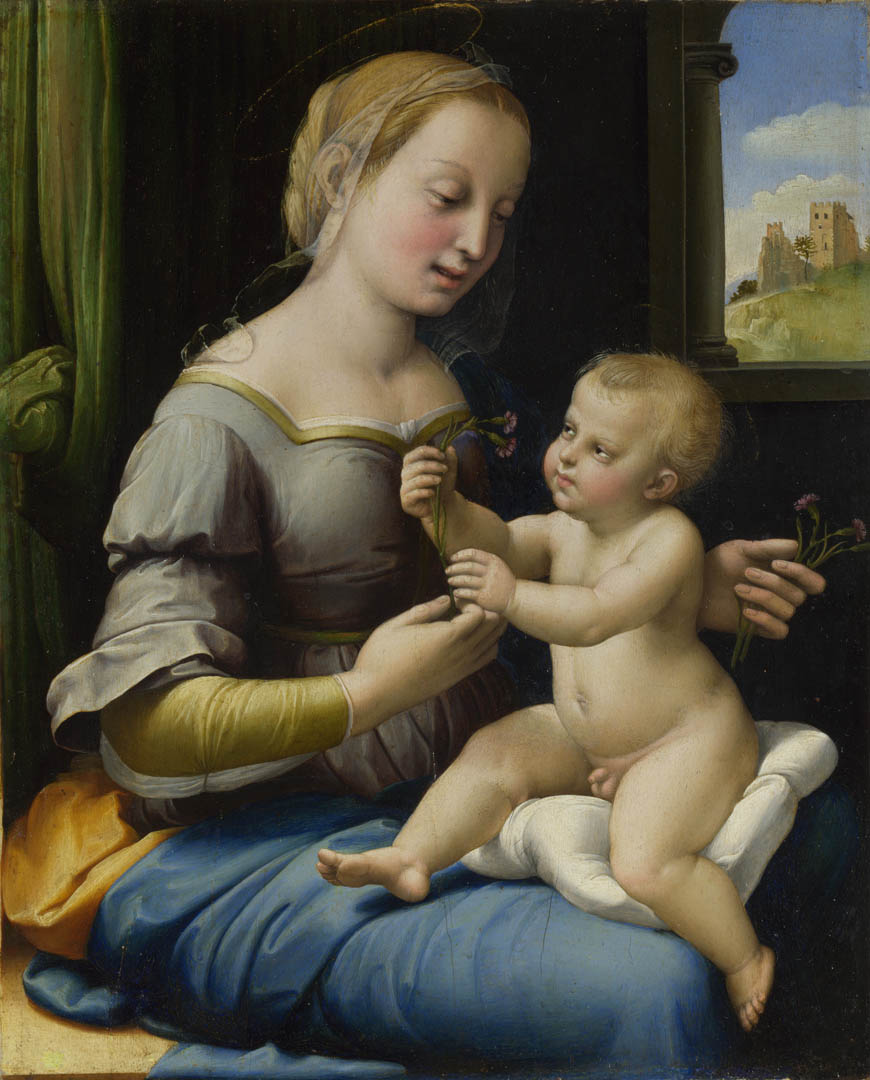
Rafael, Madonnan med nejlikan (1506–1507).

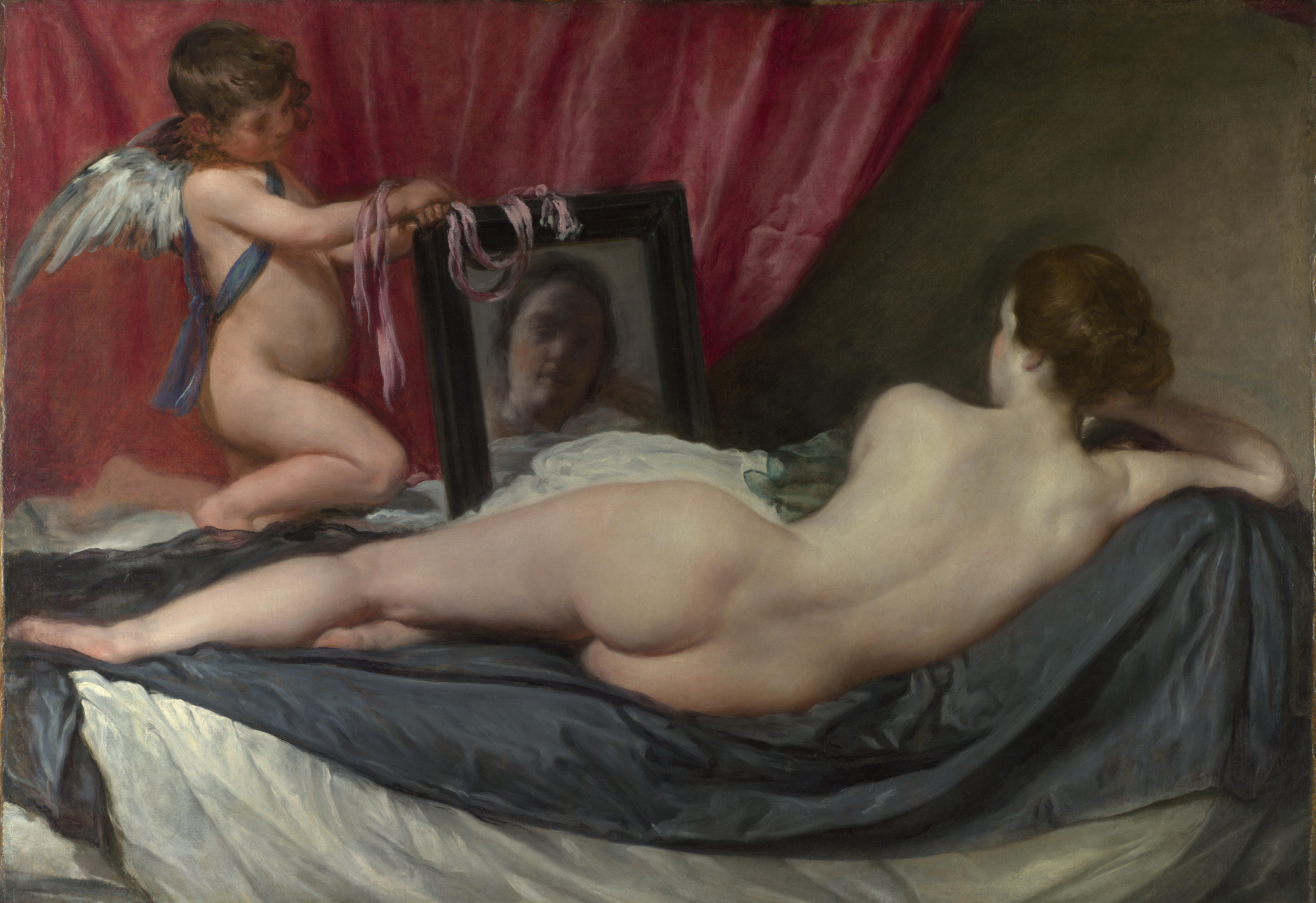
Diego Velázquez, Venus med spegel (1647–1651).

National Gallery är Storbritanniens nationella offentliga konstsamling, beläget på Trafalgar Square i centrala London. Galleriet grundades 1824 och är en av världens mest betydande samlingar av västeuropeisk konst.

## Konstsamlingar

### Konstverk
Nederländska målningar

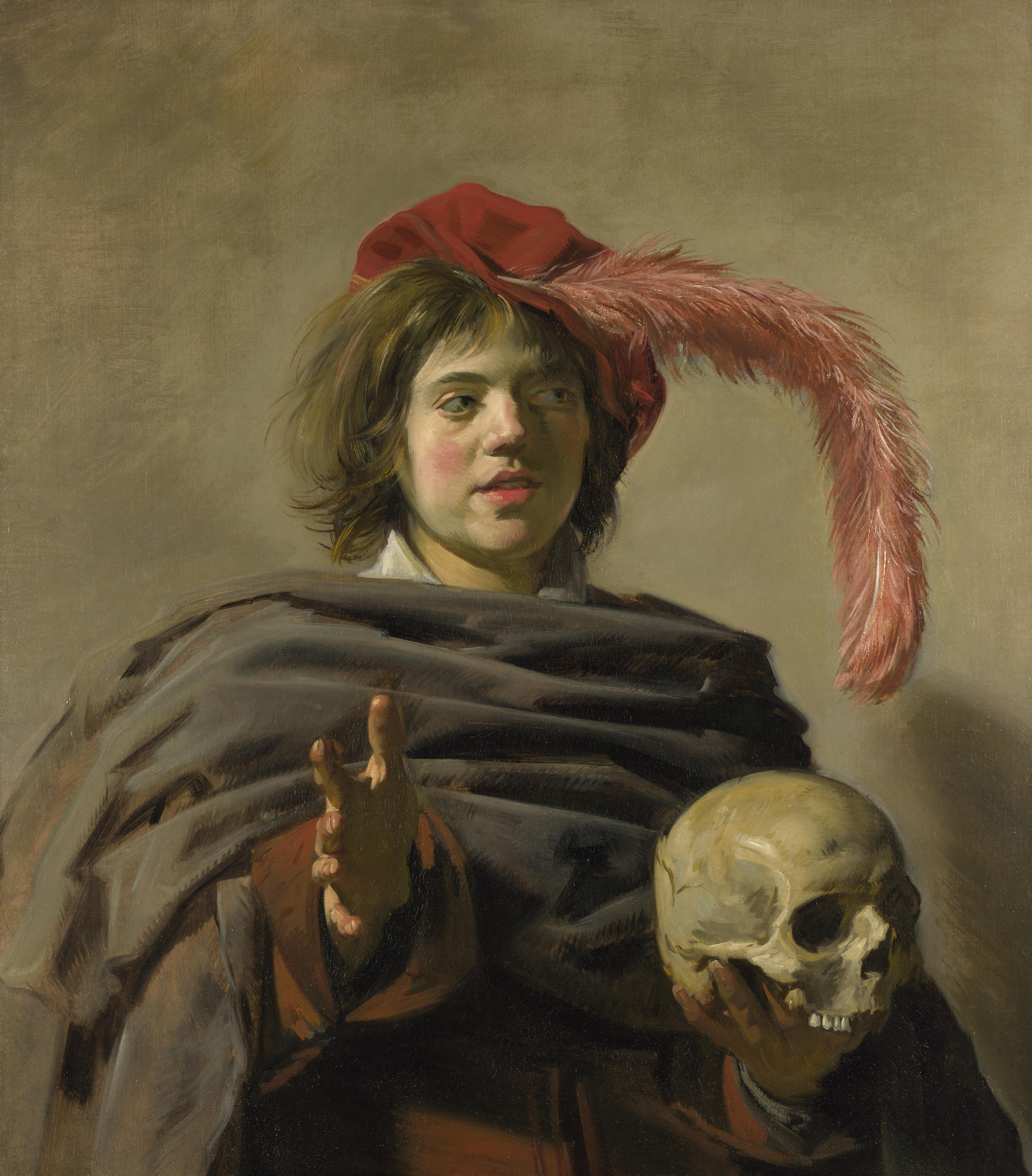
Frans Hals, Ung man med en dödskalle (1626–1628)
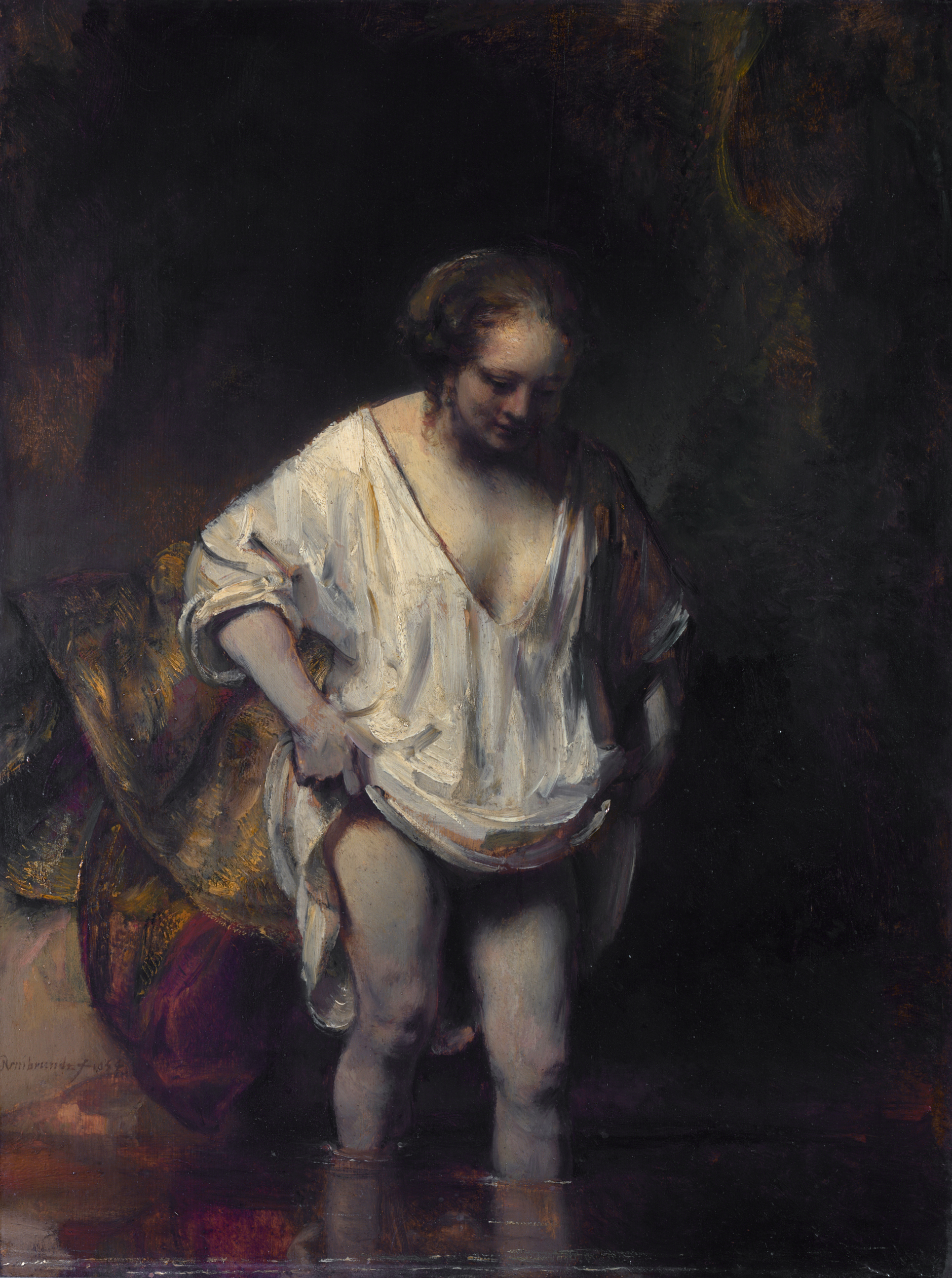
Rembrandt, A Woman Bathing in a Stream, (1655)
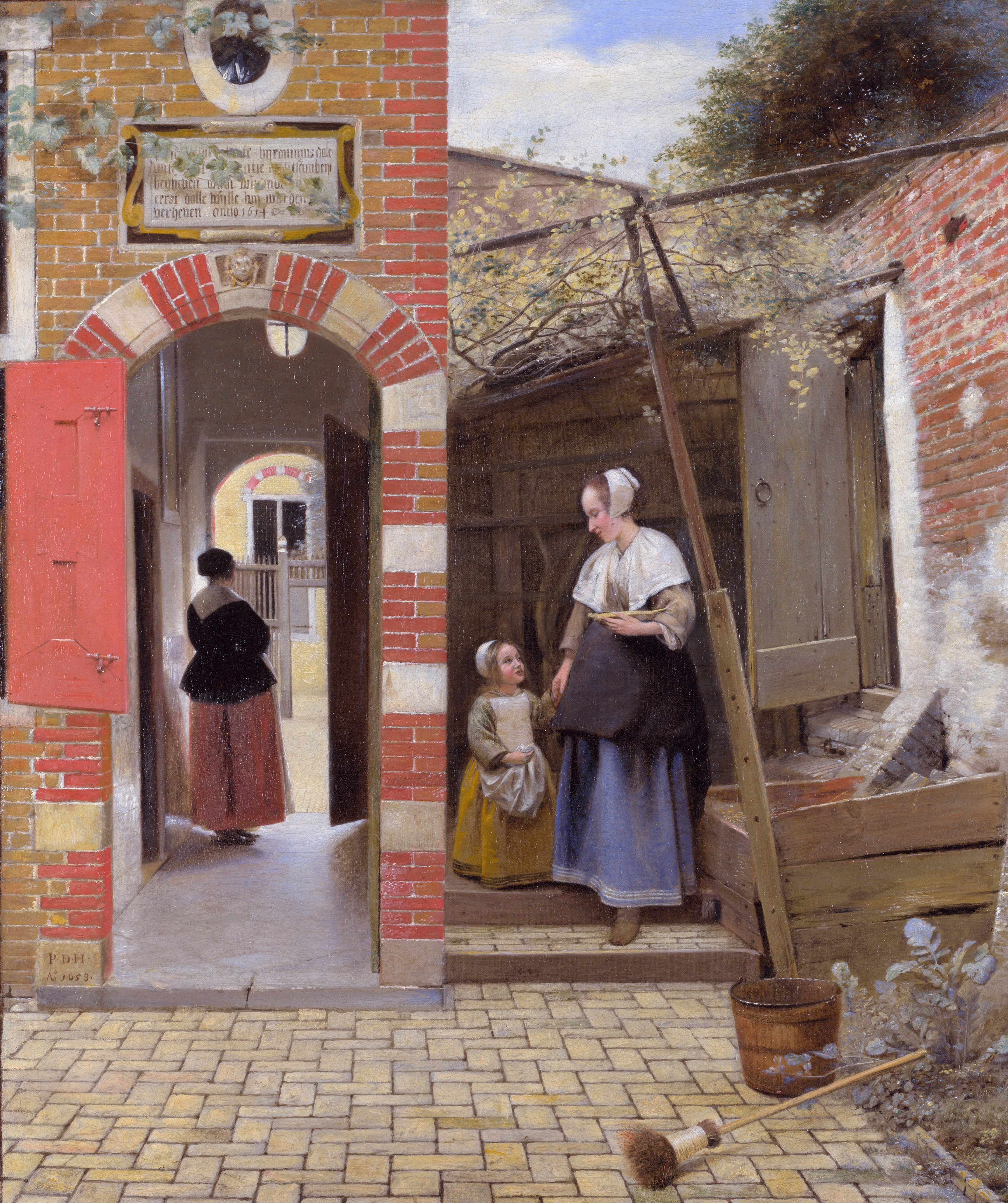
Pieter de Hooch - The Courtyard of a House in Delft (1658)
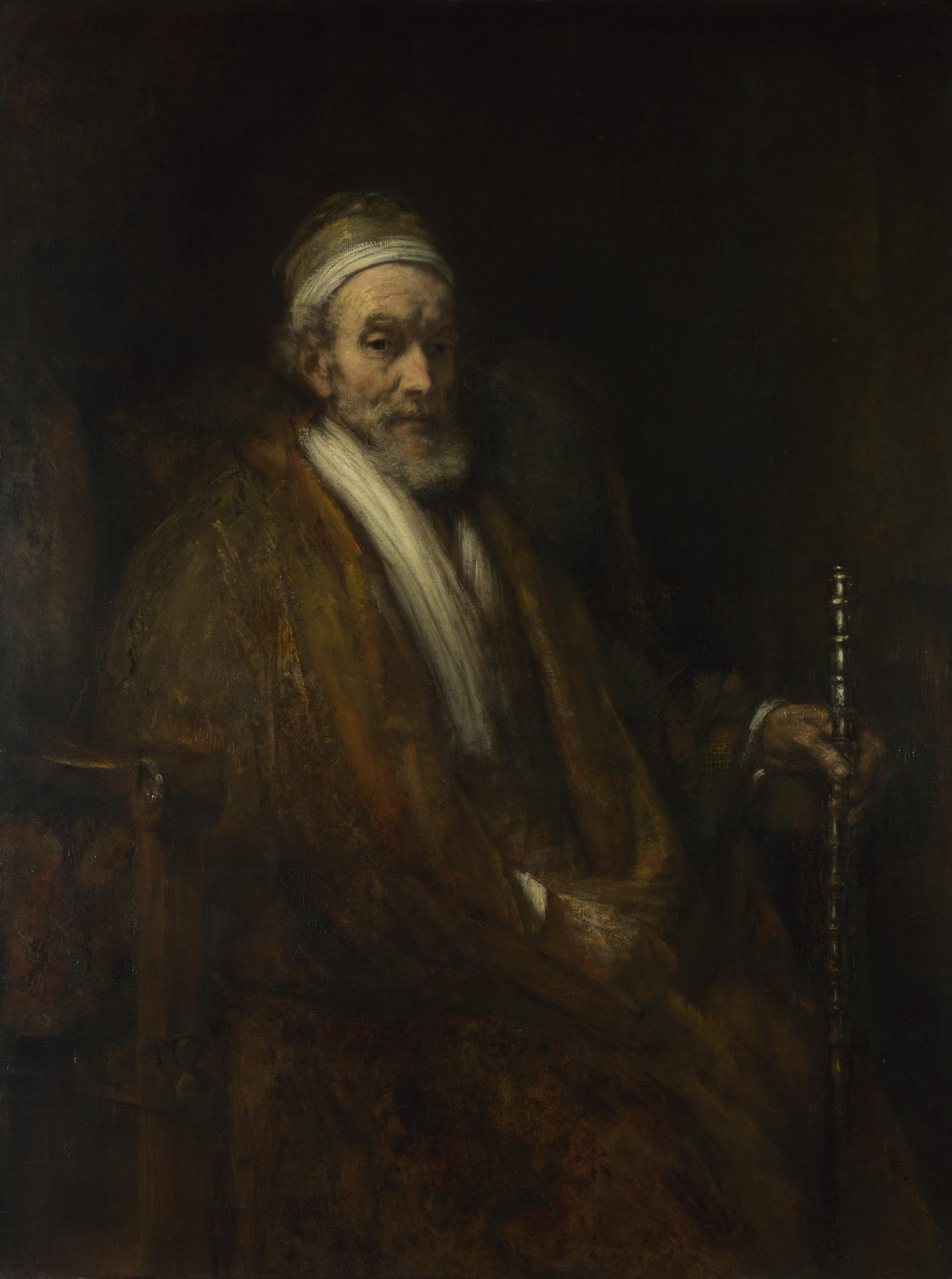
Rembrandt, Porträtt av Jacob Trip, (1661)
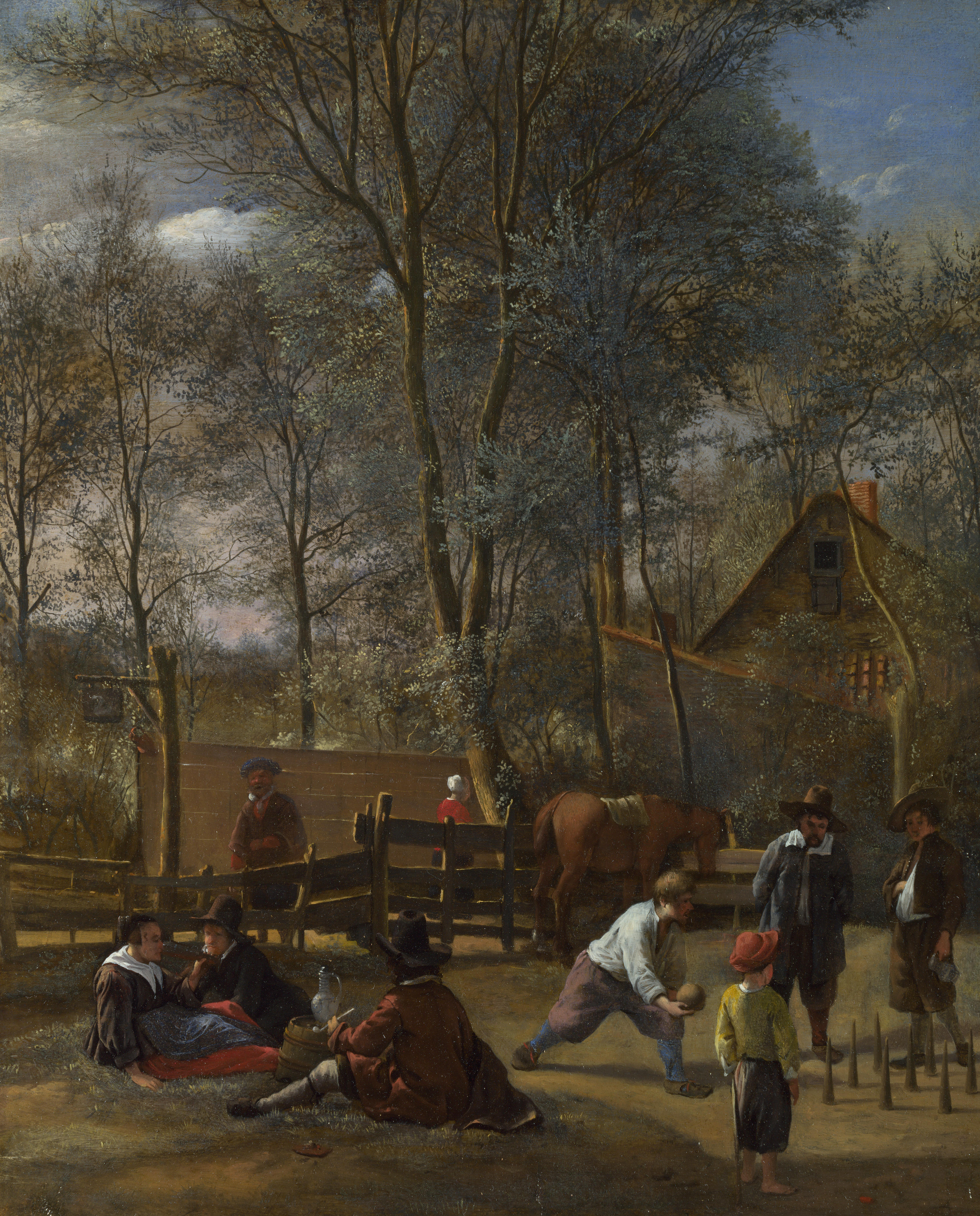
Jan Steen - Skittle Players outside an Inn (1660–1663)
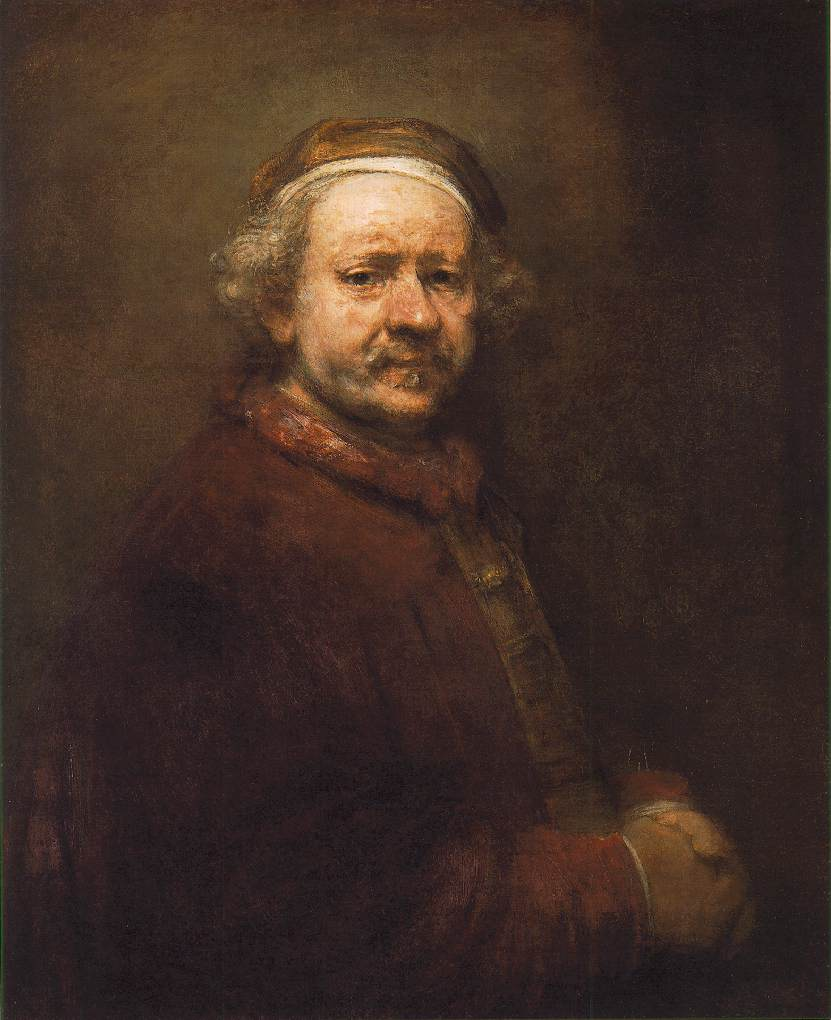
Rembrandt, Självporträtt, (1669)
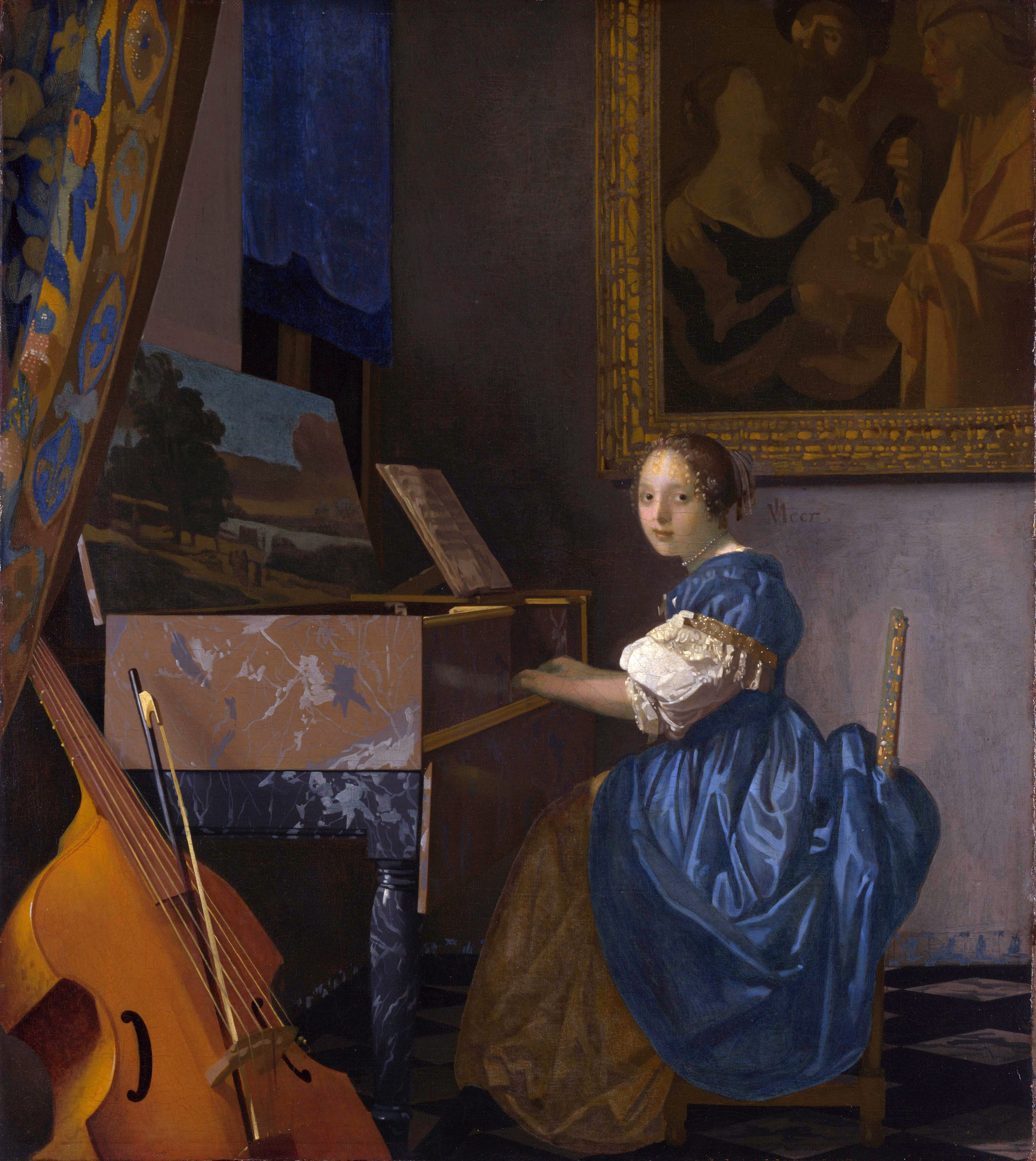
Johannes Vermeer - Dam som sitter vid en cembalo (1670–1672)
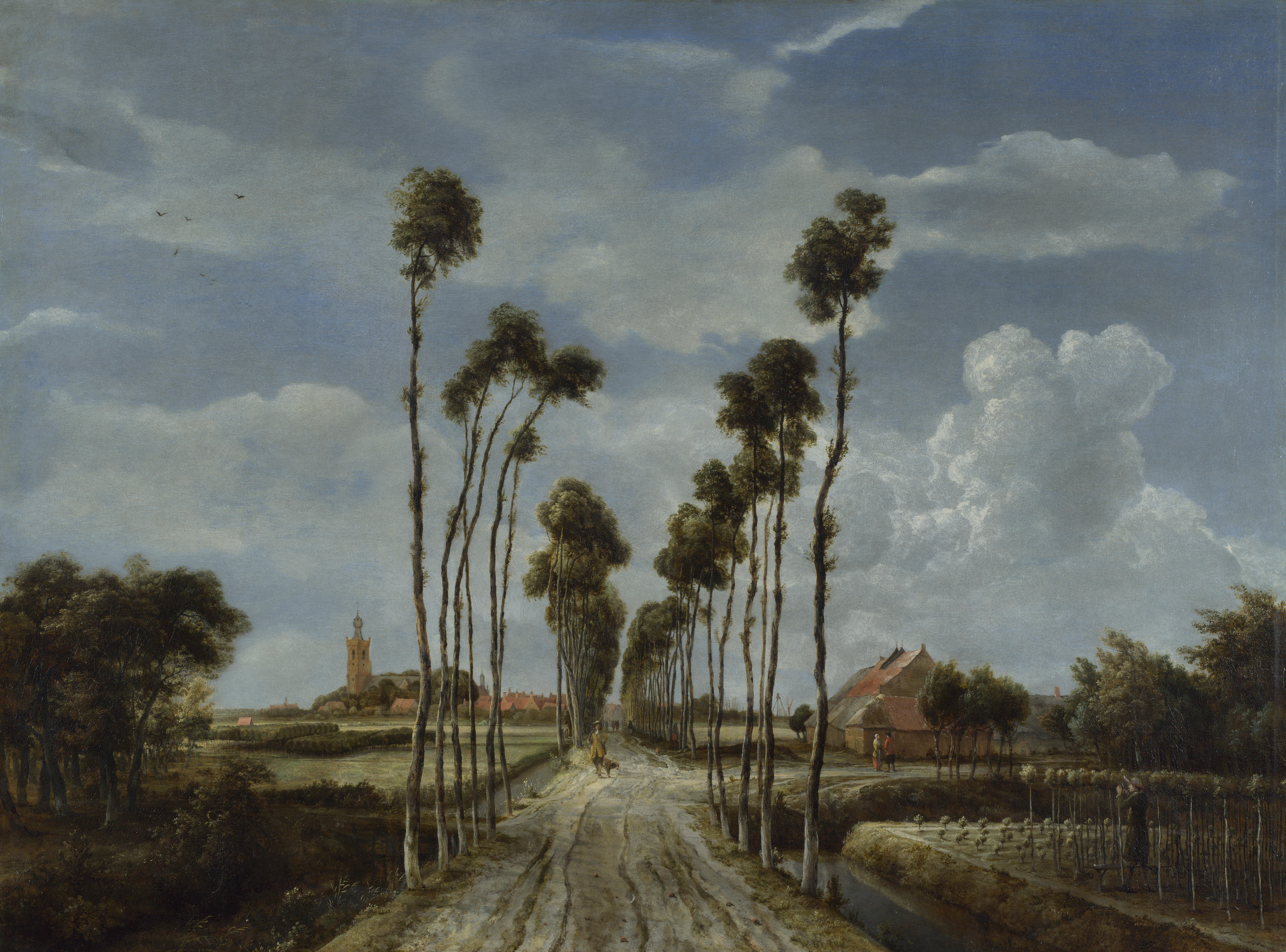
Meyndert Hobbema - The Avenue at Middelharnis (1689)

Engelska målningar

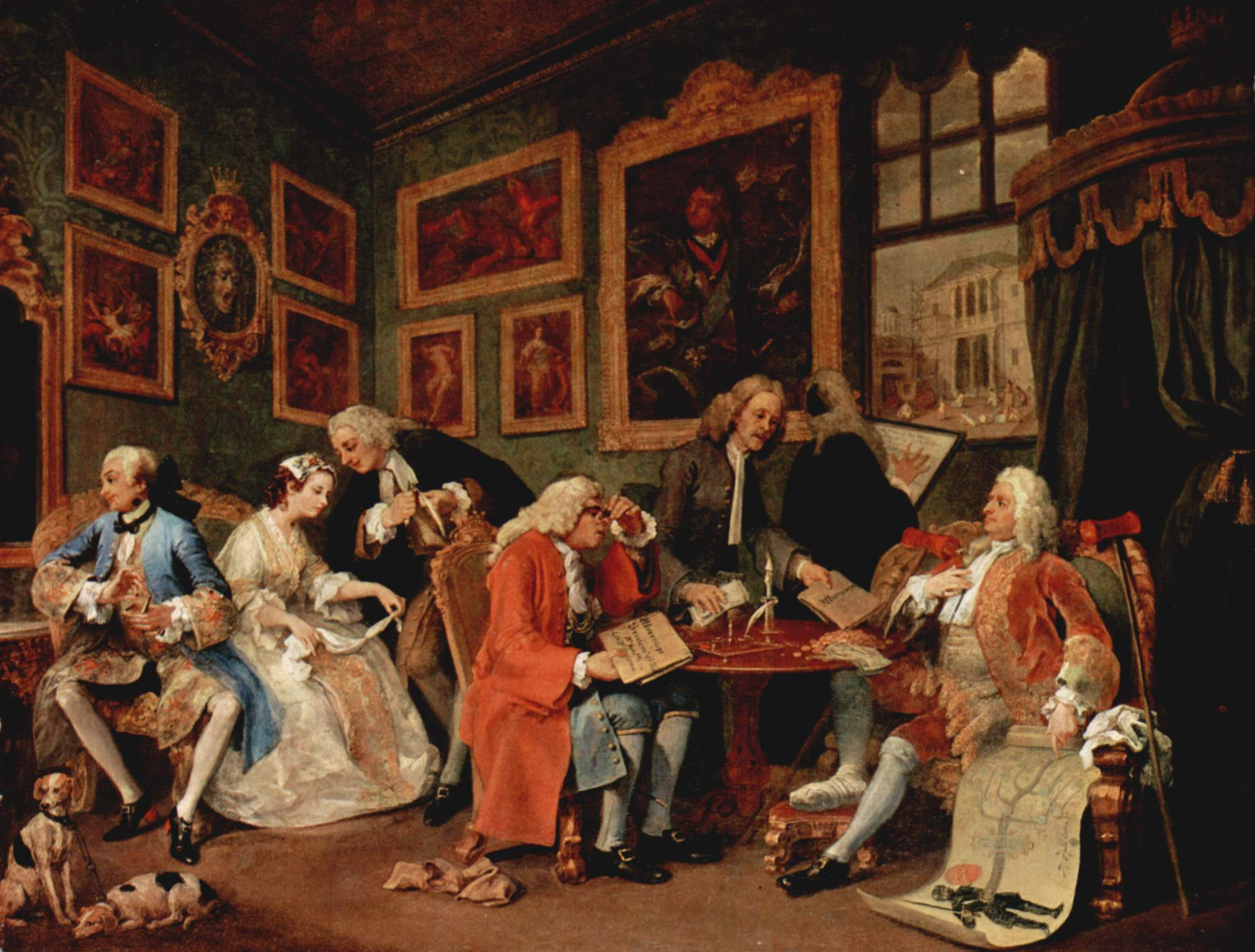
William Hogarth - Äktenskap på modet (1743)
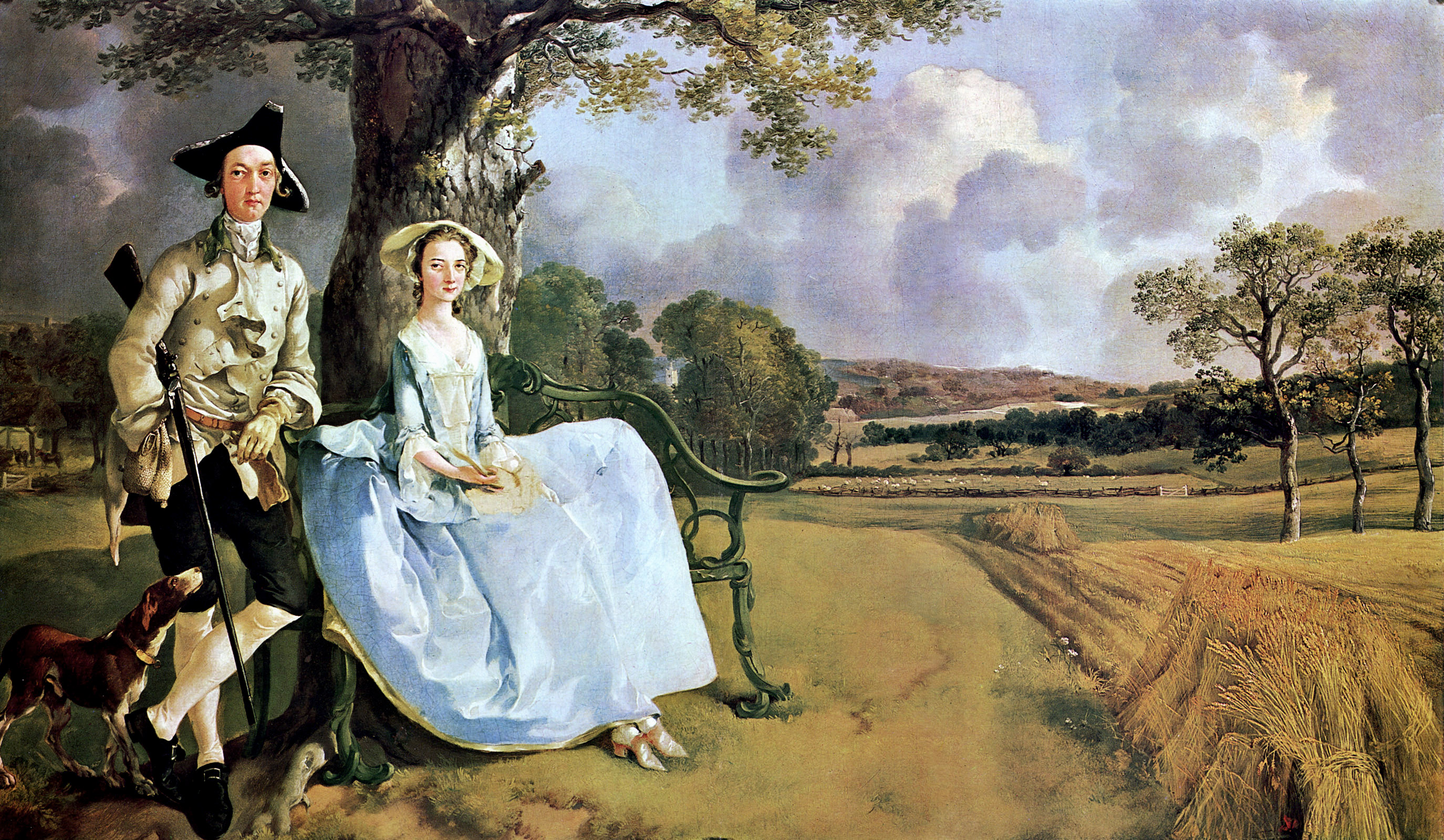
Thomas Gainsborough - Mr och mrs Andrews (1750)
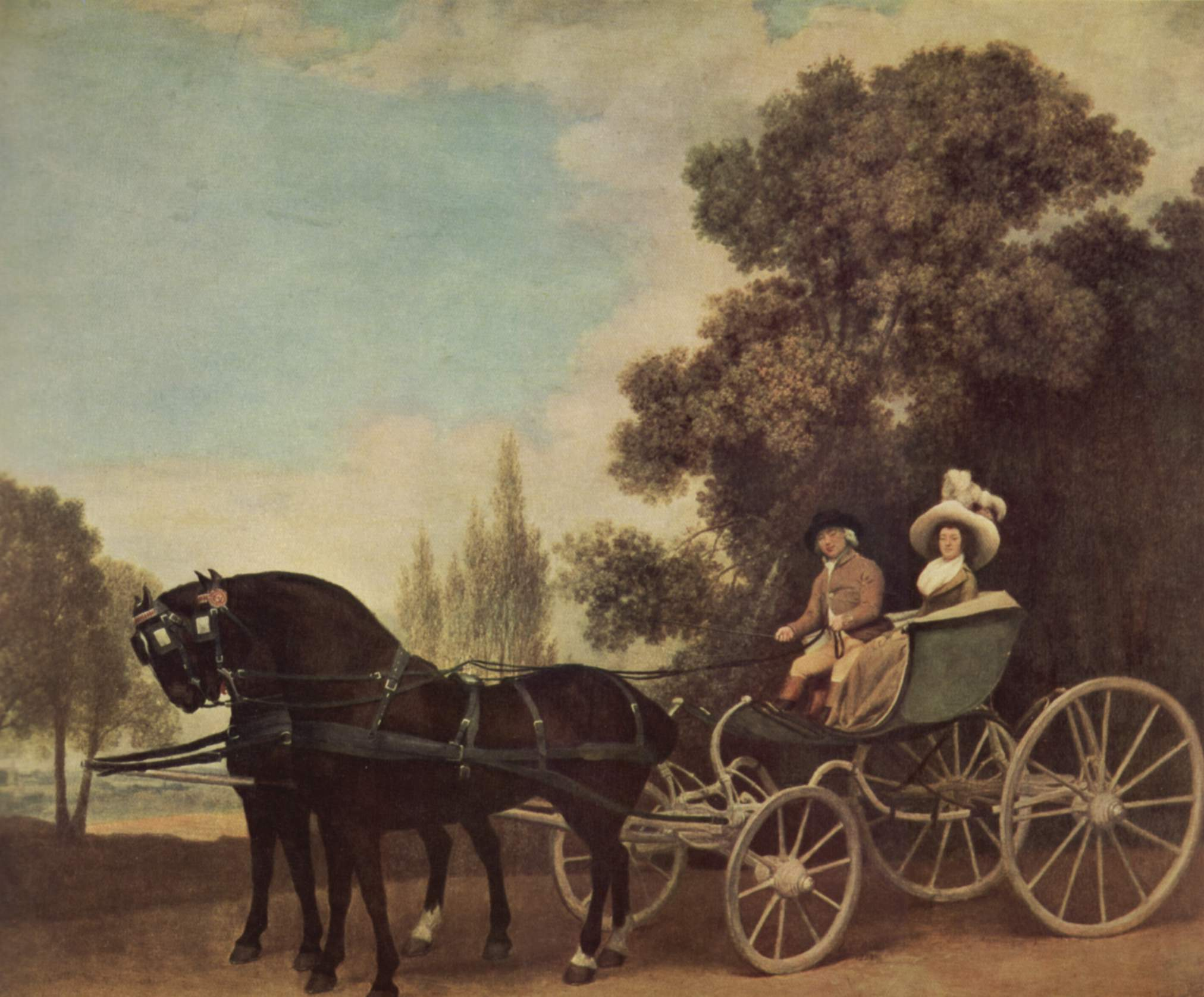
George Stubbs, Lady and Gentleman in a Carriage, (1787)
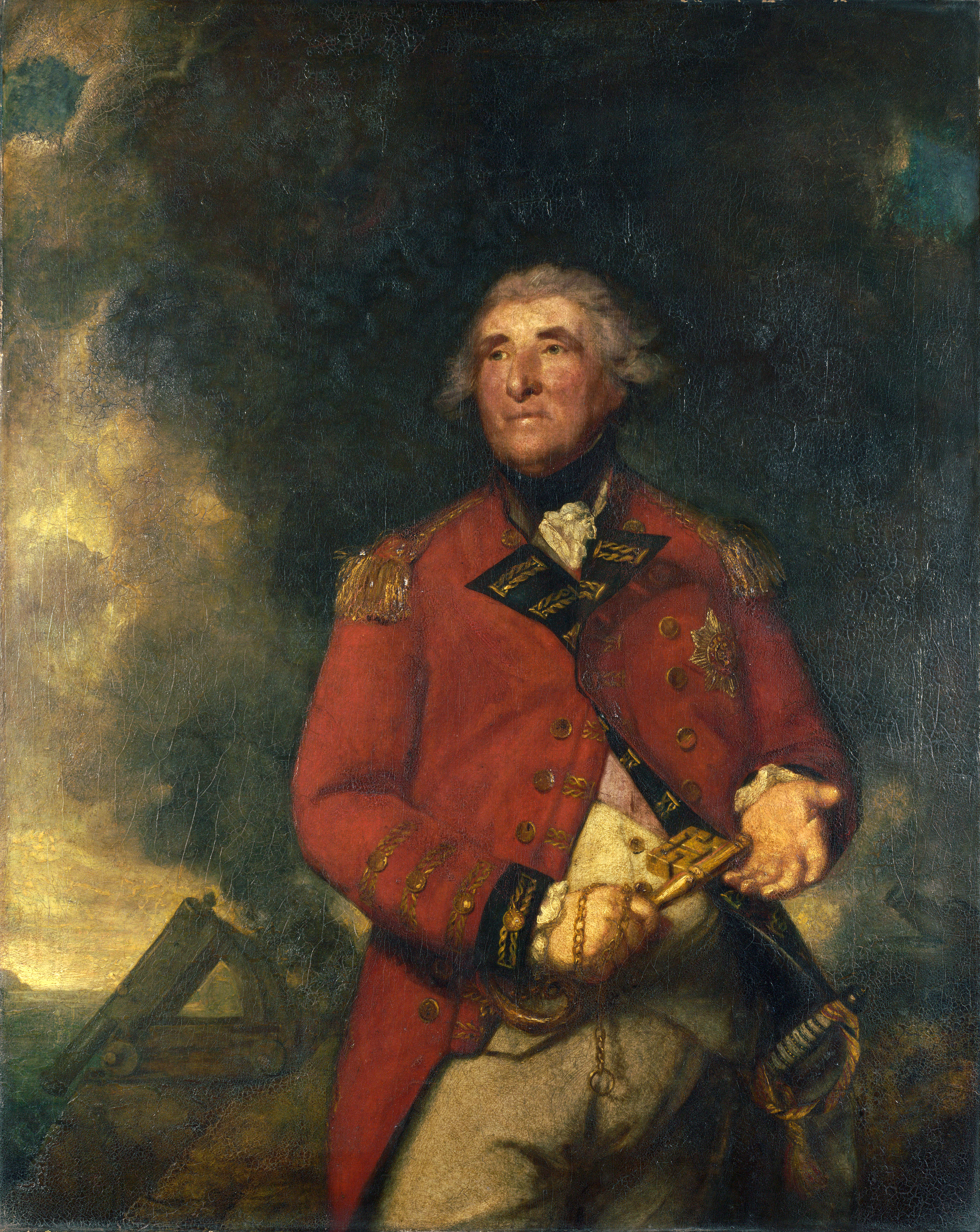
Joshua Reynolds, Lord Heathfield (1788)
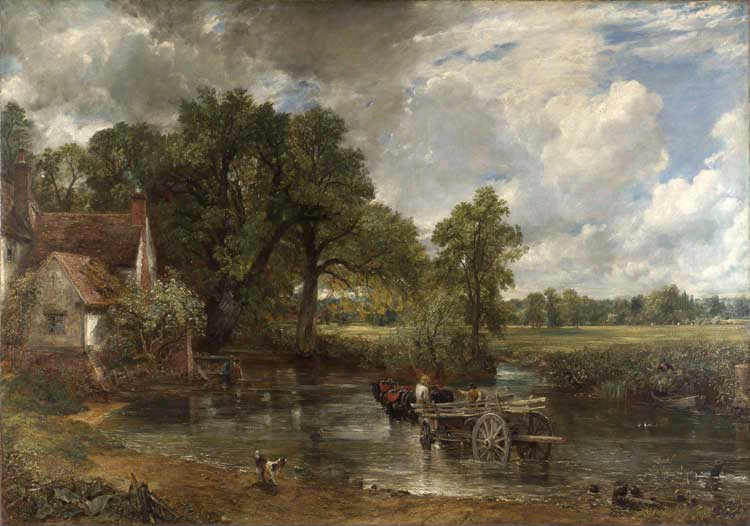
John Constable - Höskrindan (1821)
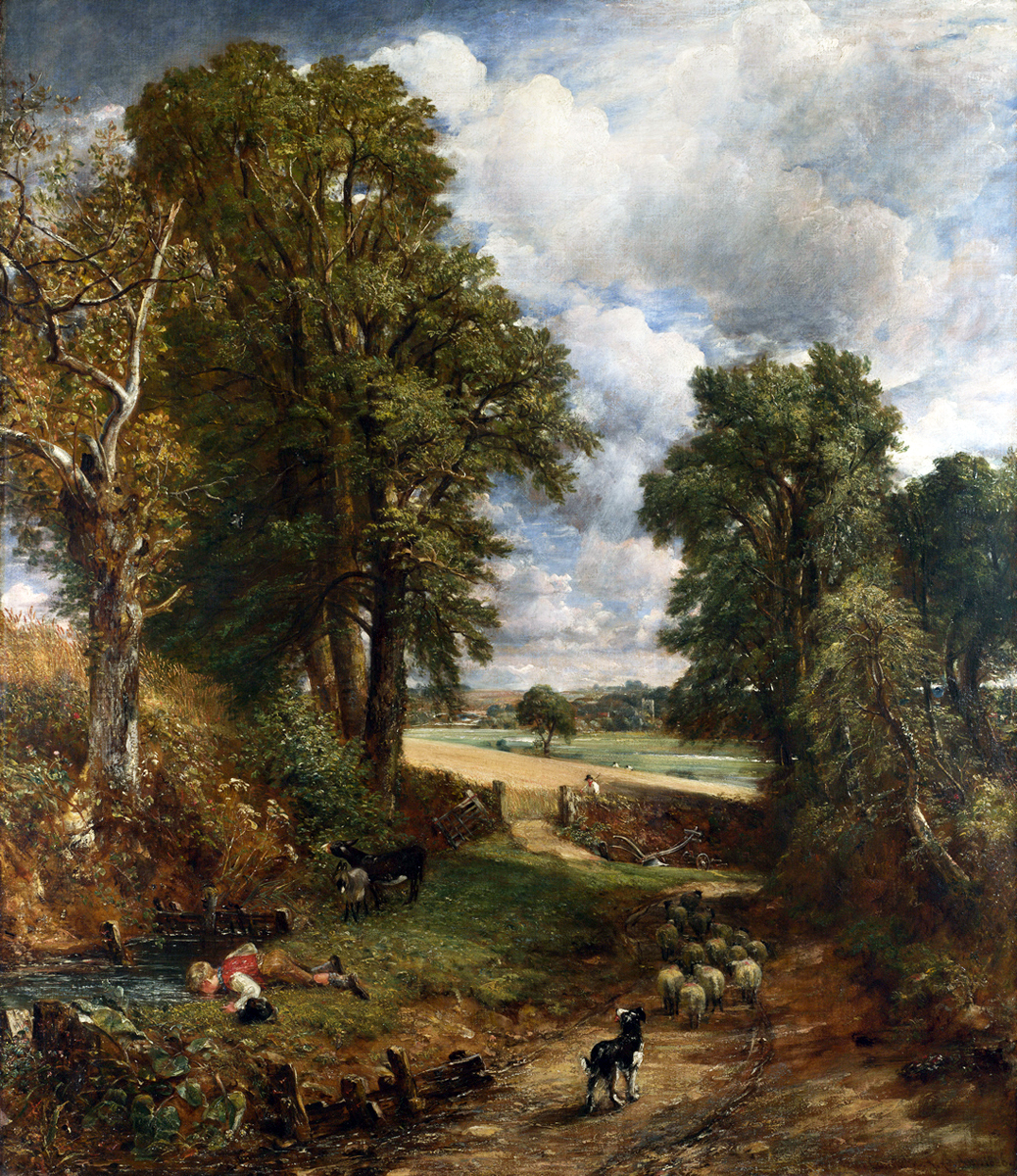
John Constable - Sädesfältet (1826)
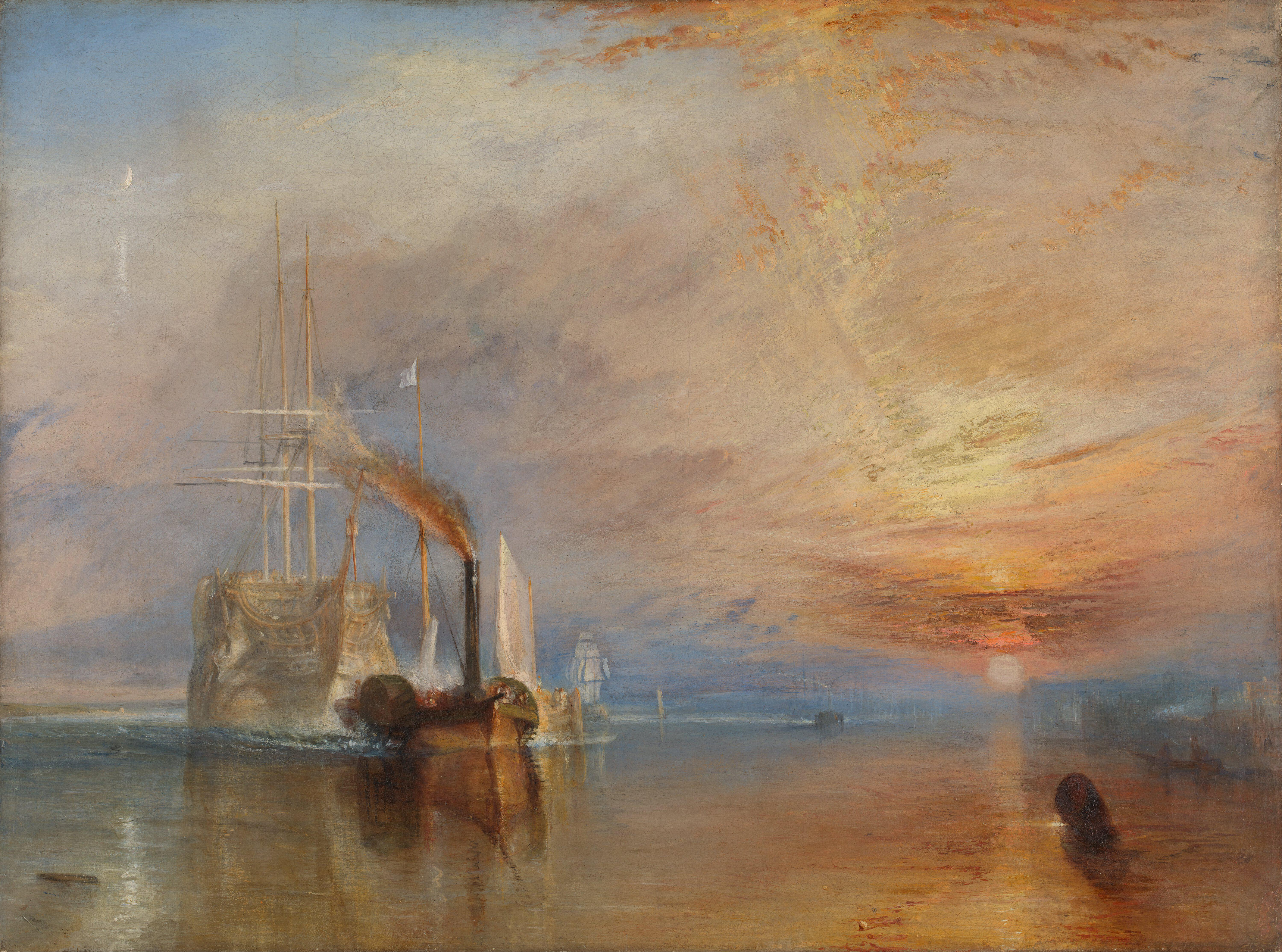
J. M. W. Turner - Krigsskeppet Temeraire bogseras till sin sista ankarplats för att huggas upp (1839)
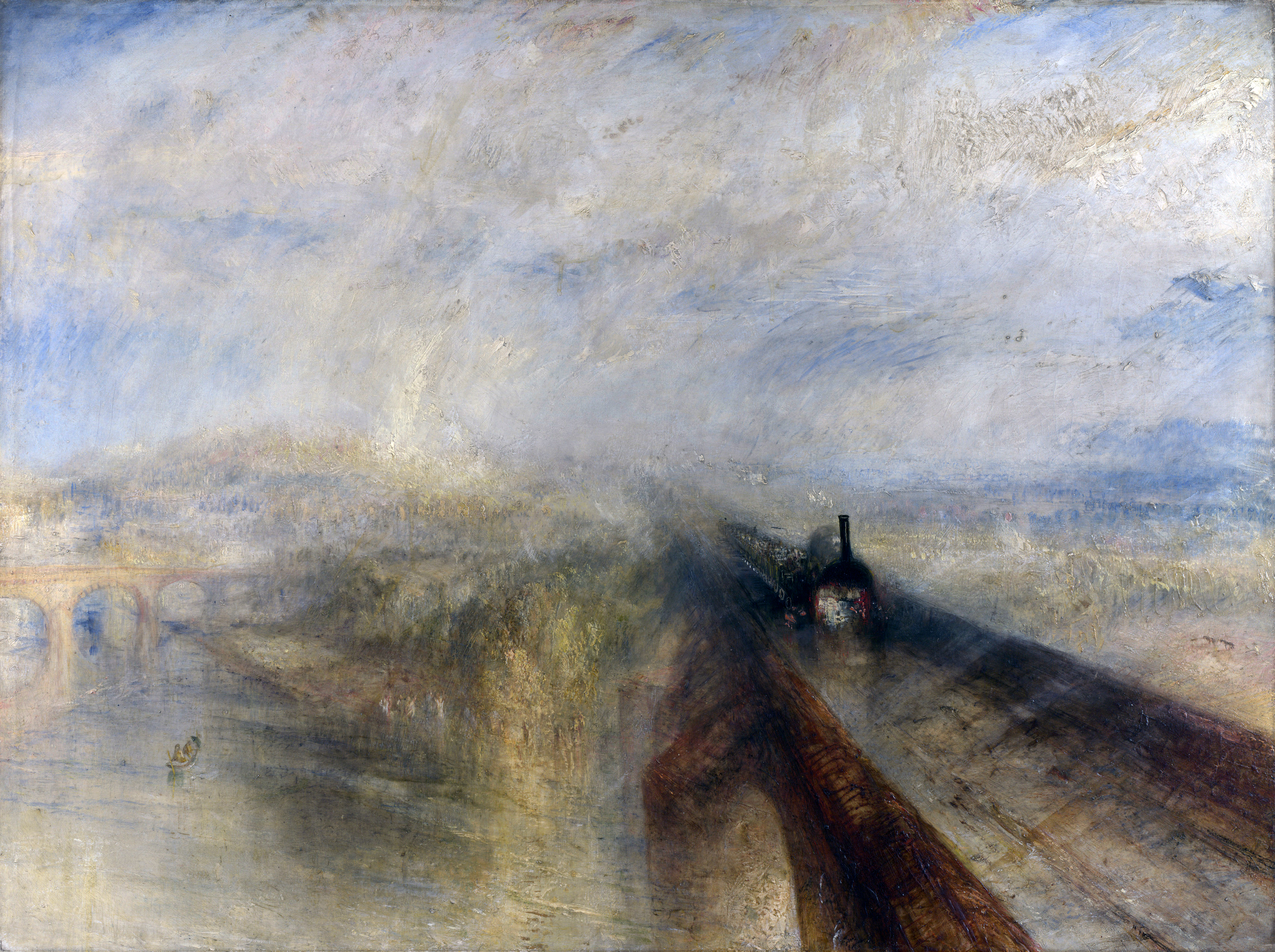
J. M. W. Turner - Regn, ånga och fart – Great Western Railway (1844)

Flamländska målningar

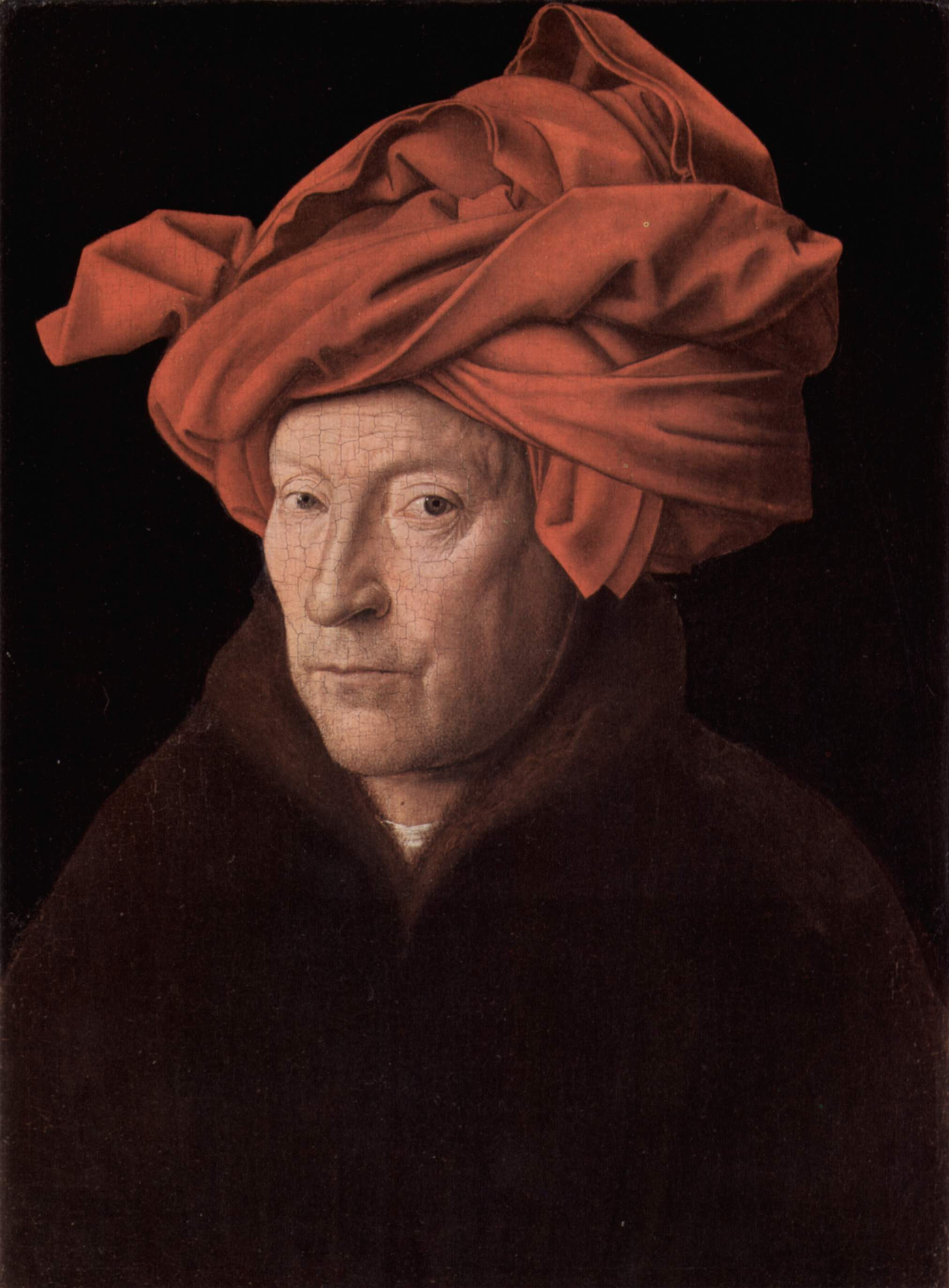
Jan van Eyck - Porträtt av en man (1433)
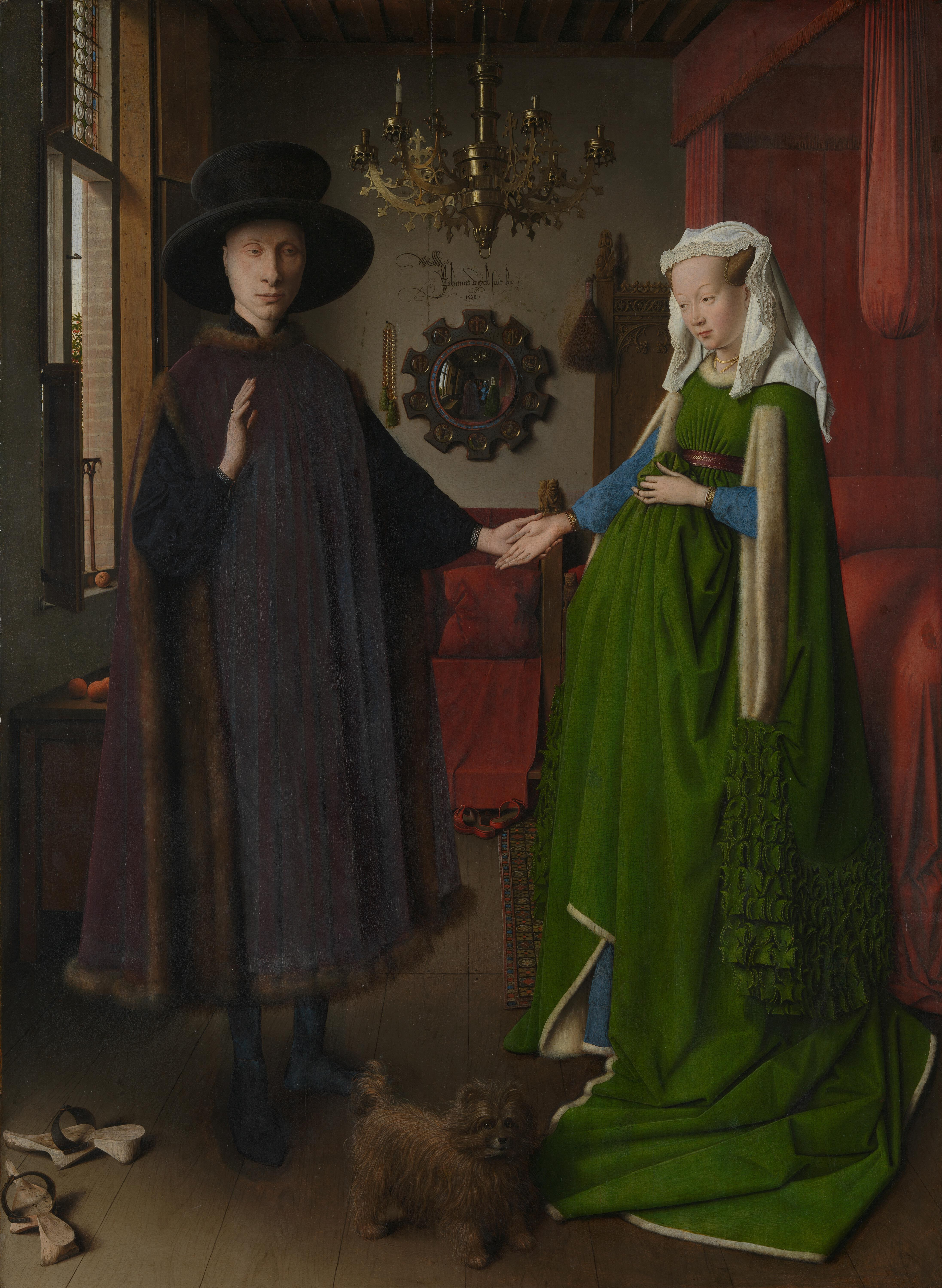
Jan van Eyck - Makarna Arnolfinis trolovning (1434)
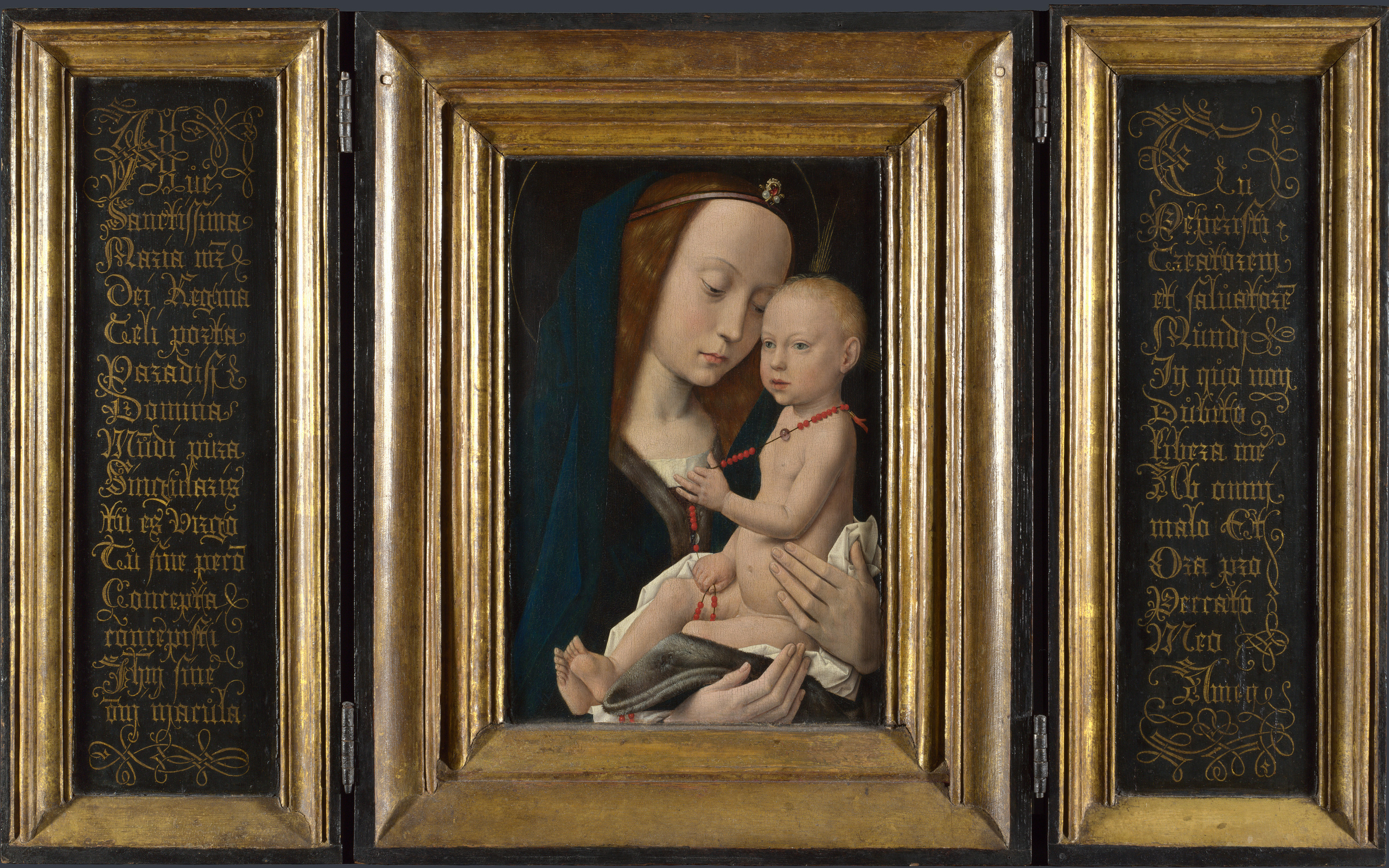
Hugo van der Goes verkstad- Madonnan med barnet, c. (1485)
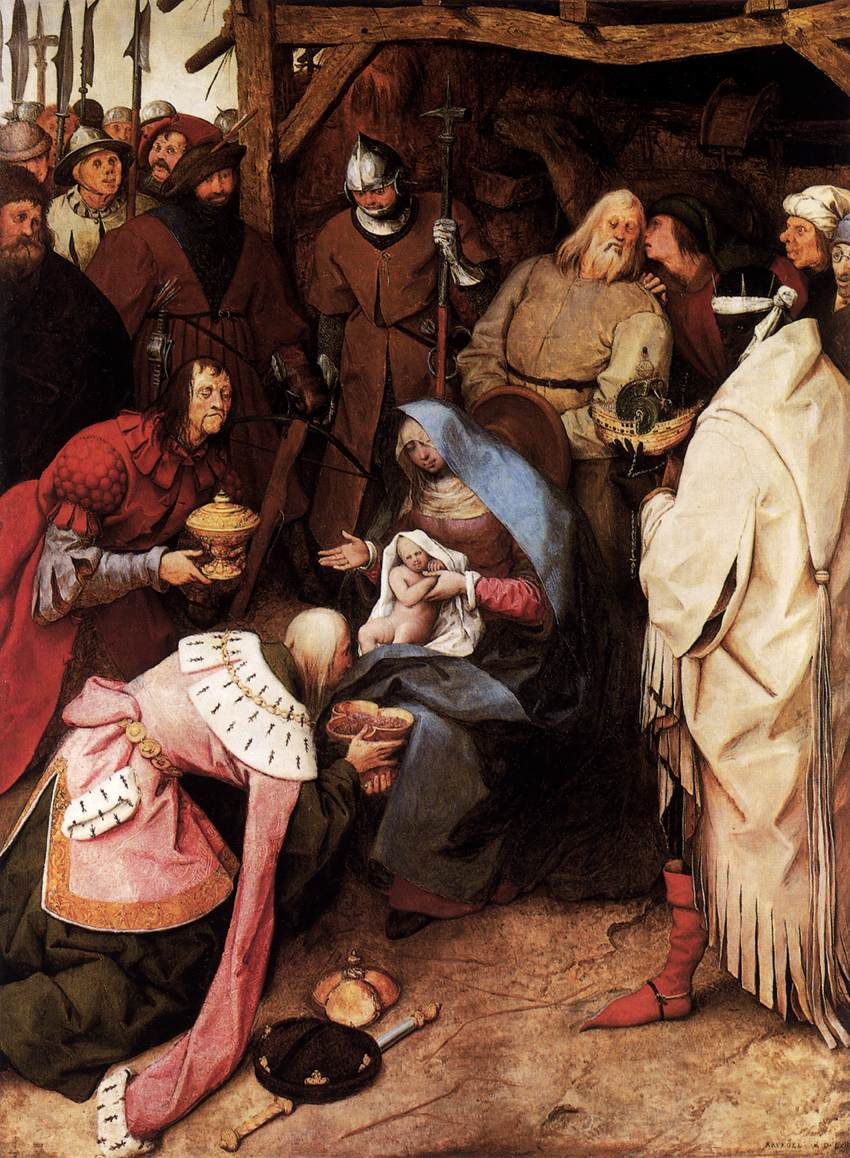
Pieter Brueghel den äldre, Konungarnas tillbedjan, (1564)
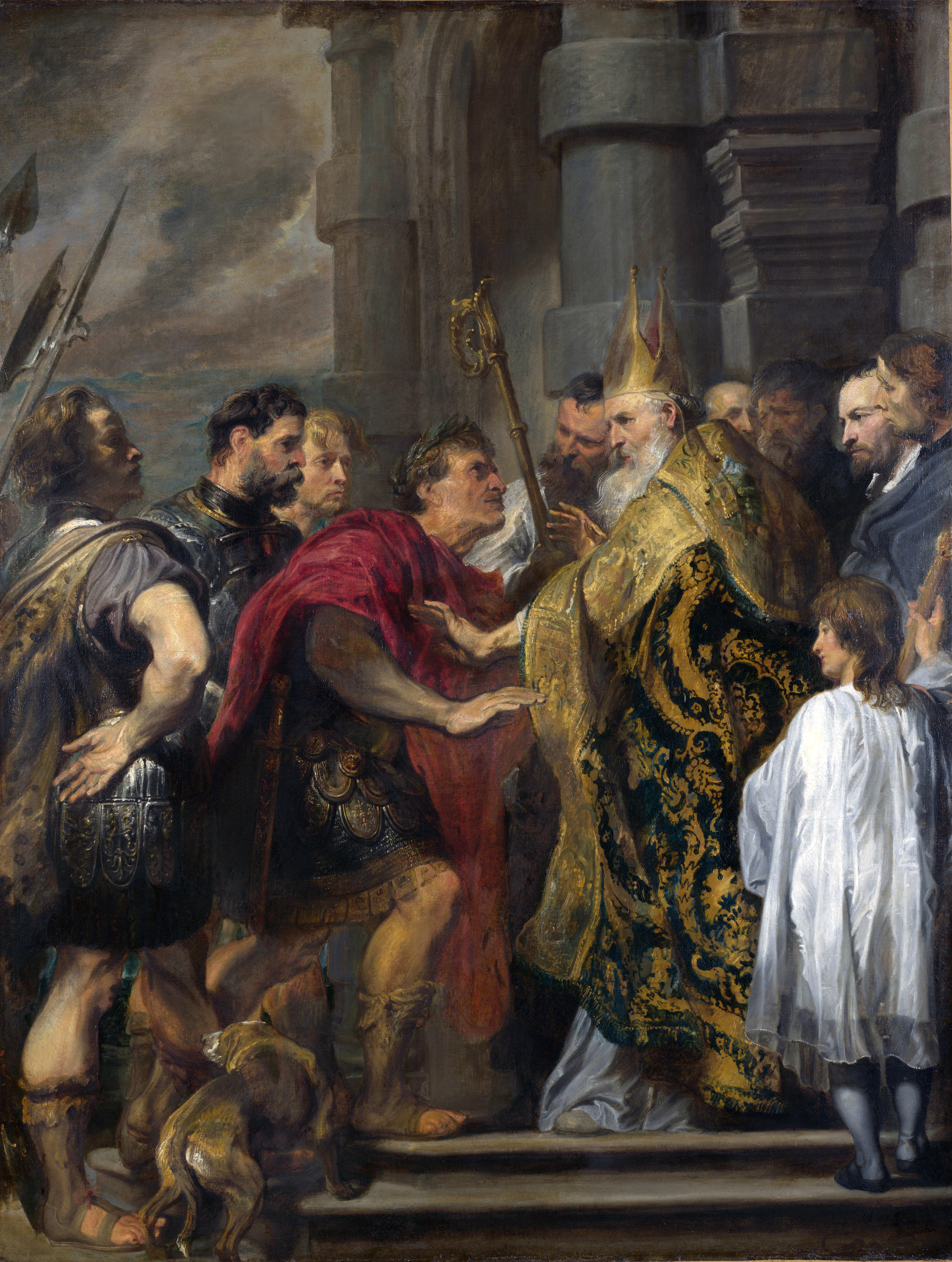
Anthony van Dyck, Kejsar Theodosius förbjuds tillträde till katedralen i Milano av helige Ambrosius (1619–1620)
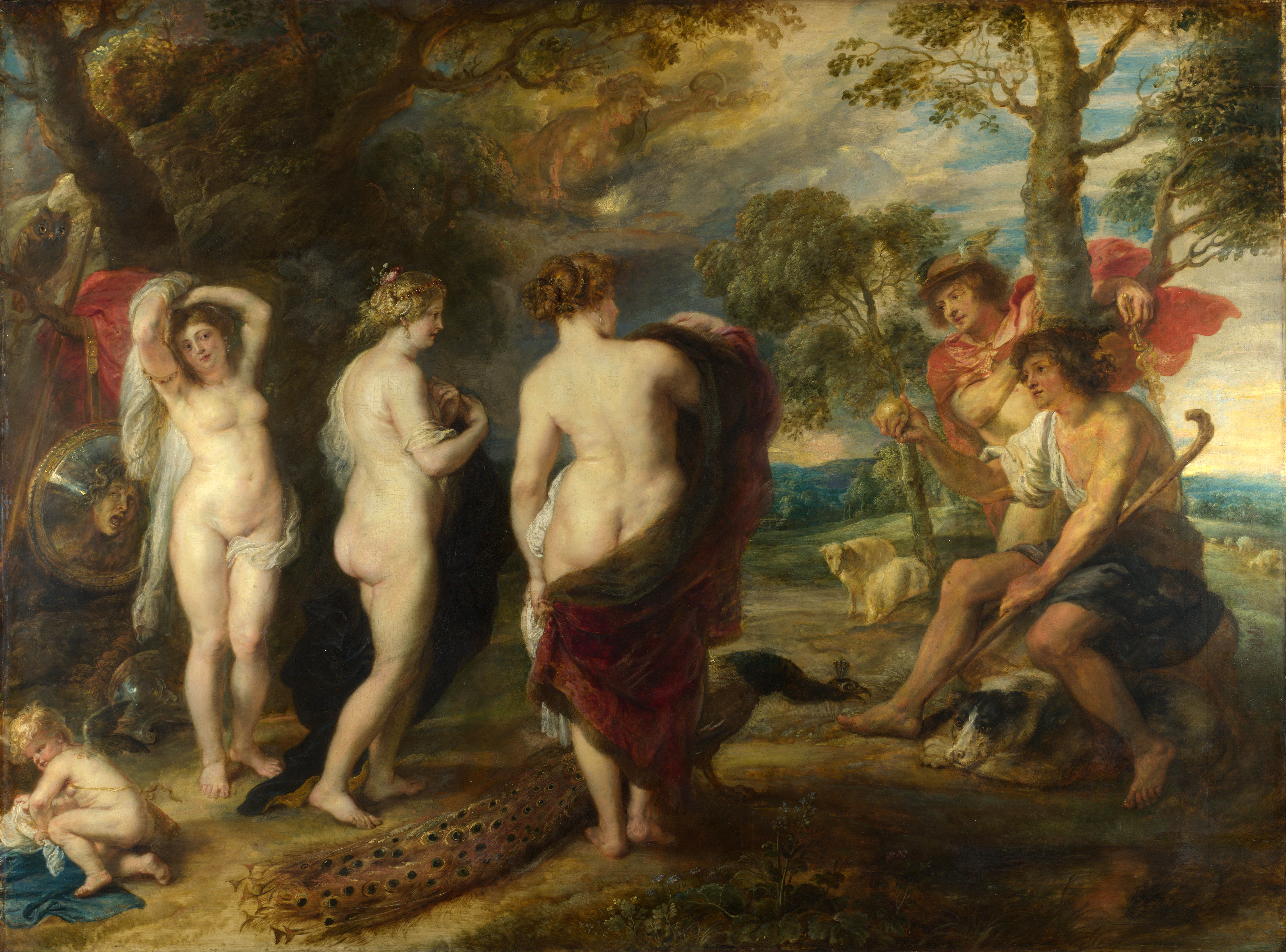
Peter Paul Rubens, Paris dom (cirka 1597–1599)
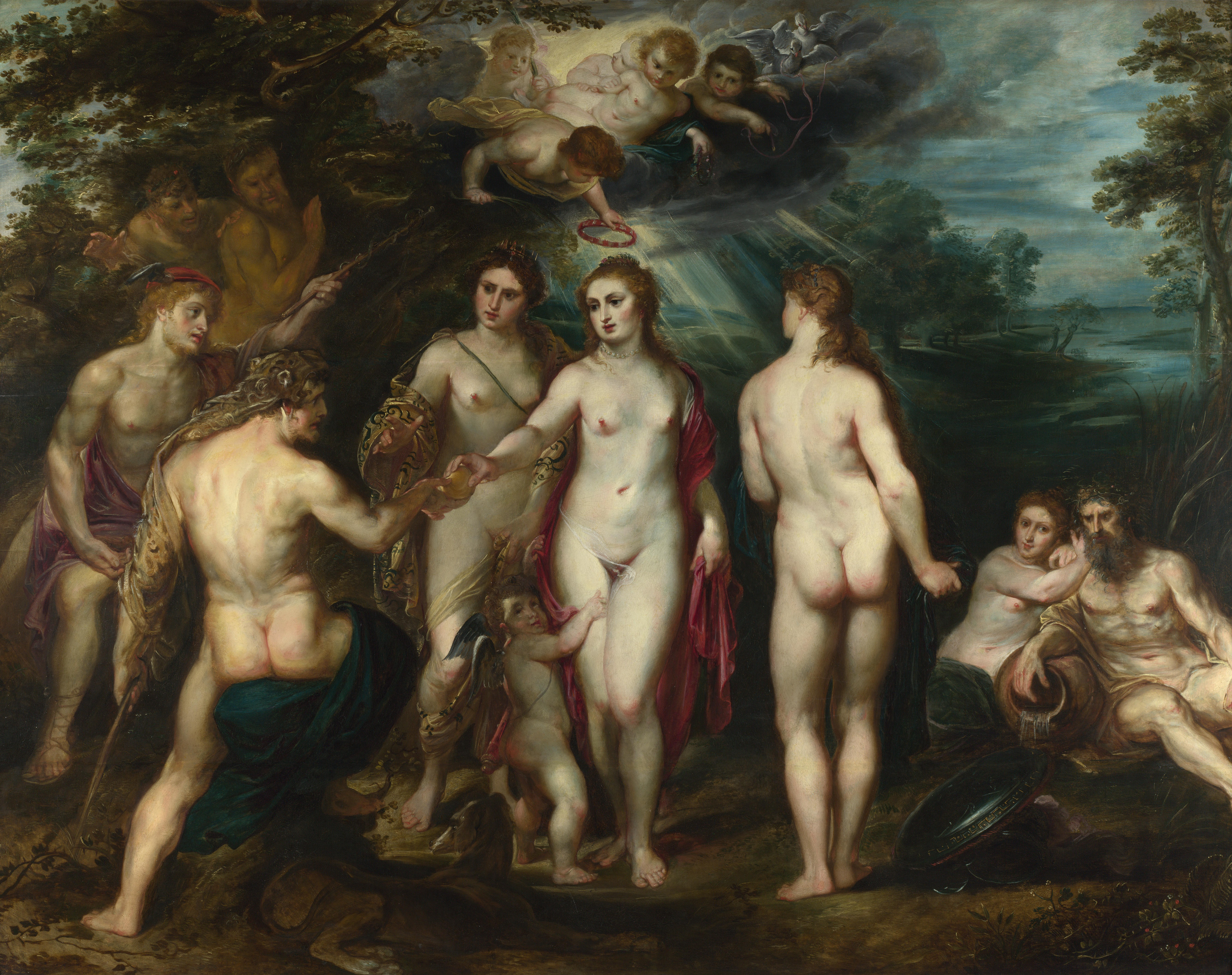
Peter Paul Rubens, Paris dom (1632–1635)
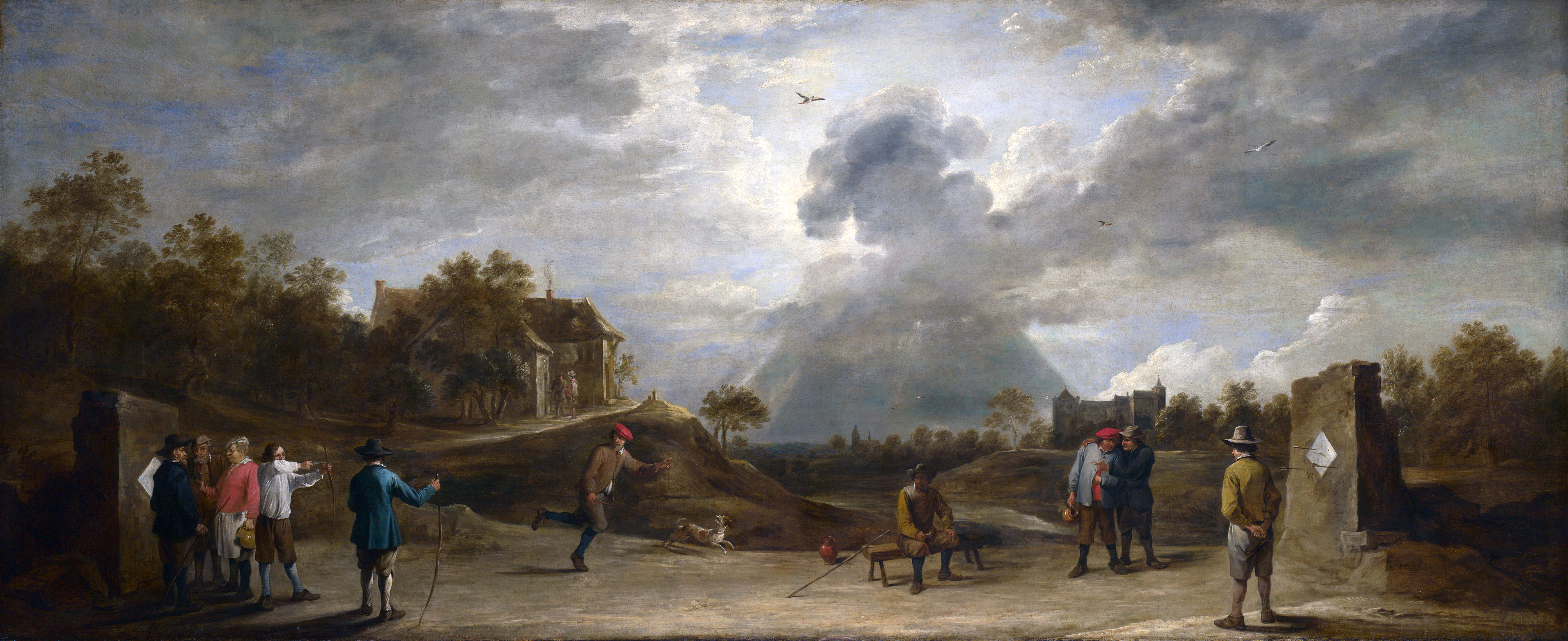
David Teniers den yngre - Bönder i Archery (1645)

Franska målningar

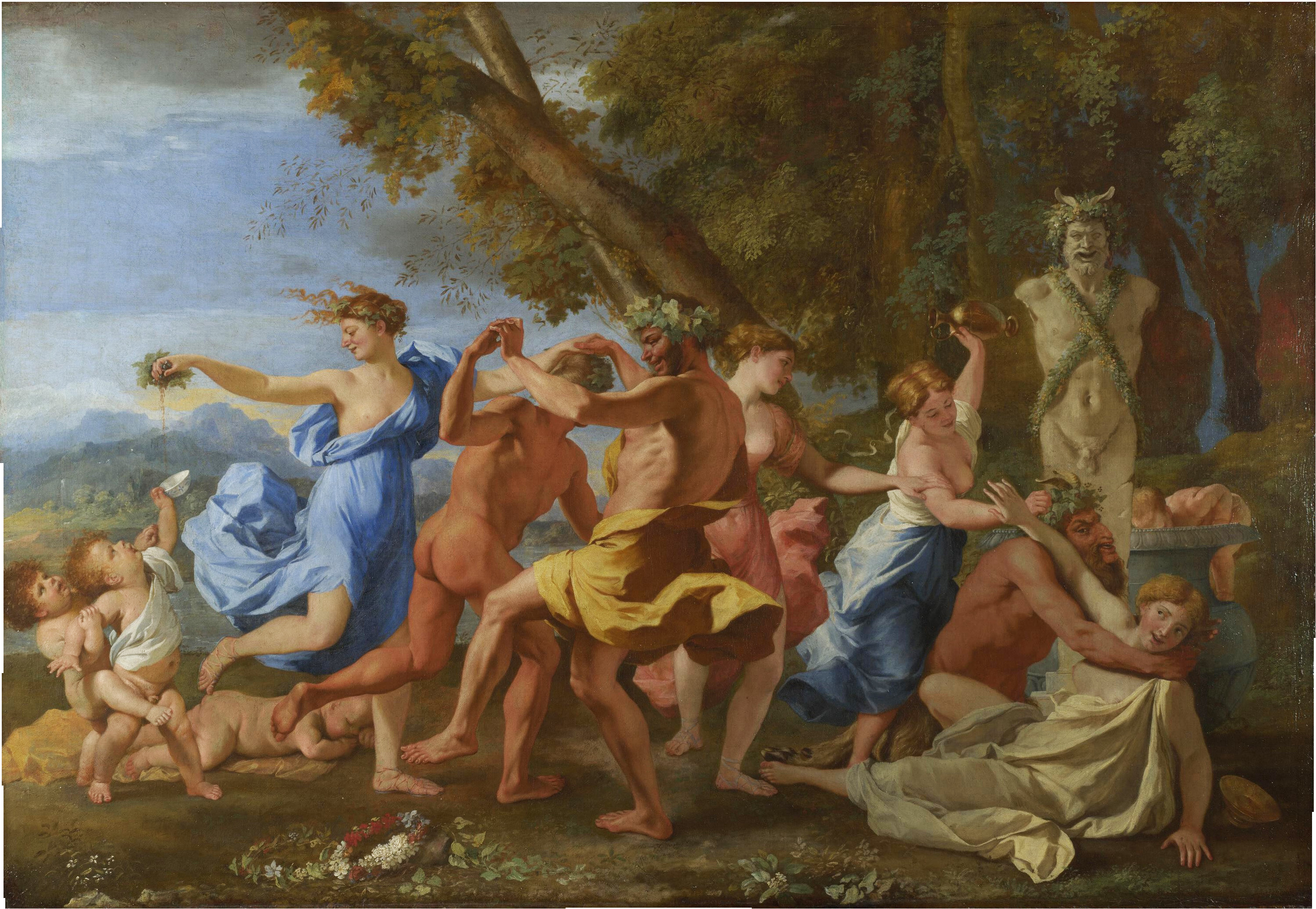
Nicolas Poussin - Backanal framför Pans staty (1632–1633)
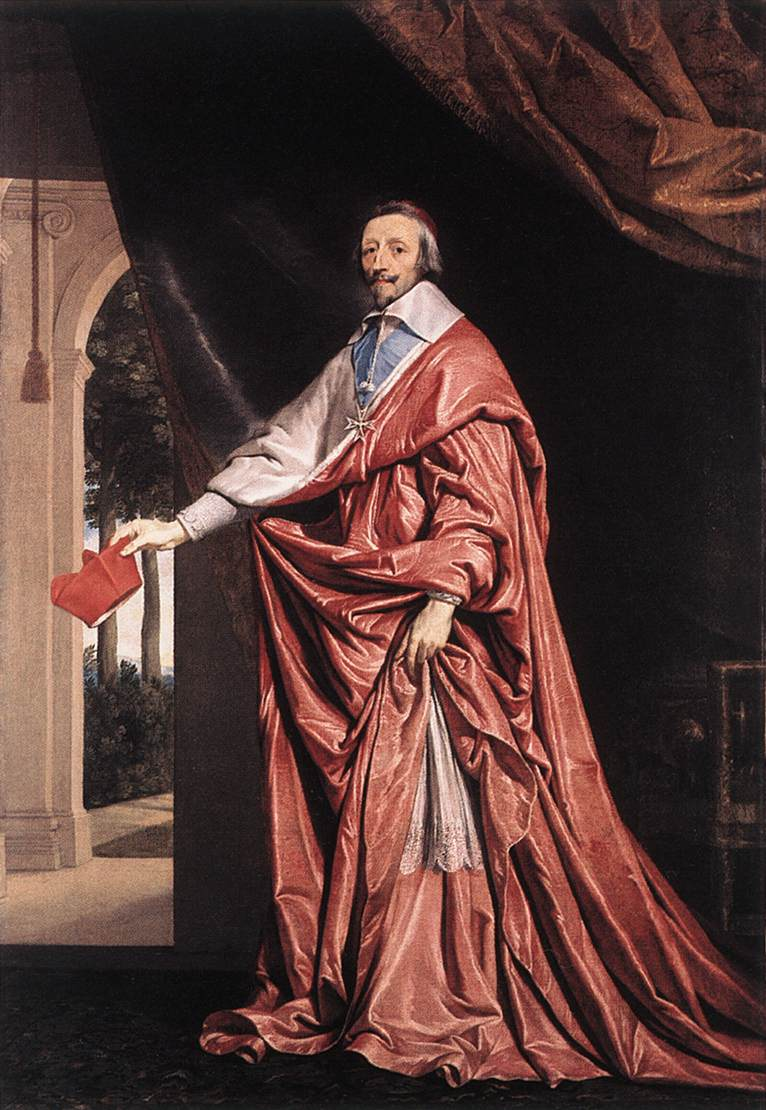
Philippe de Champaigne - Cardinal de Richelieu (1633–1640)
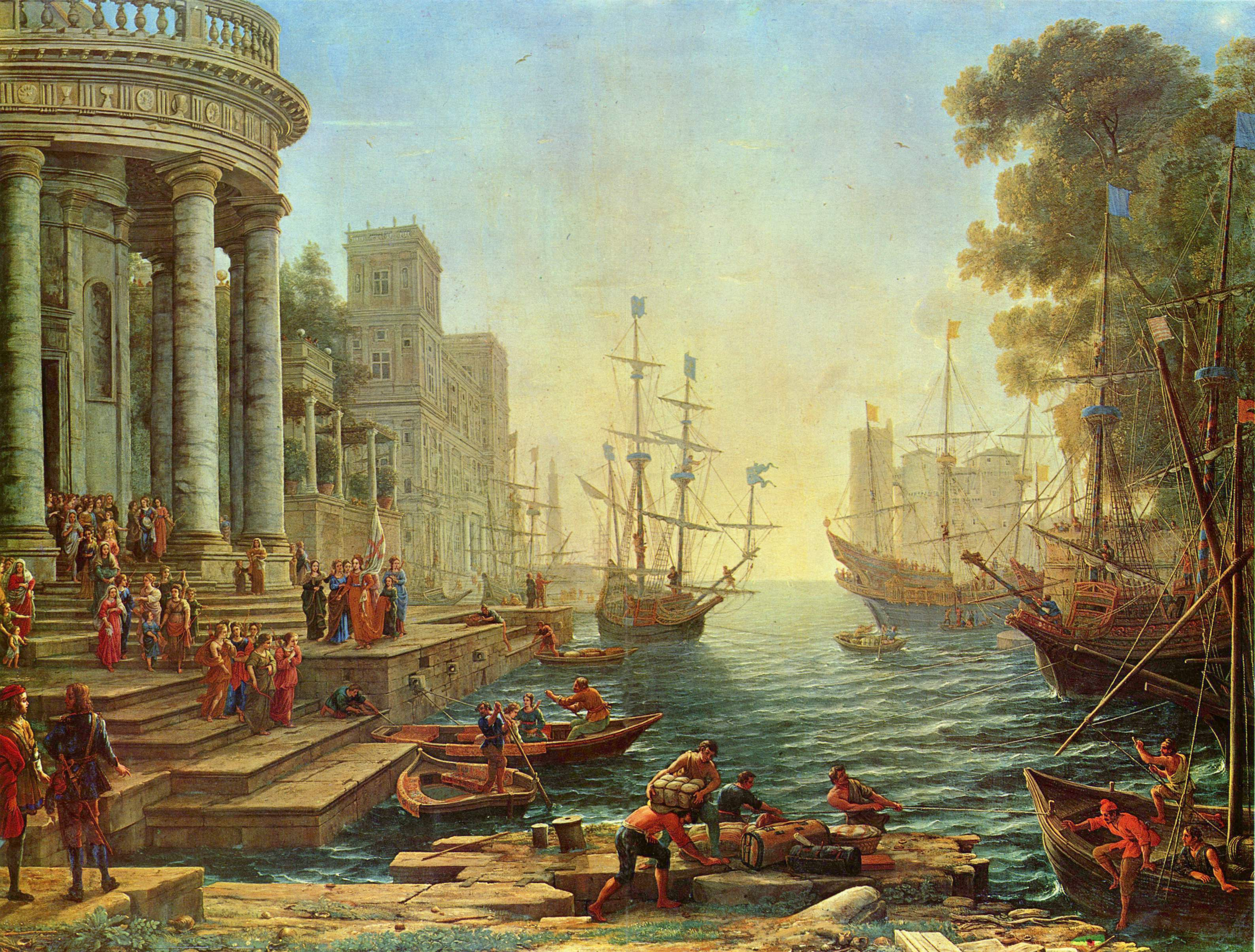
Claude Lorrain -Hamnscen med Sankta Ursulas avfärd (1641)
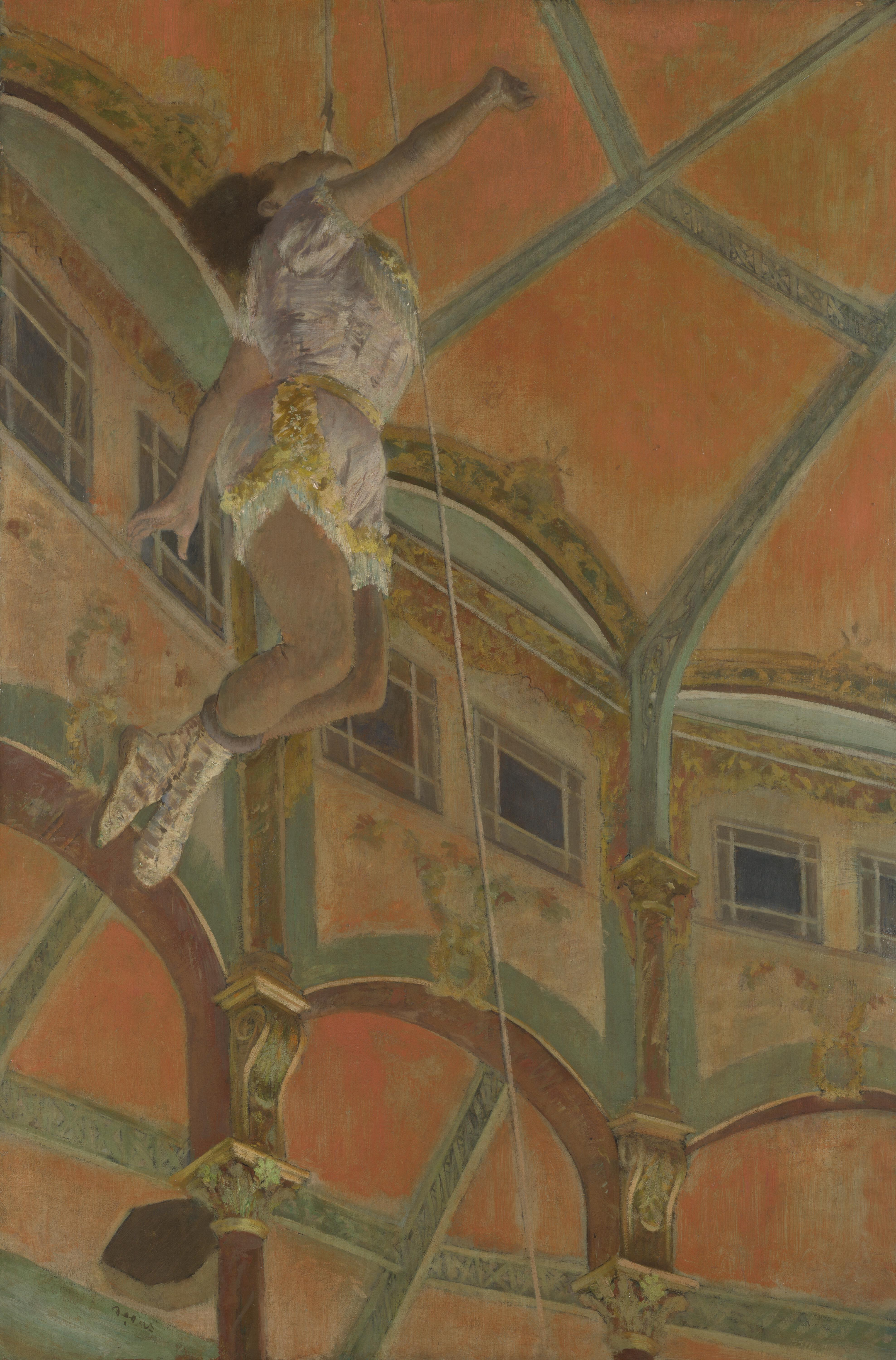
Edgar Degas, Miss La La på Cirque Fernando (1879)
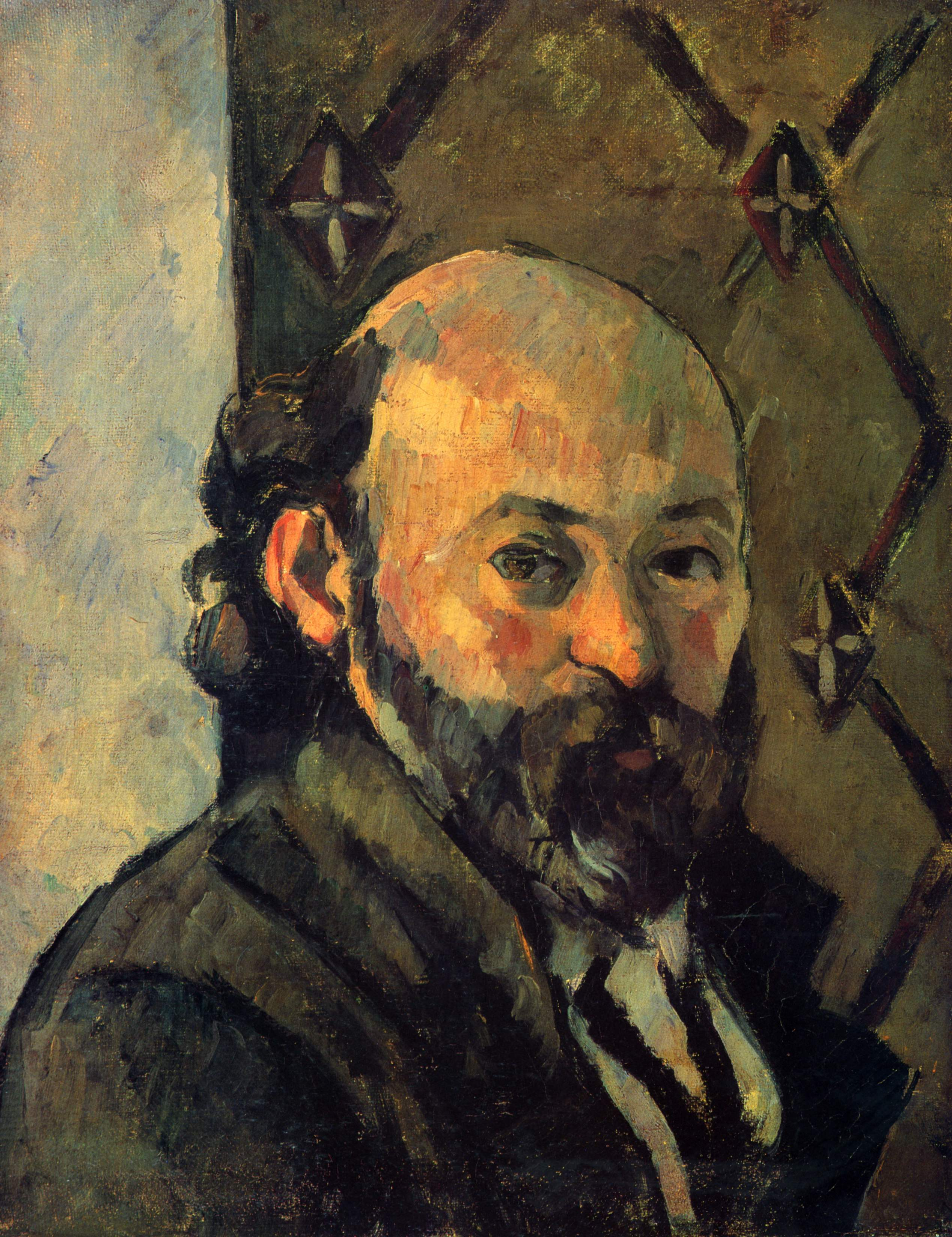
Paul Cézanne, Självporträtt, (1881)
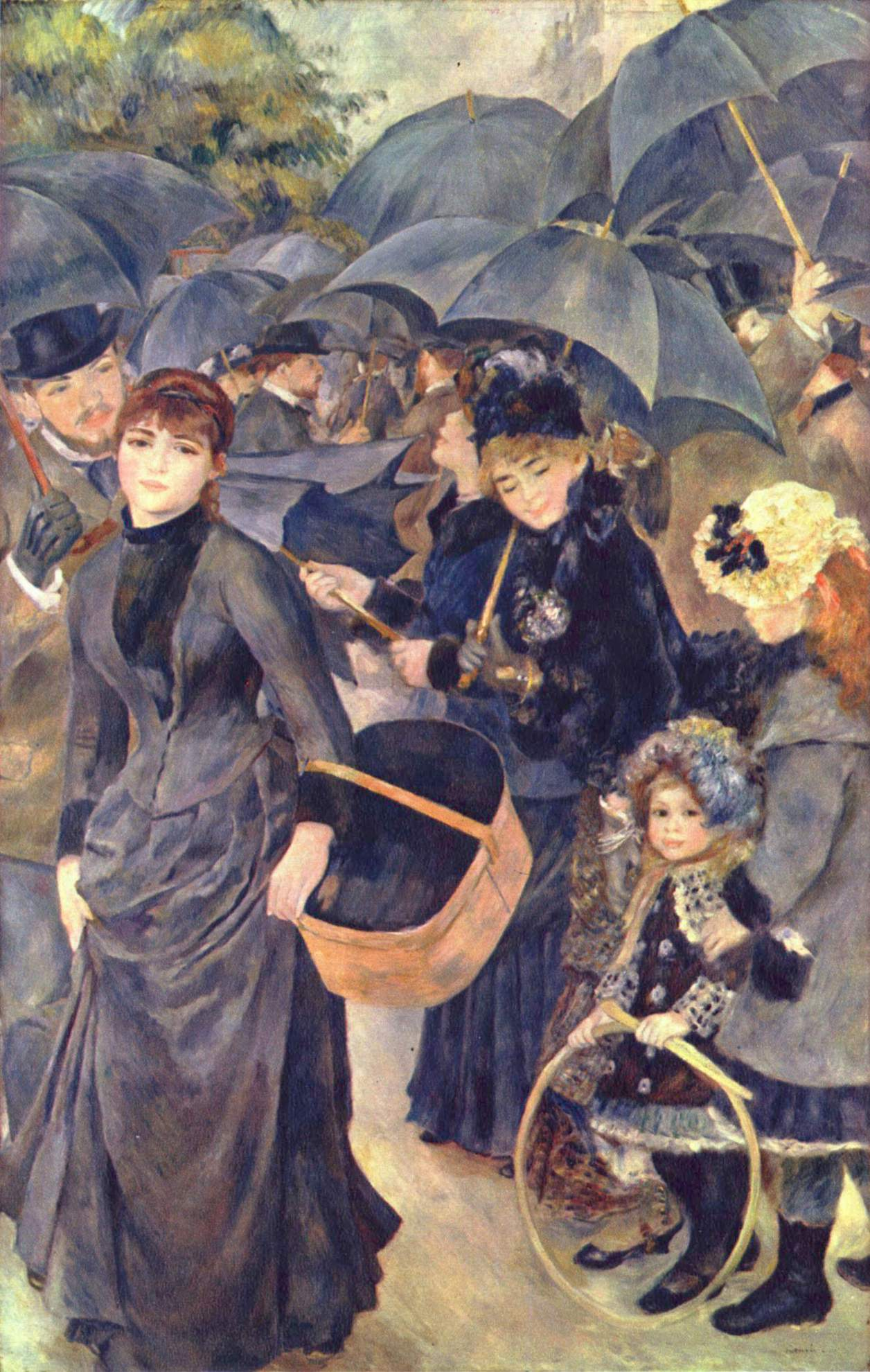
Pierre-Auguste Renoir -Paraplyerna (1883)
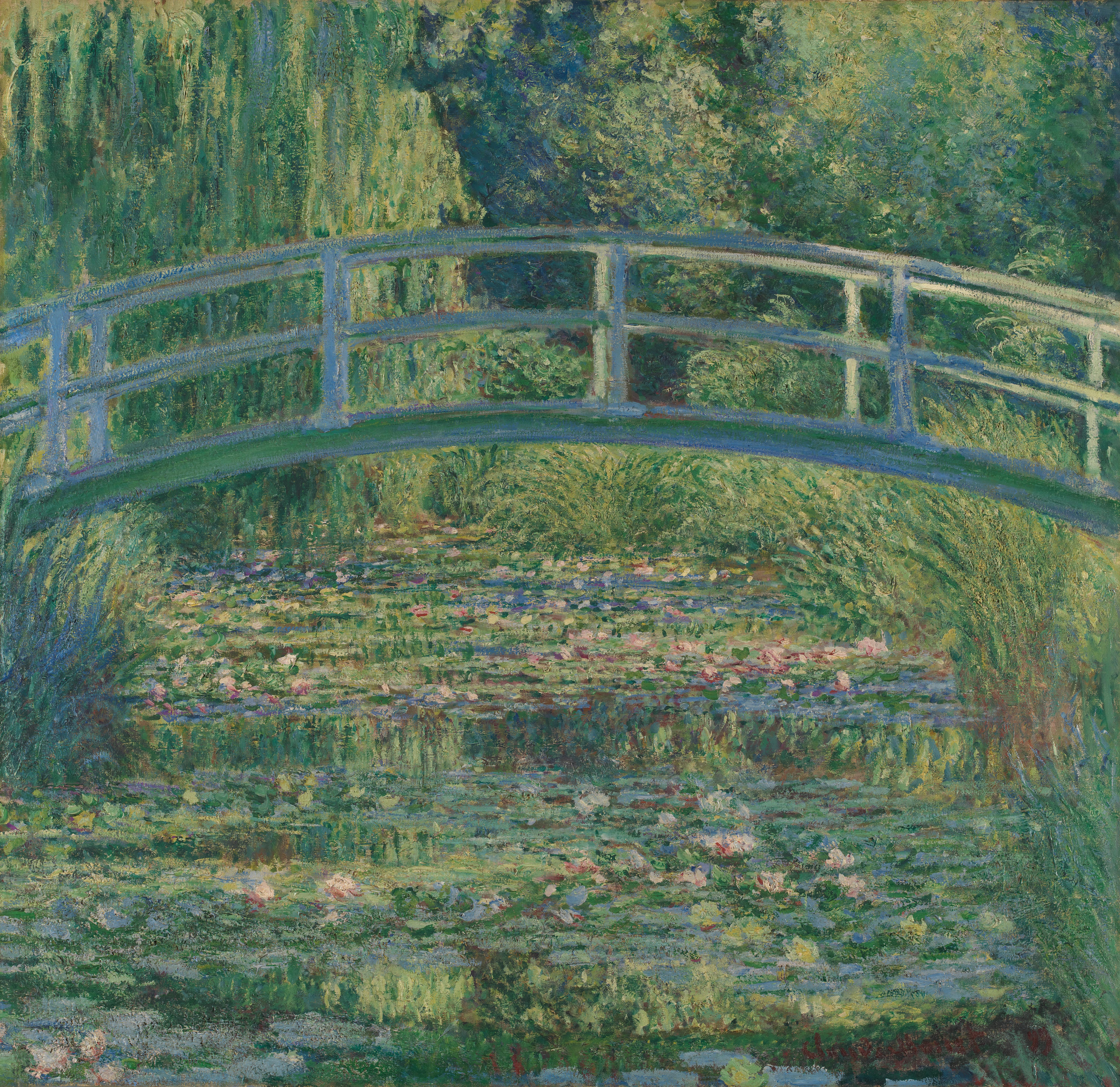
Claude Monet, Näckrosor, (1899)

Tyska målningar

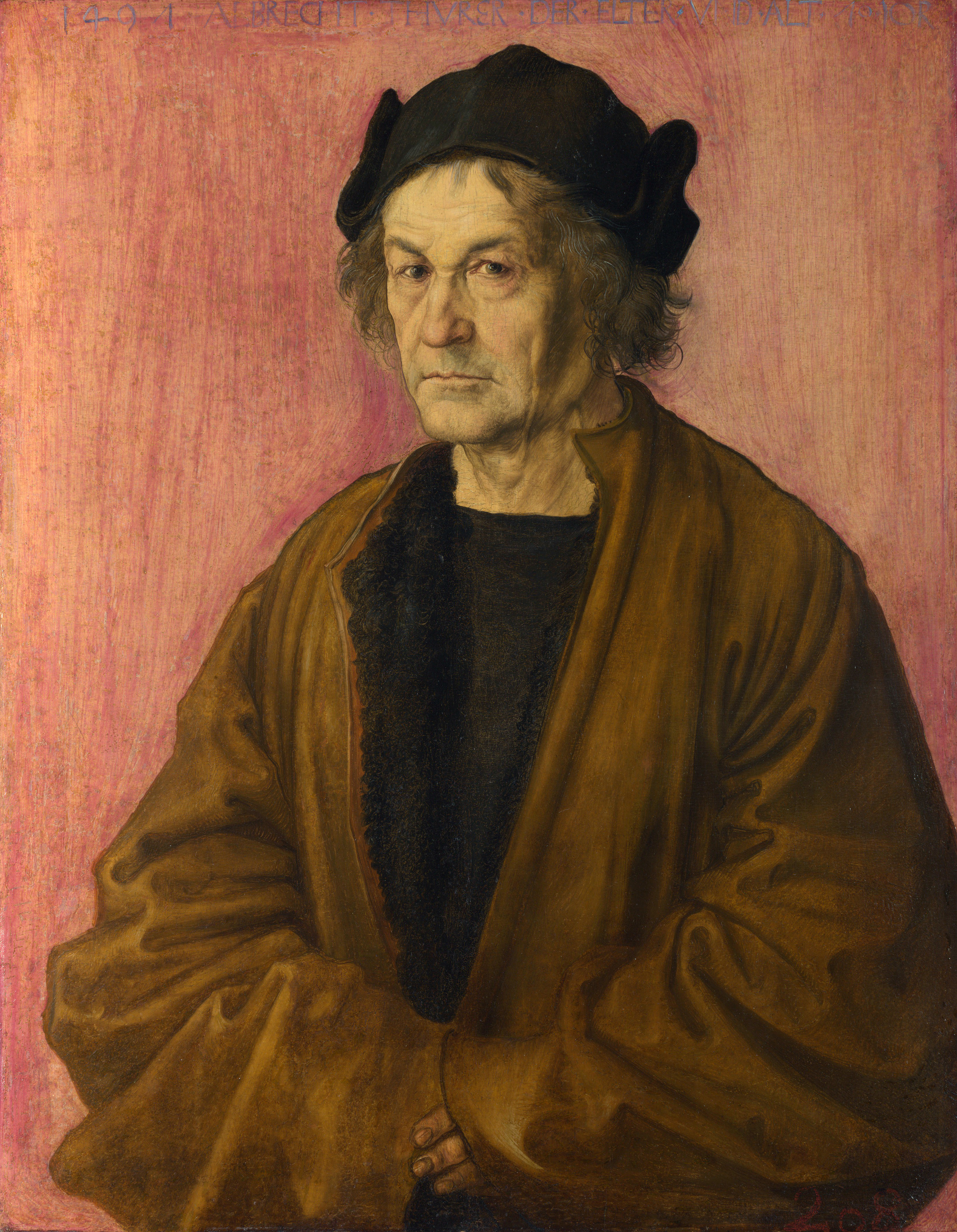
Albrecht Dürer, Porträtt av konstnärens far, (1497)
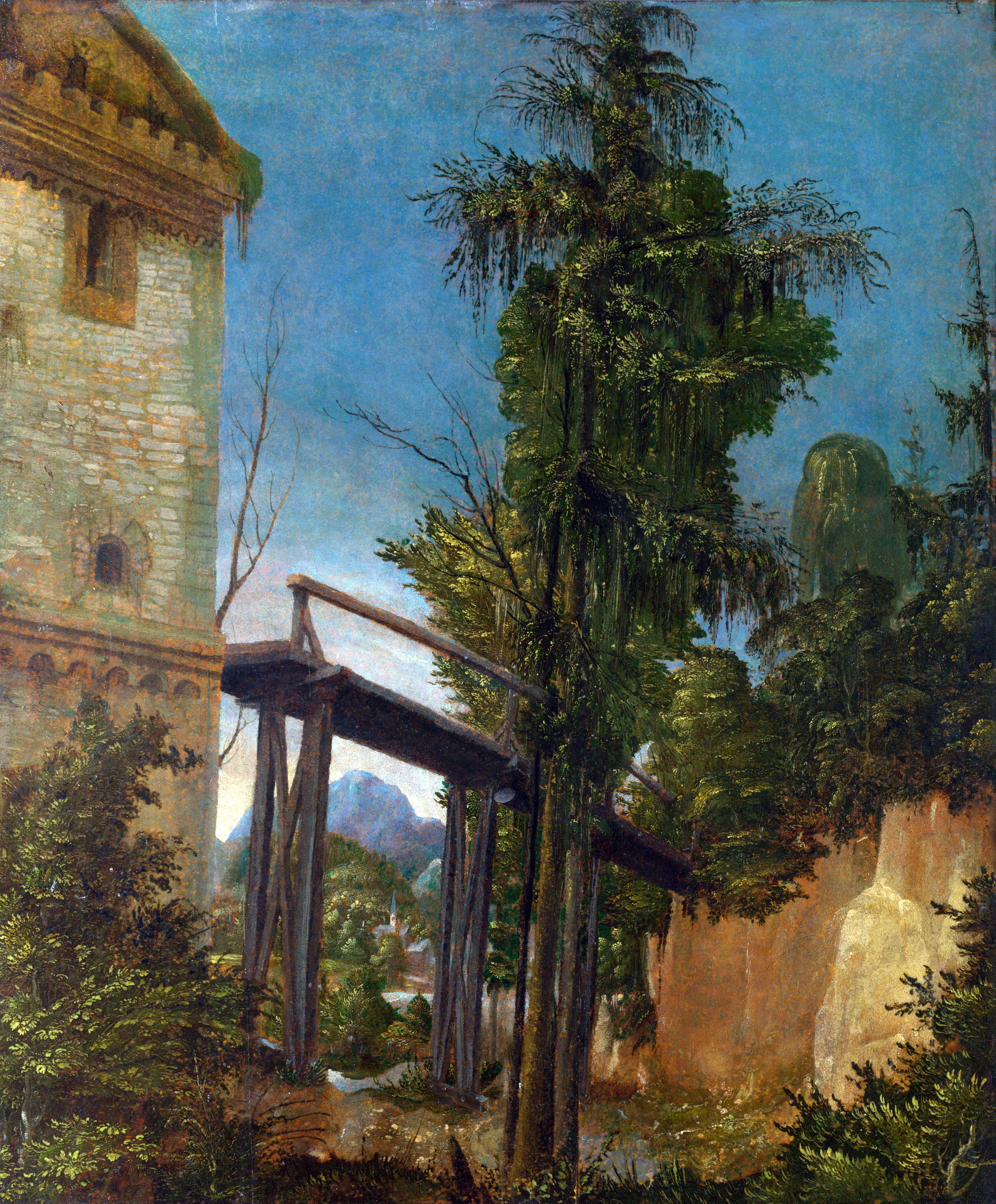
Albrecht Altdorfer, Landskap med stig, c. (1516)
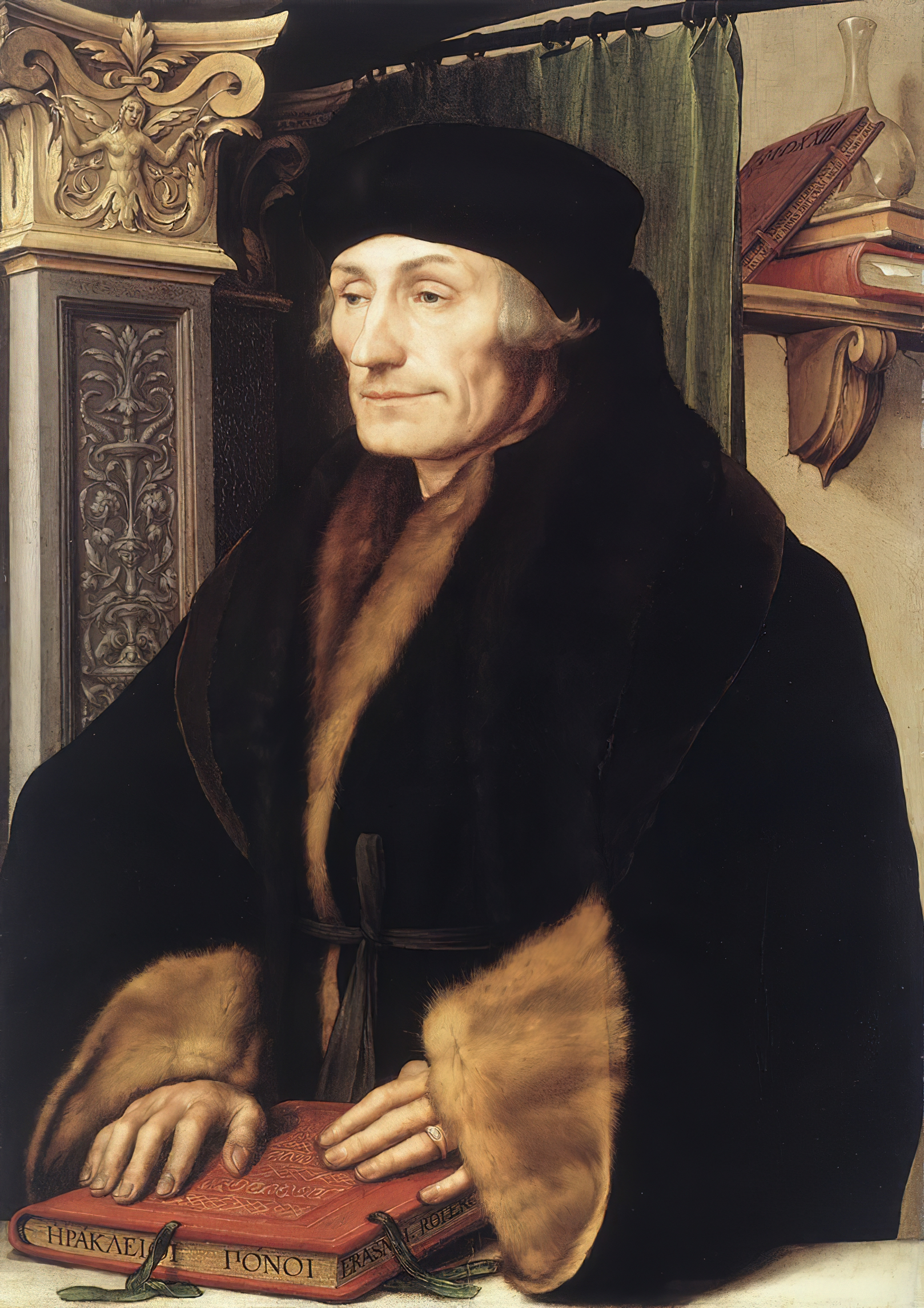
Hans Holbein den yngre, Porträtt av Erasmus av Rotterdam, (1523)
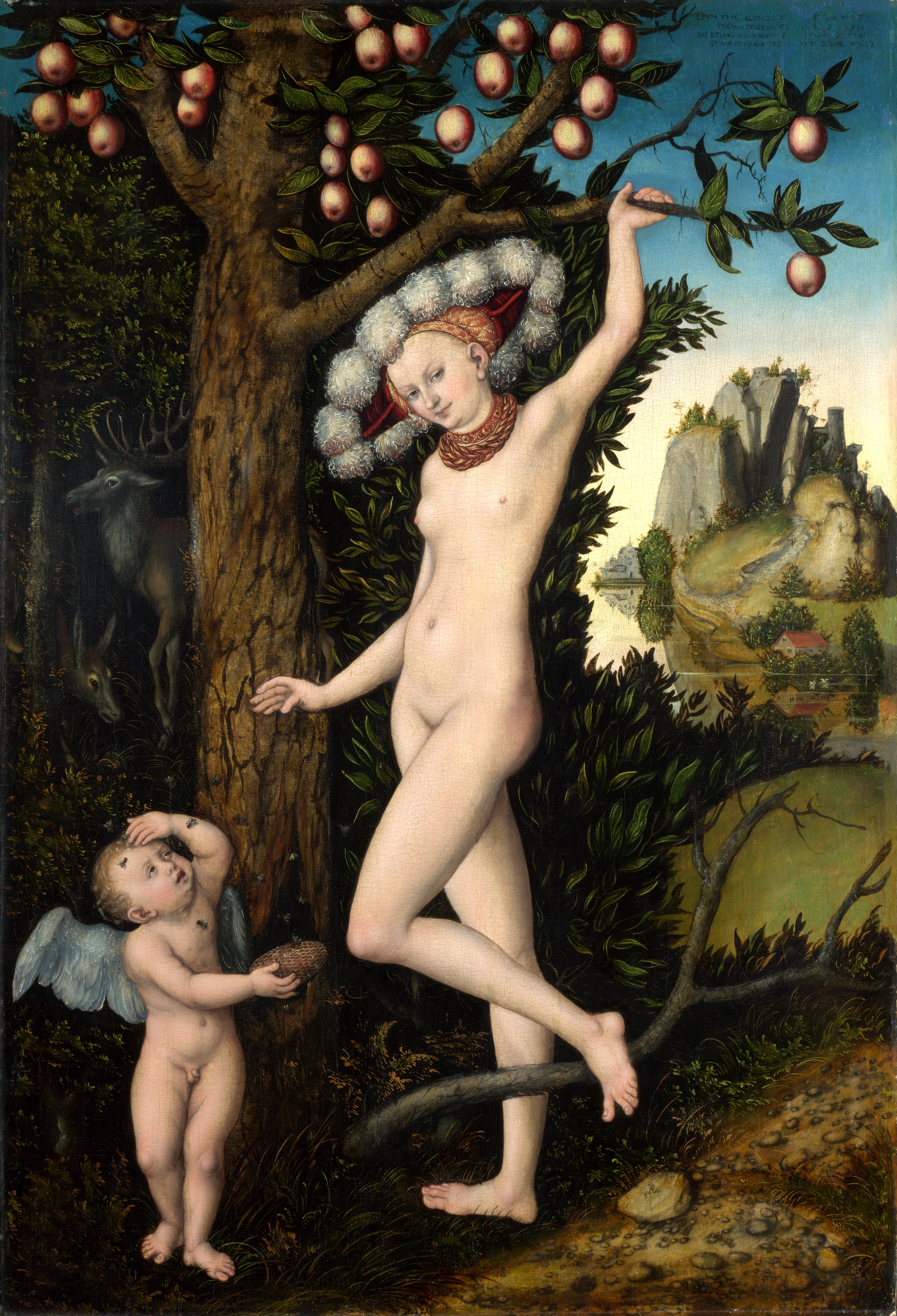
Lucas Cranach den äldre, Venus och Amor, (1525)
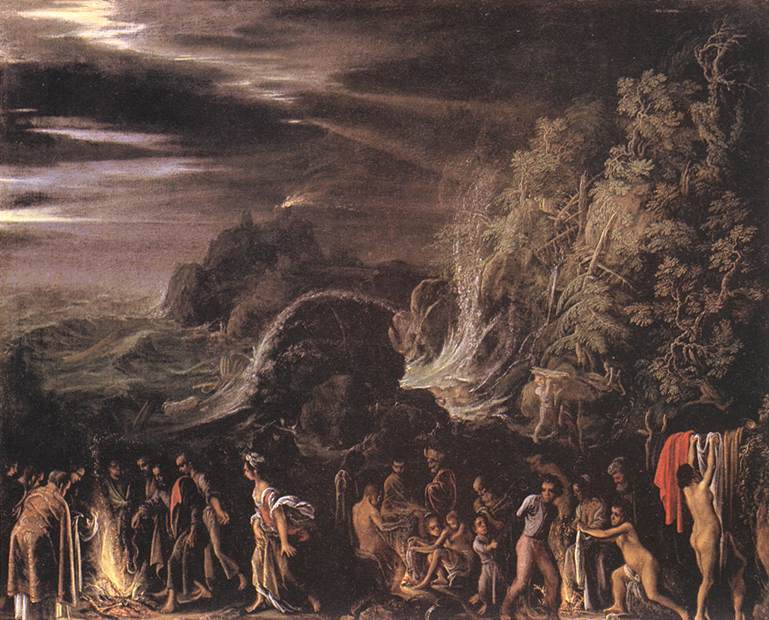
Adam Elsheimer, Sankt Paulus på Malta, c. (1600)
Caspar David Friedrich, Vinterlandskap, (1811)
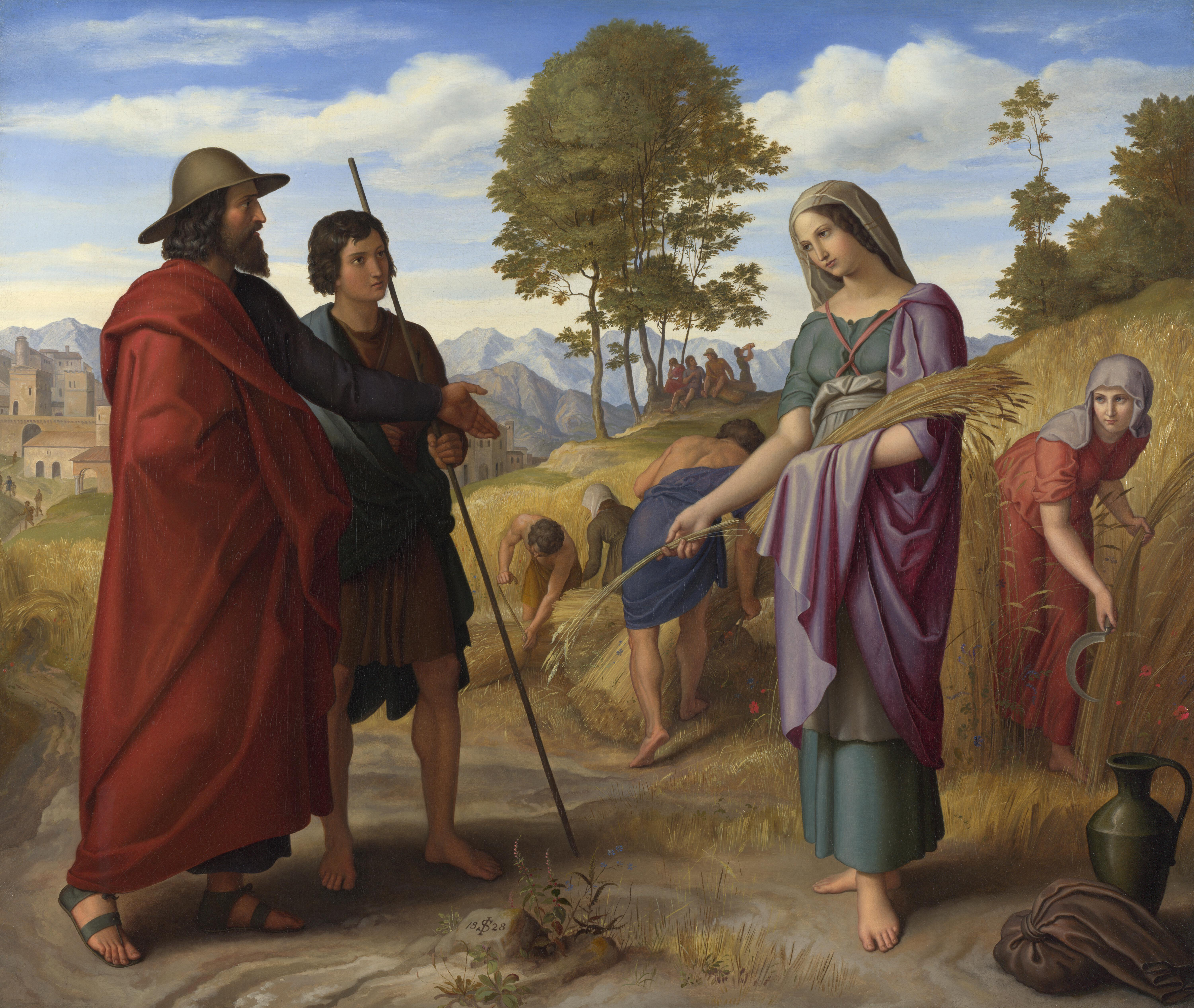
Julius Schnorr von Carolsfeld, Ruth och Boas, (1828)

Italienska målningar

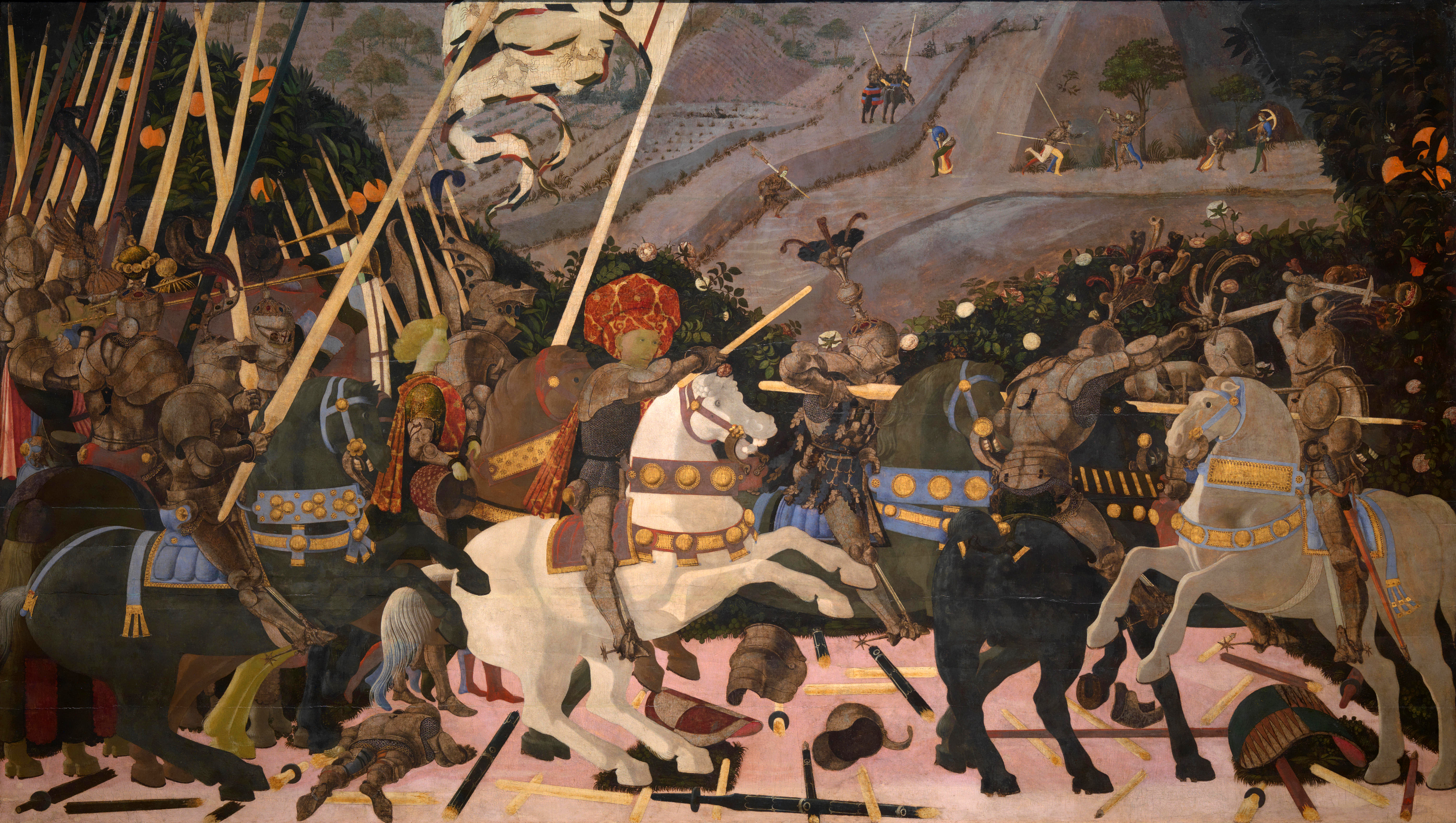
Paolo Uccello - Slaget vid San Romano (1438–1440)
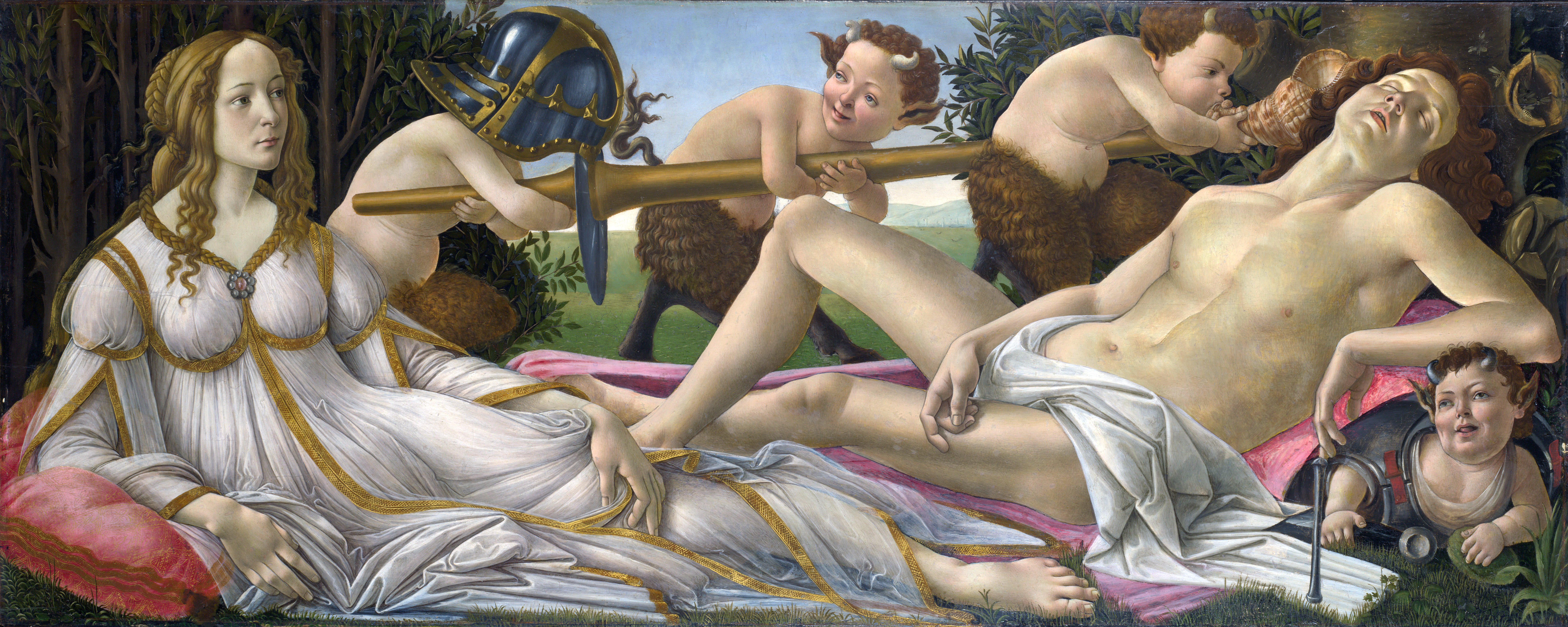
Sandro Botticelli - Venus och Mars (1485)
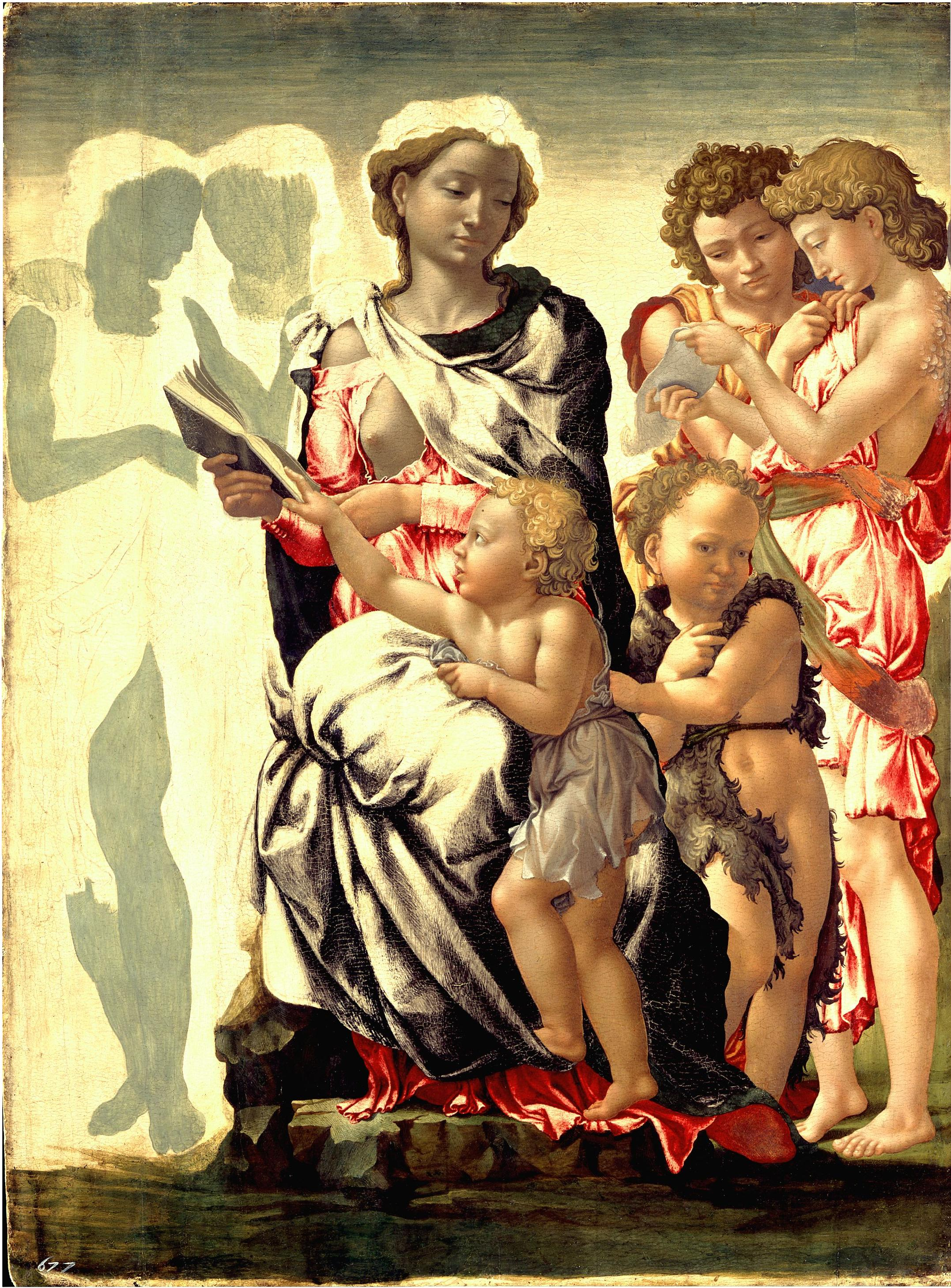
Michelangelo - Madonnan med barnet med Johannes Döparen och änglar (Manchestermadonnan) (1497)
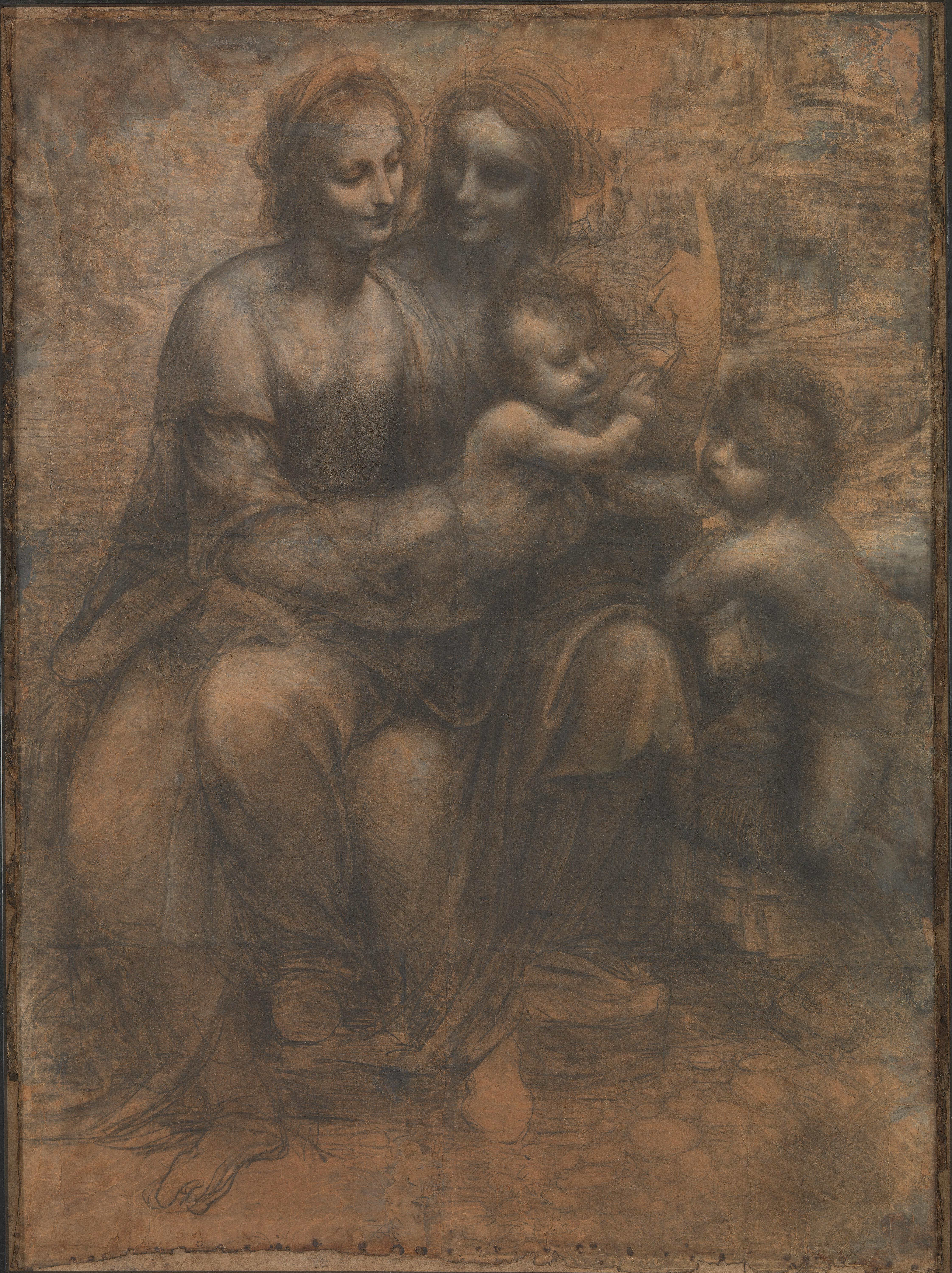
Leonardo da Vinci - Madonnan med barnet med Sankta Anna och Johannes Döparen (1499–1500)
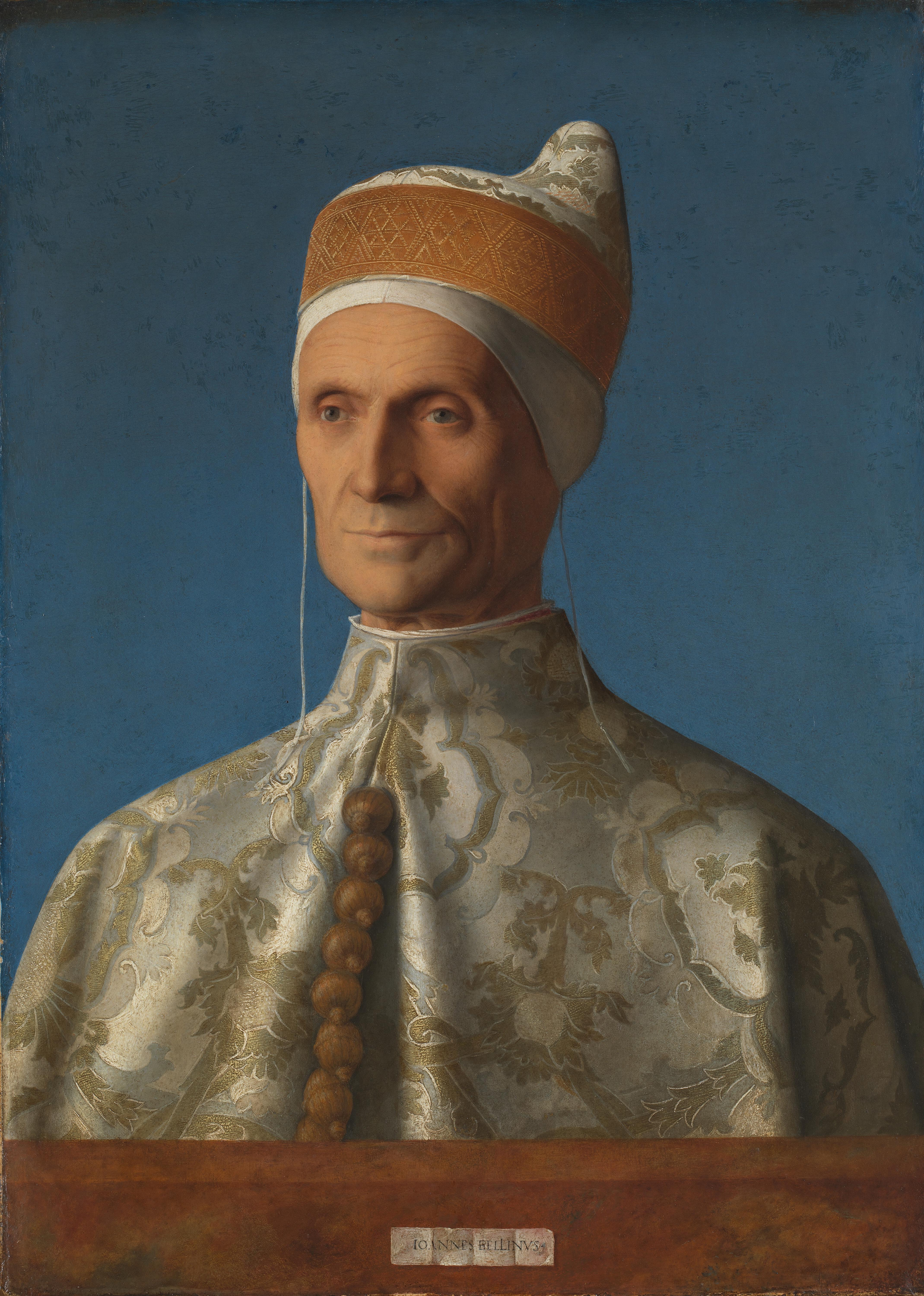
Giovanni Bellini - Dogen Leonardo Loredan (1501–1504)
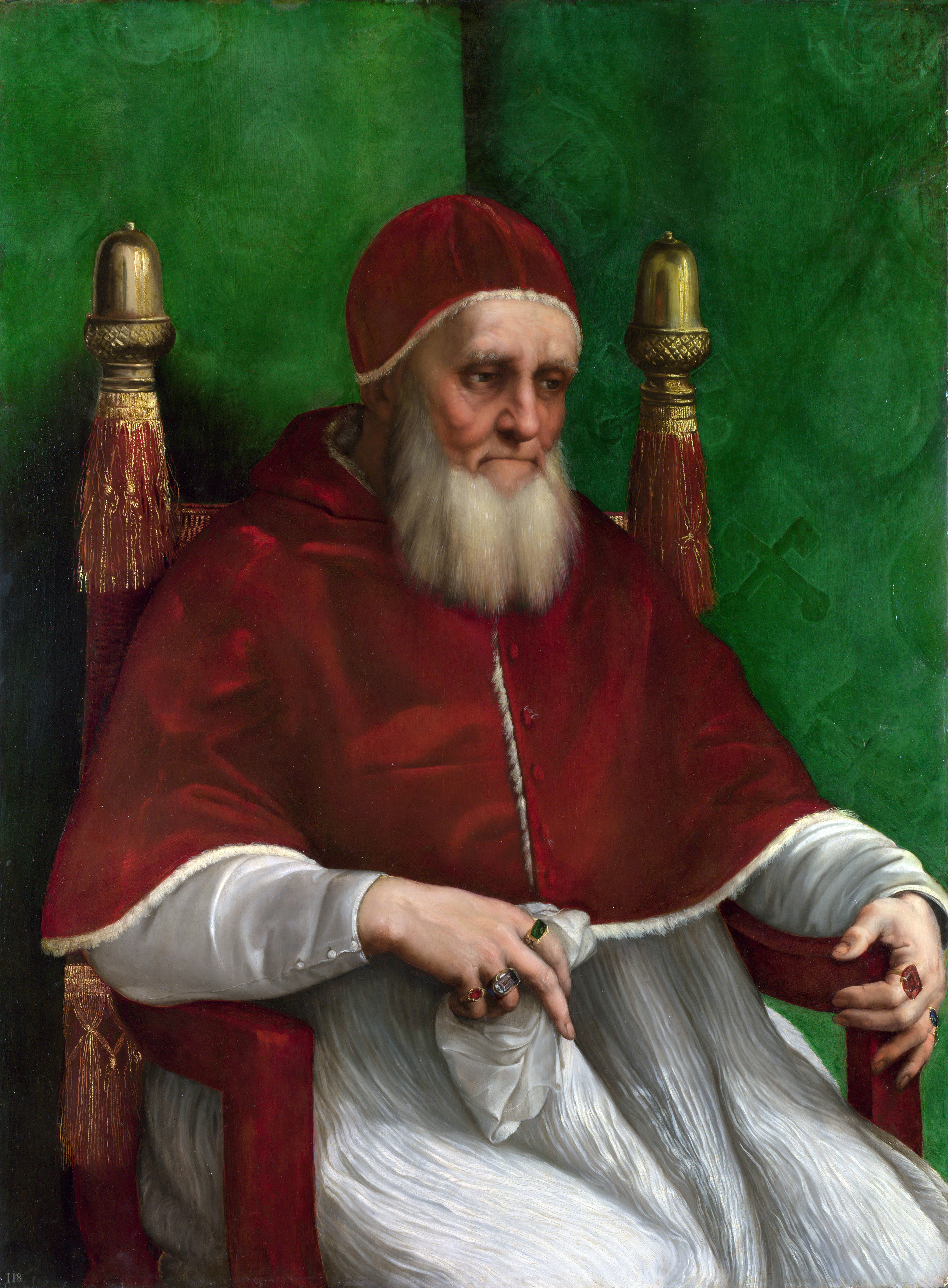
Raphael - Porträtt av påve Julius II (1511)
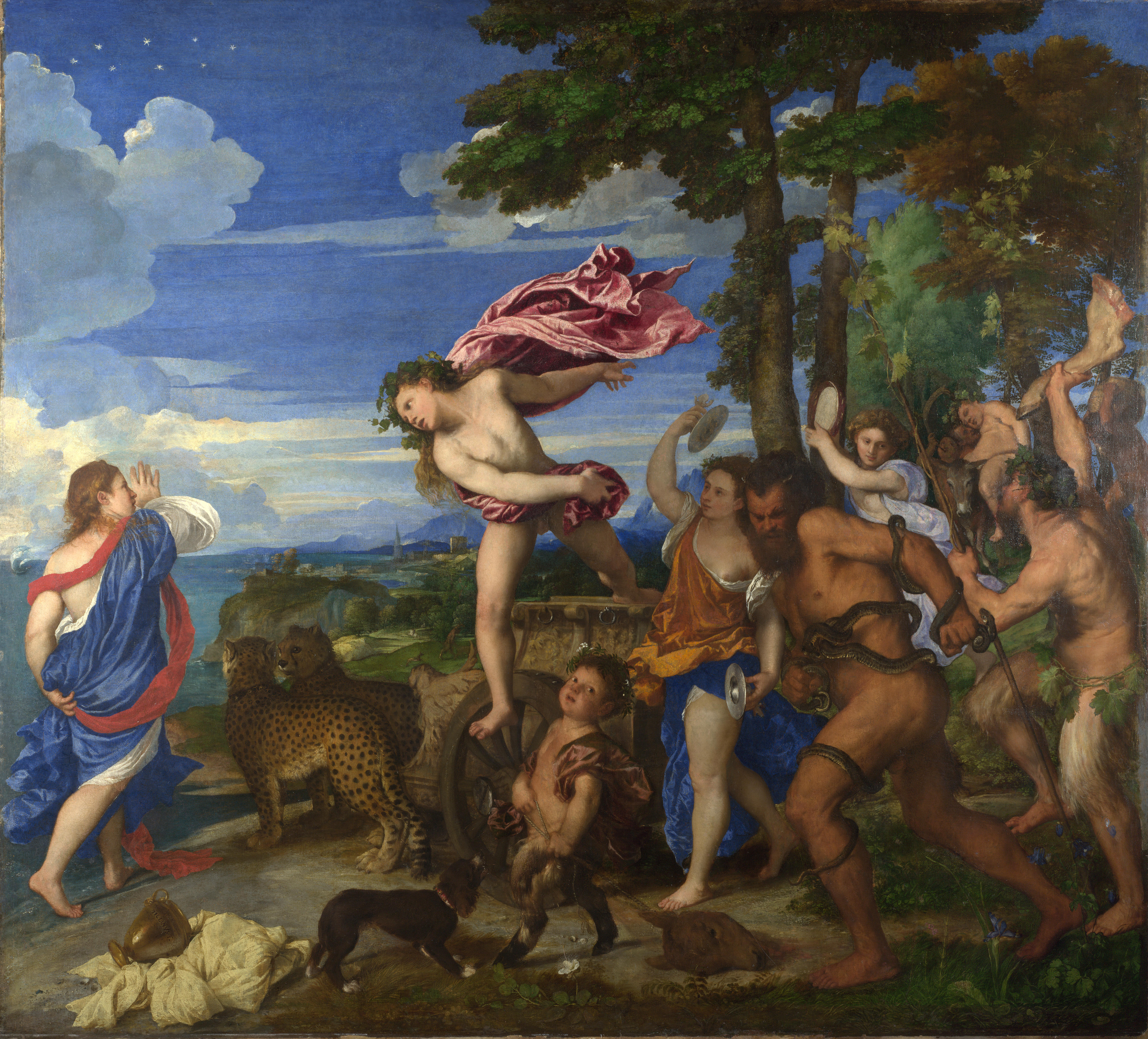
Titian - Bacchus och Ariadne (1520–1523)
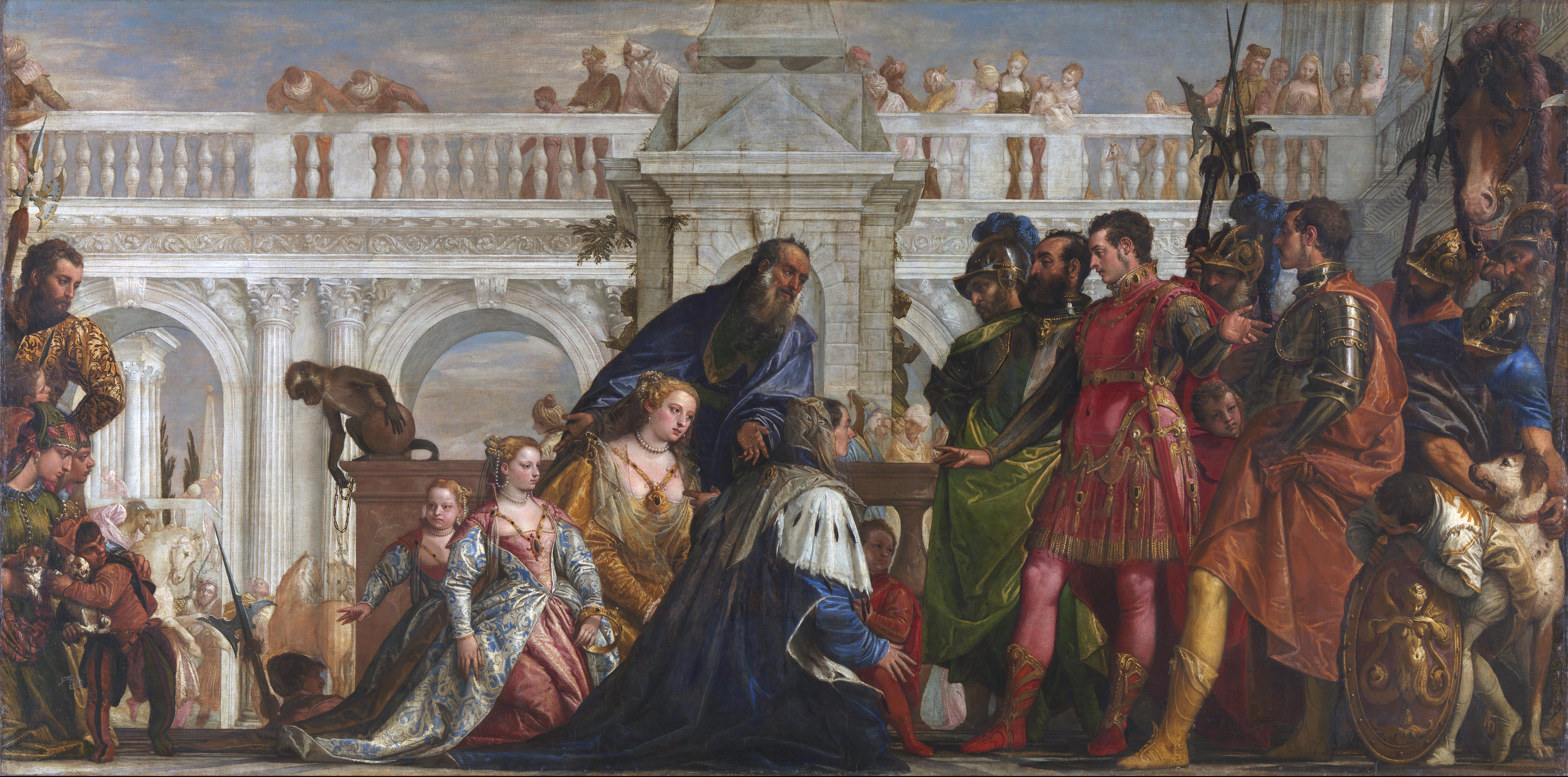
Paolo Veronese - Darius familj inför Alexander (1565–1570)
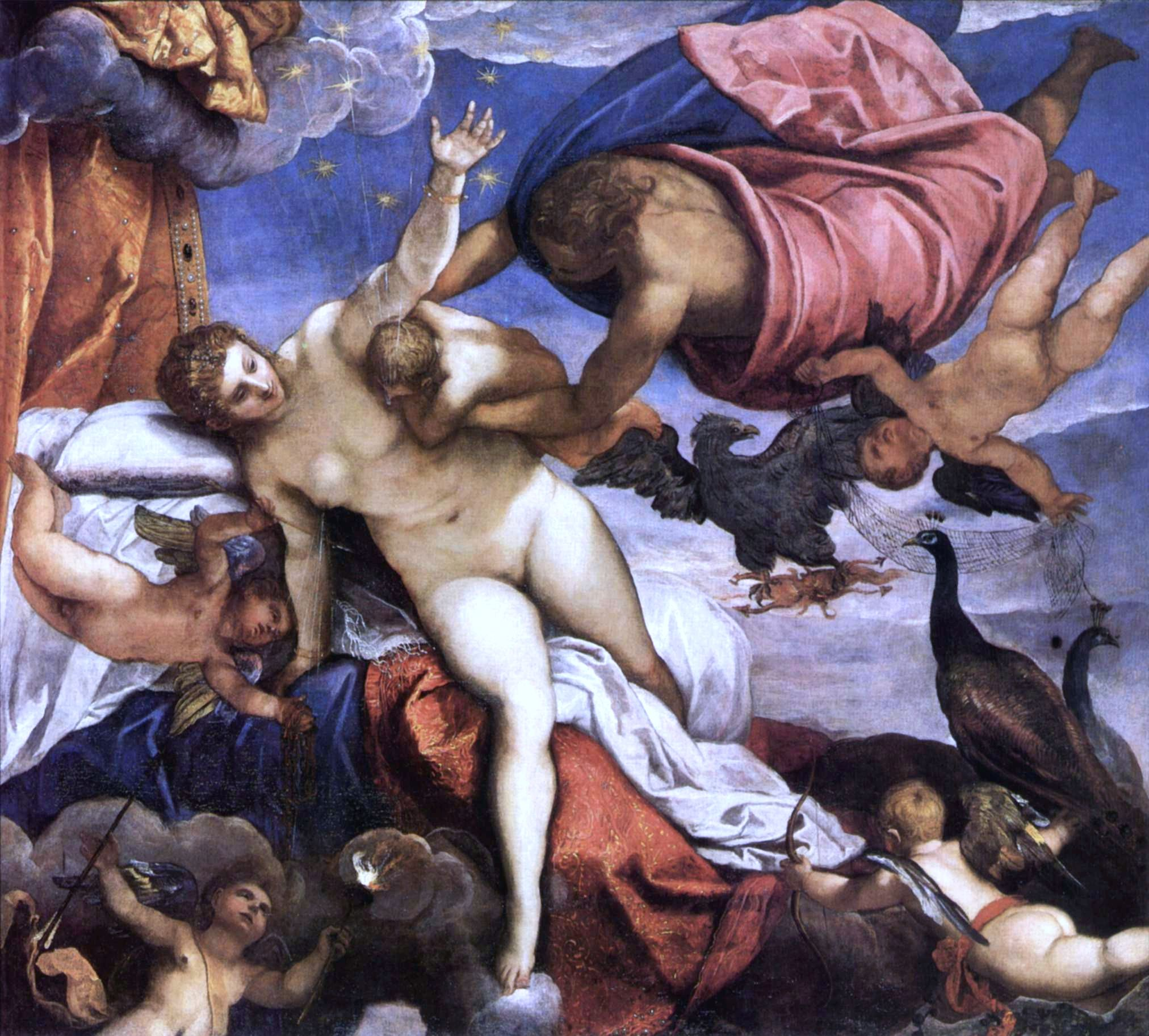
Tintoretto - Vintergatans uppkomst (1575)
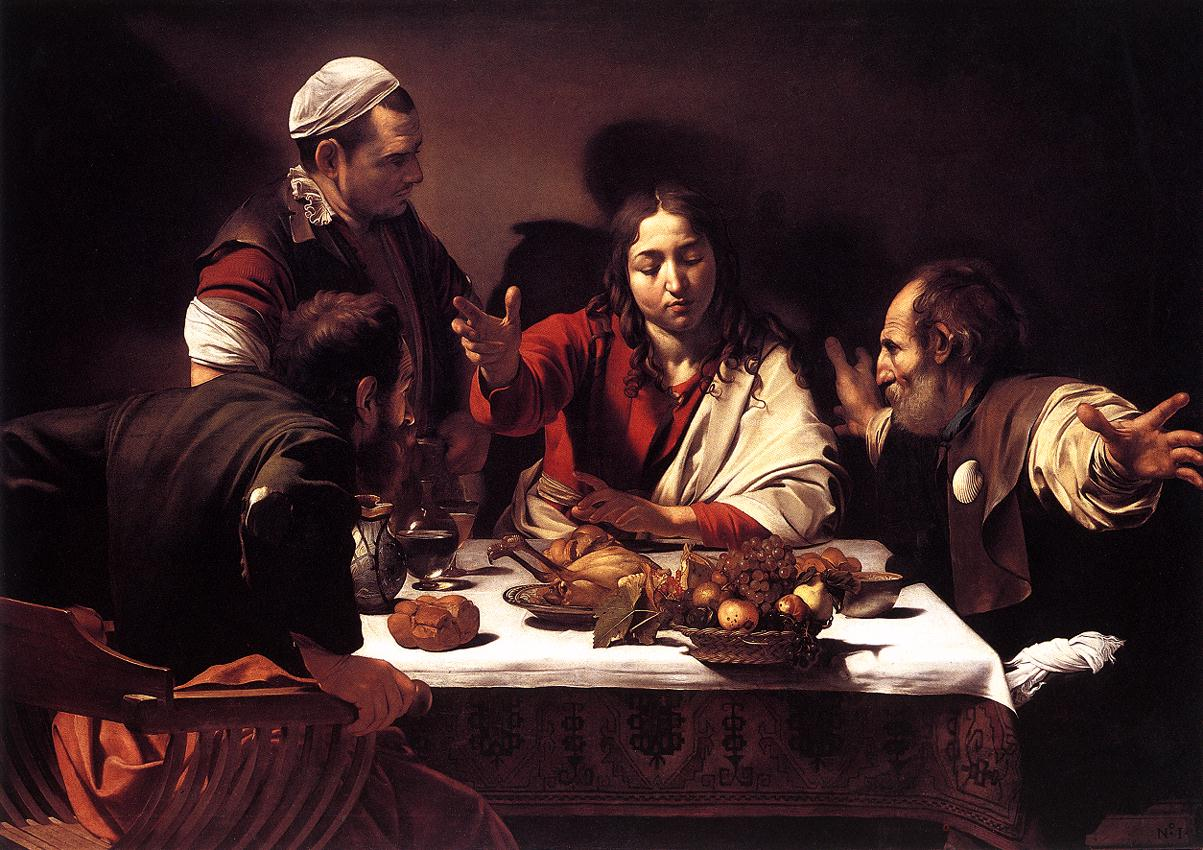
Michelangelo Merisi da Caravaggio - Måltiden i Emmaus (1601)
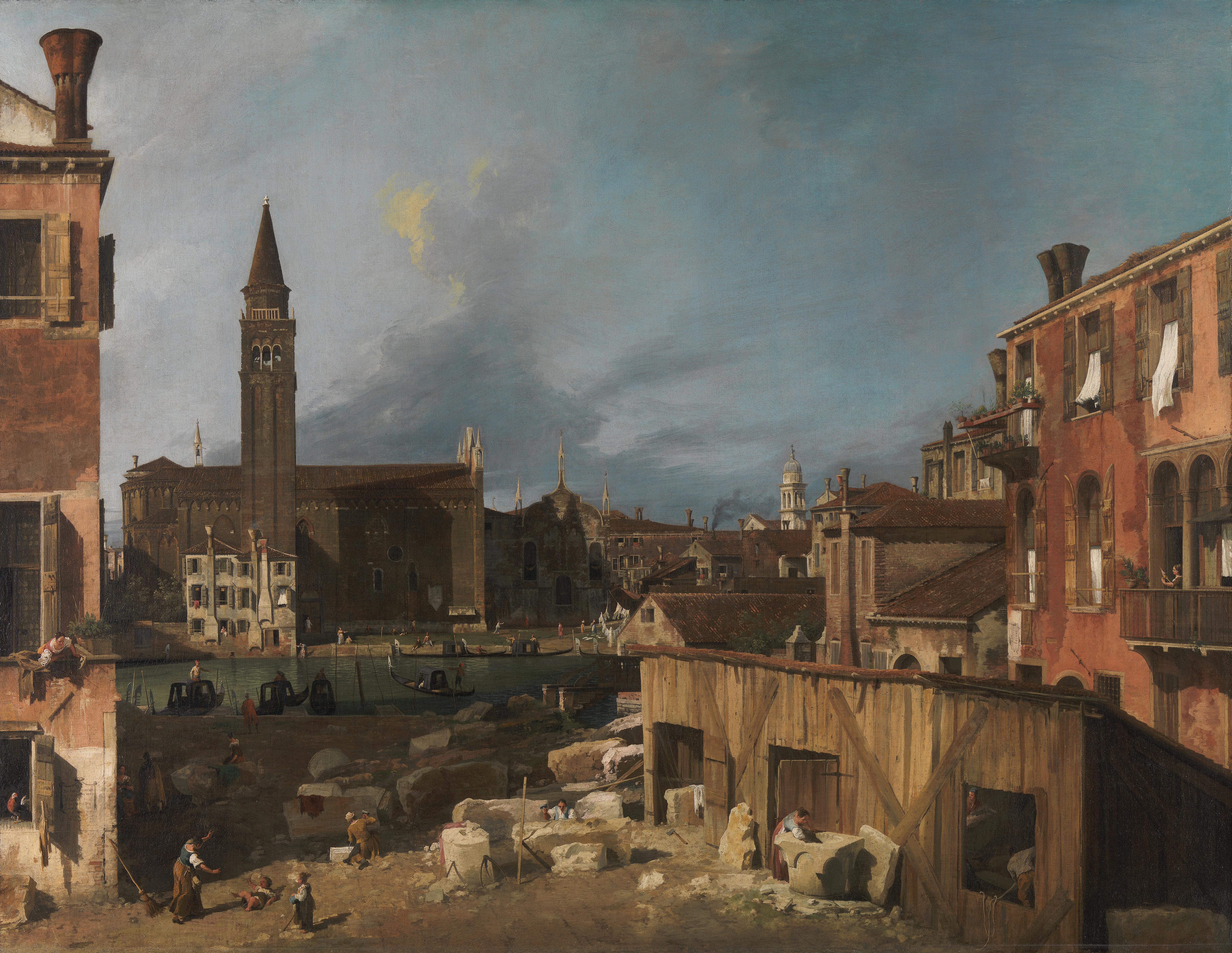
Canaletto - Stenhuggarens gård (1726–1730)
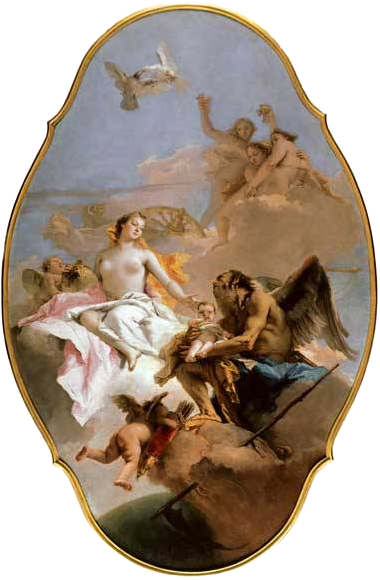
Giovanni Battista Tiepolo - En allegori med Venus och Tiden (1754–1758)

Spanska målningar

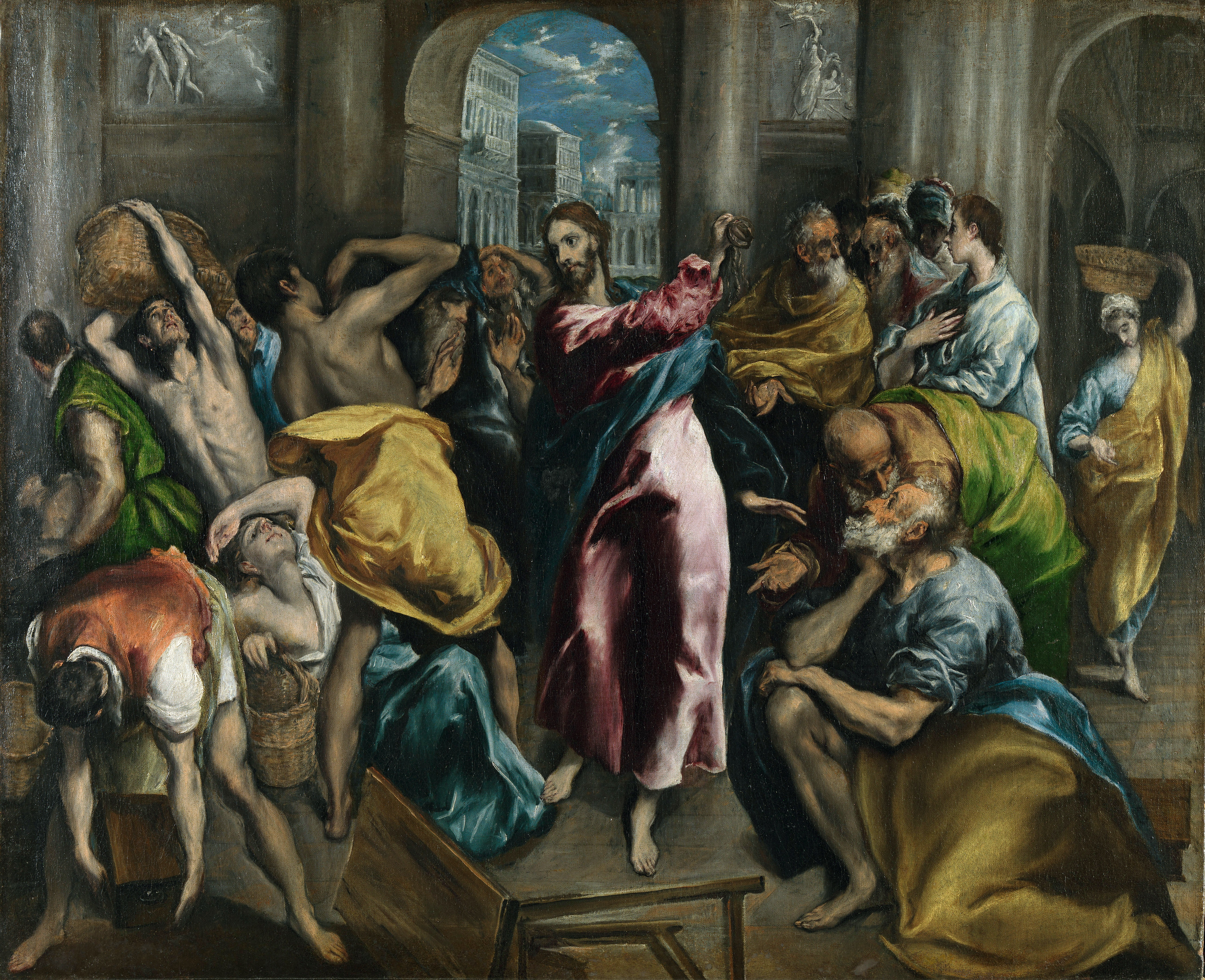
El Greco, Jesus driver ut månglarna ur templet, (1600)
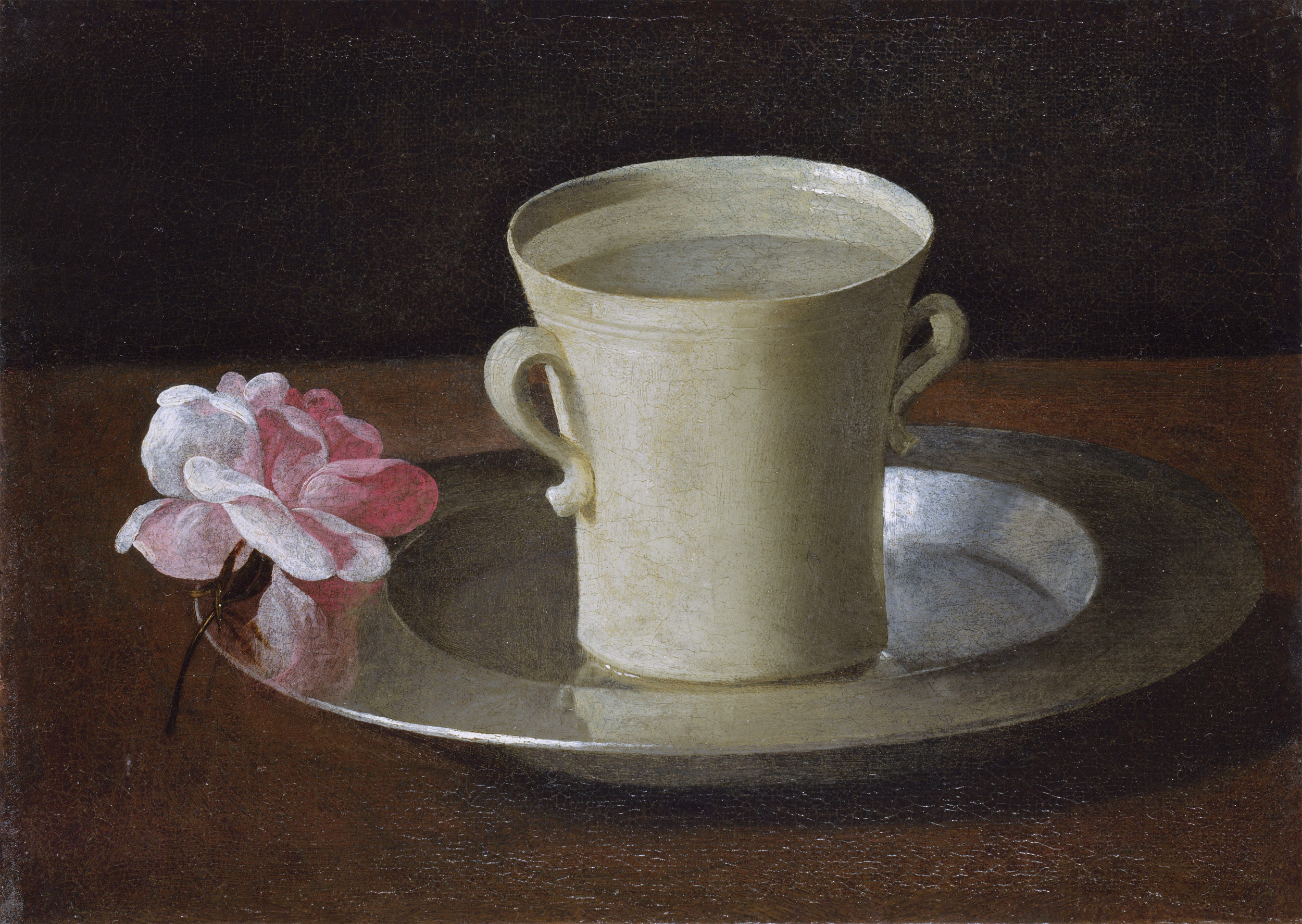
Francisco de Zurbarán, Cup of Water and a Rose on a Silver Plate, c. (1630)
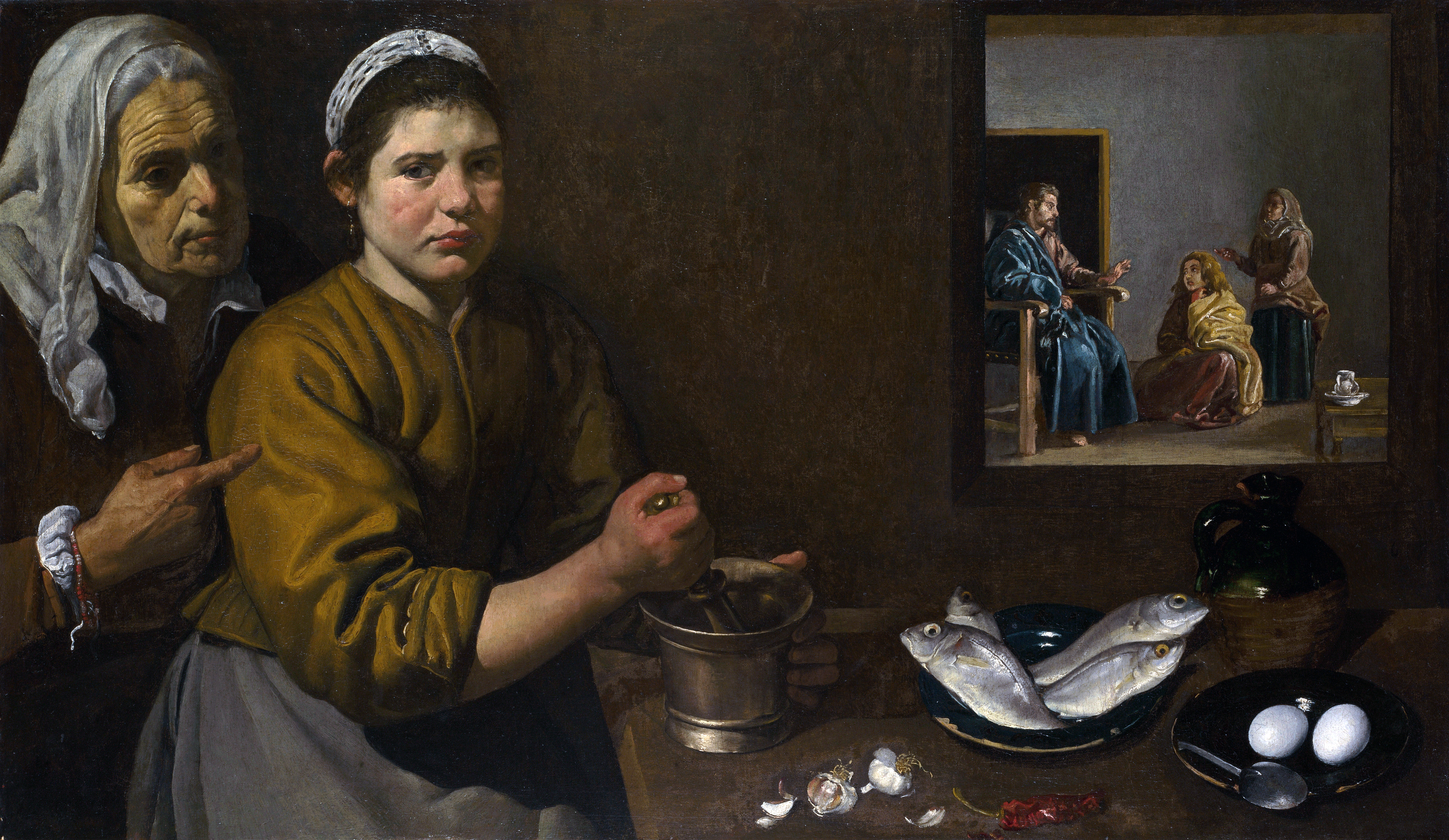
Diego Velázquez, Kristus i Martas och Marias hus (Velázquez) (1618)
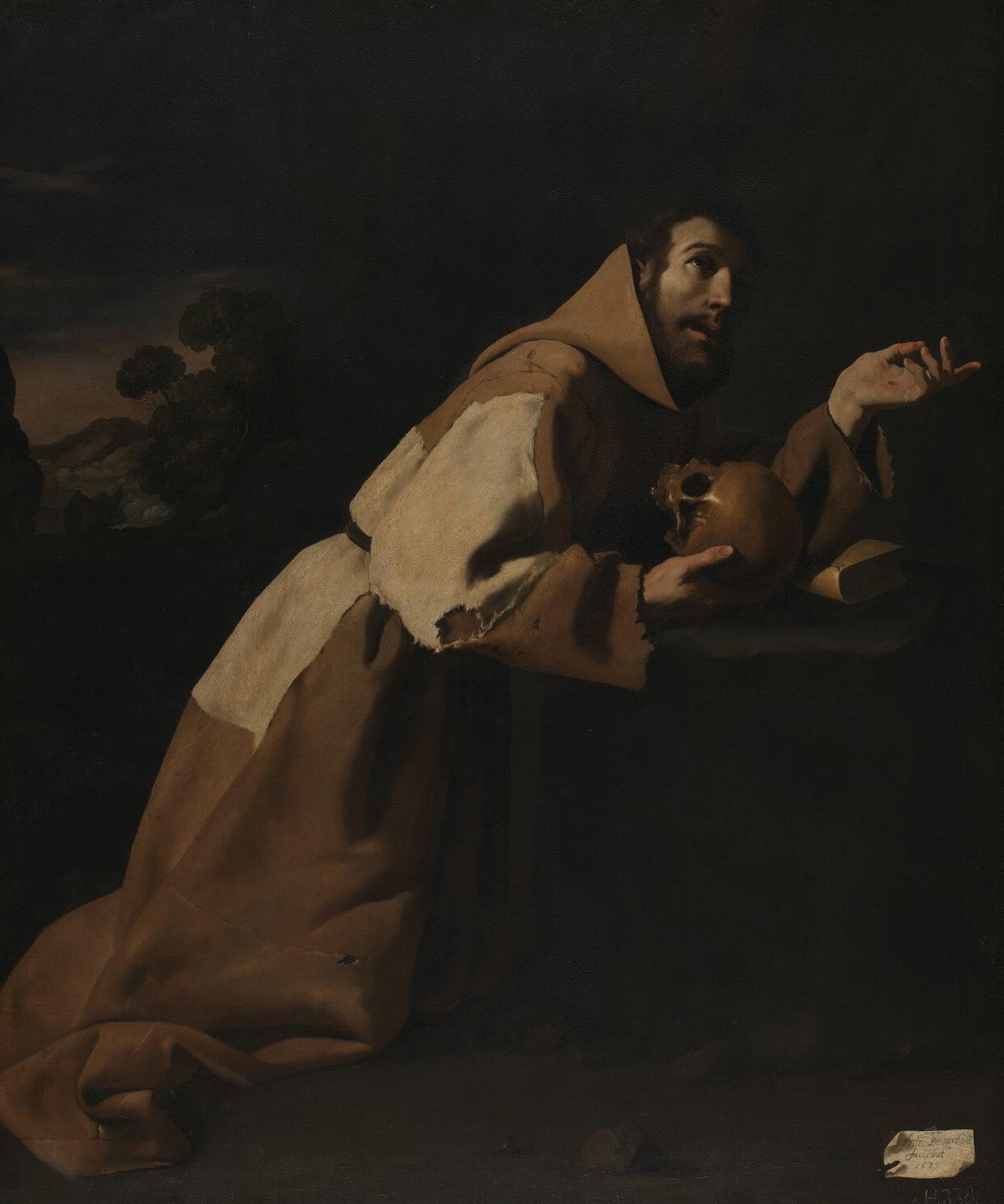
Francisco de Zurbarán, Saint Francis mediterar (1639)
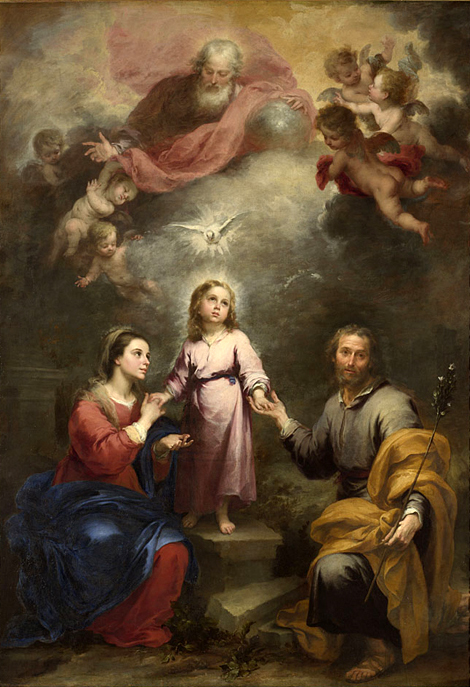
Bartolomé Esteban Murillo, The Heavenly and Earthly Trinities, (The Pedroso Murillo) (1675-82)
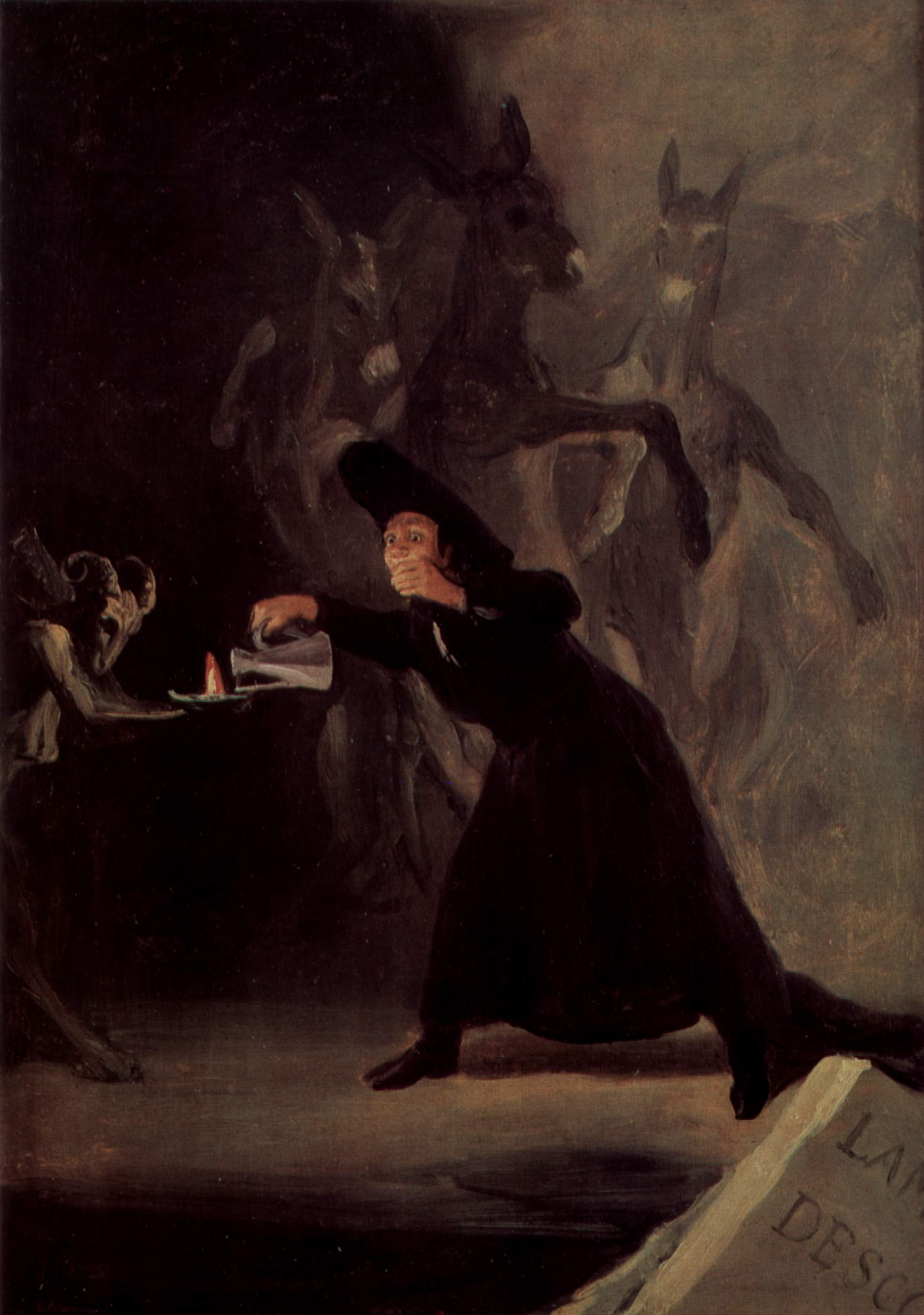
Francisco Goya, El hechizado por la fuerza, (1797–1798)
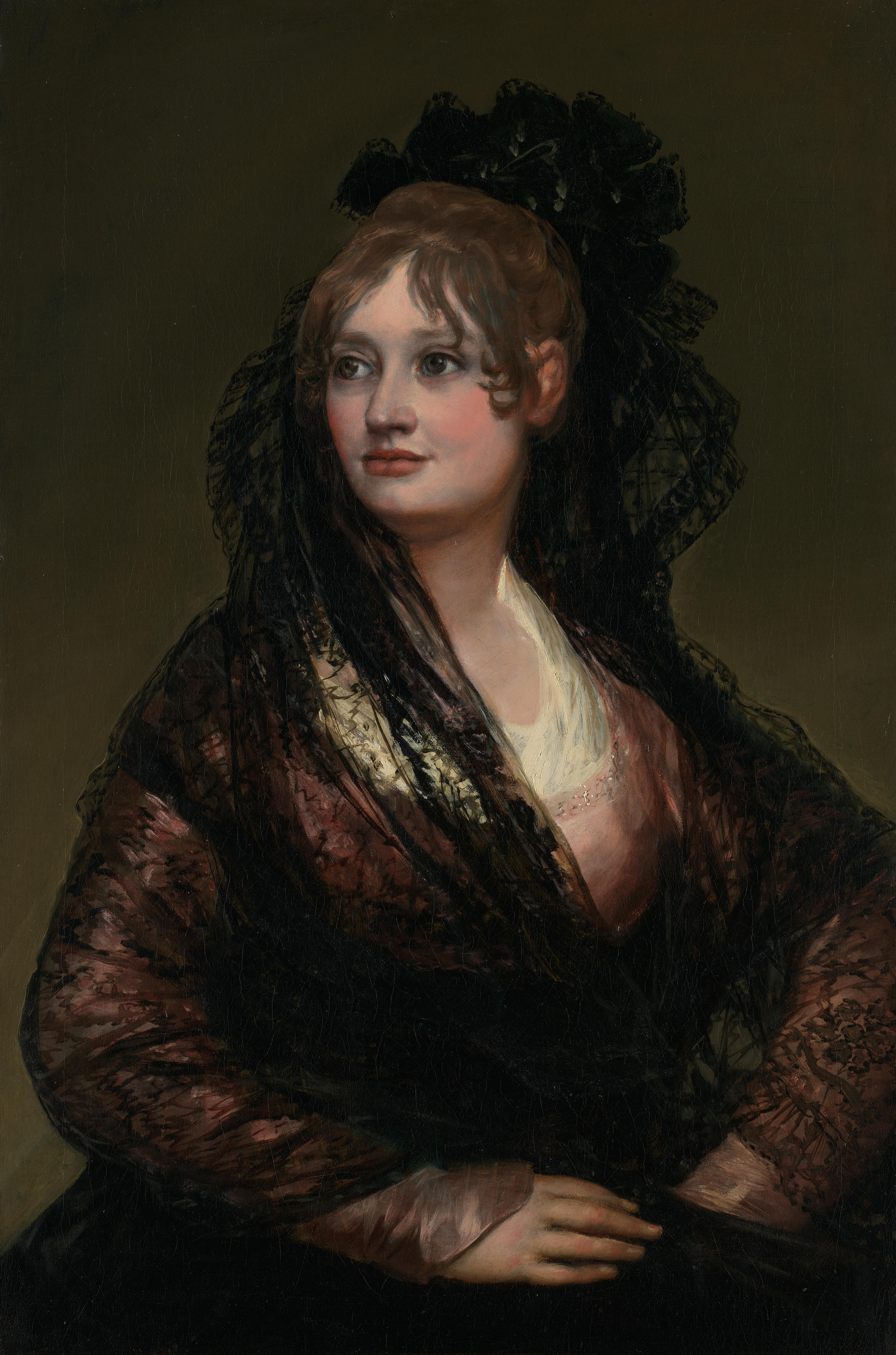
Francisco Goya, Doña Isabel de Porcel, (1805)
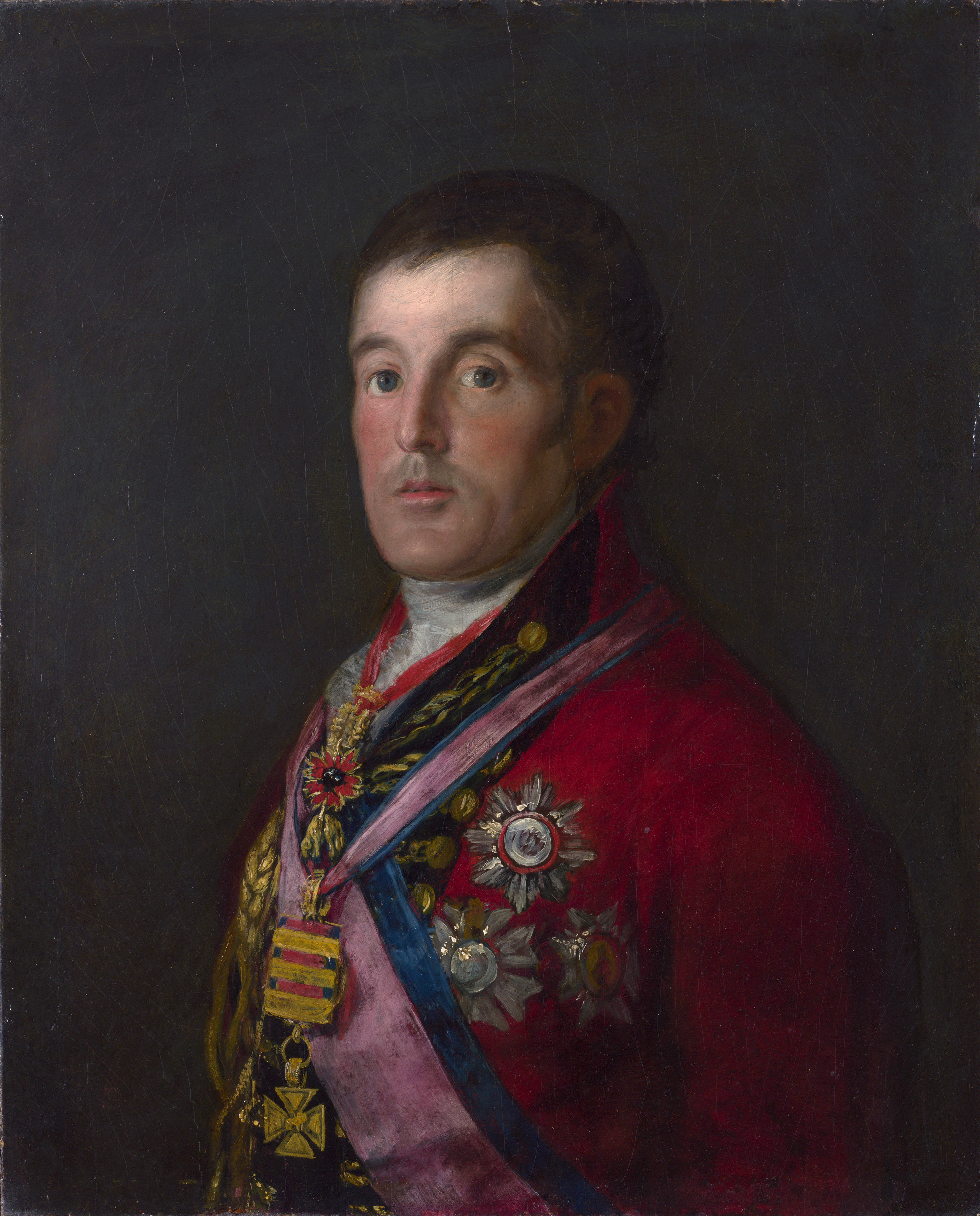
Francisco Goya, Porträtt av hertigen av Wellington, 1812–1814